# Švédsko
Švédsko, plným názvem Švédské království, je severská země ležící na Skandinávském poloostrově v severní Evropě. Na západě a severu sousedí s Norskem, na východě s Finskem a Baltským mořem, na jihu je mostem přes průliv Öresund spojeno s Dánskem. Jižní Švédsko je převážně rovinaté a zemědělské, zatímco sever, kam patří i Skandinávské pohoří na severozápadě země, je zalesněný. Dělí se na 21 krajů. S rozlohou asi 447 000 km² je Švédsko největší severskou zemí, pátou největší zemí Evropy a třetí největší zemí Evropské unie. Má 10,6 milionu obyvatel a je druhou nejřidčeji osídlenou zemí v Evropské unii. Hlavním a největším městem je Stockholm, mezi další významná města patří Göteborg, Malmö a Uppsala. Švédové tvoří kolem 85 % obyvatel země, úředním jazykem je švédština.
Švédsko bylo osídleno již v prehistorických dobách kolem roku 12 000 př. n. l. Obyvatelé se objevují jako Géaté (švédsky Götar) a Sveové (Svear), kteří byli součástí mořeplaveckých národů známých jako Seveřané. Jednotný švédský stát vznikl na konci 10. století. V roce 1397 se Švédsko připojilo k Norsku a Dánsku a vytvořilo skandinávskou Kalmarskou unii, kterou Švédsko opustilo v roce 1523. Když se Švédsko zapojilo do třicetileté války na straně protestantů, začala expanze jeho území a vznikla Švédská říše, která zůstala jednou z velmocí Evropy až do počátku 18. století. Během této éry Švédsko ovládalo velkou část Baltského moře. Většinu dobytých území mimo Skandinávský poloostrov ztratilo v průběhu 18. a 19. století. Východní polovina Švédska, dnešní Finsko, byla ztracena ve prospěch carského Ruska v roce 1809. Poslední válka, do níž se Švédsko přímo zapojilo, se odehrála v roce 1814, kdy Švédsko vojenskými prostředky donutilo Norsko k personální unii, která trvala až do roku 1905.
Švédsko je unitární konstituční monarchií s králem jako ceremoniální hlavou státu, zákonodárnou moc má jednokomorový parlament. Je vysoce rozvinutou zemí, která se trvale umísťuje v první desítce v indexu lidského rozvoje. Švédsko vybudovalo vyspělou ekonomiku se sociálním státem postaveným na severském modelu sociálního zabezpečení. Má 14. nejvyšší HDP na obyvatele na světě a zaujímá velmi dobré postavení v kvalitě života, zdravotnictví, vzdělávání, ochraně občanských svobod, hospodářské konkurenceschopnosti, rovnosti příjmů, rovnosti pohlaví a prosperitě. V roce 1995 Švédsko vstoupilo do Evropské unie a po ruské invazi na Ukrajinu v březnu 2024 do Severoatlantické aliance, čímž ukončilo svou dlouholetou zahraniční politiku nezúčastněnosti a status neutrality. Je členem Organizace spojených národů, schengenského prostoru, Rady Evropy, Severské rady, Světové obchodní organizace a zakládajícím členem Organizace pro hospodářskou spolupráci a rozvoj. 

## Etymologie
Název země (Sverige) se odvozuje od germánského kmene Sveů (švédsky svear, latinsky suiones), který ve středověku obýval oblast centrálního Švédska (Svealand) – Swerige (Svea rike, říše Sveů) bylo původně označení pro tuto oblast. Název kmene není úplně jasný, patrně je odvozen od pragermánského *swihoniz s významem „my sami“.

## Dějiny

### Založení státu a Vikingové

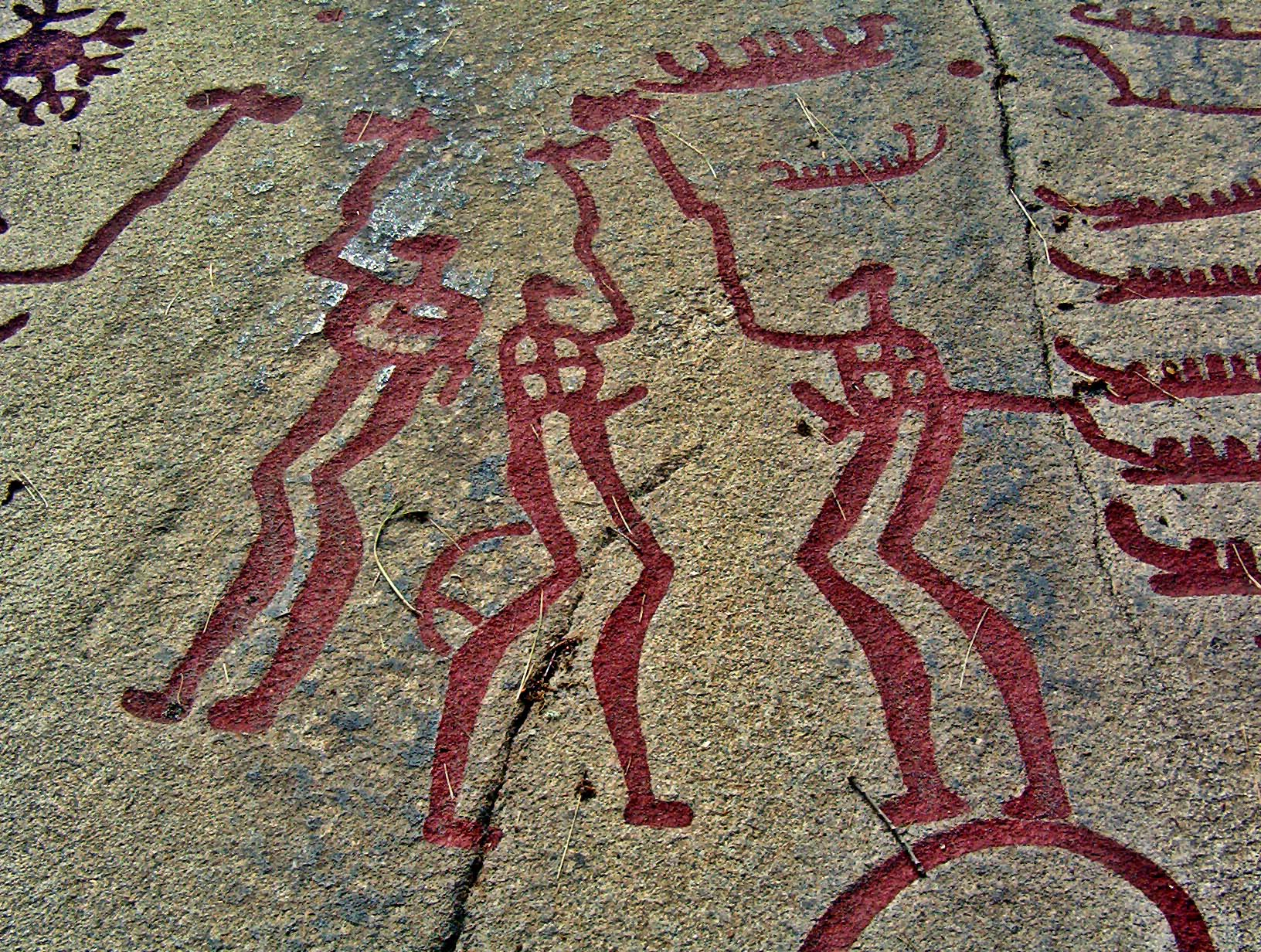
Nástěnné malby z Bohuslän

Území Švédska mělo vyspělou kulturu již v severské době bronzové. Nejstarší obyvatelé byli zřejmě lovci a sběrači, kteří se živili tím, co jim poskytovalo moře (dnes označované jako Baltské moře). Švédsko má vysokou koncentraci pravěkých nástěnných maleb, přičemž nejvíce jich najdeme v provincii Bohuslän. Nejstarší jsou však ty z provincie Jämtland, jsou datovány do období kolem roku 9000 př. n. l.

Není známo, kdy Švédské království vzniklo, ale už v roce 98 římský historik Tacitus psal o panovníkovi, který vládl nad zemí Svealand. Historici ale většinou považují za vznik Švédska spojení území Svealand a Götaland pod jednoho panovníka, krále jménem Erik Vítězný (970–995).

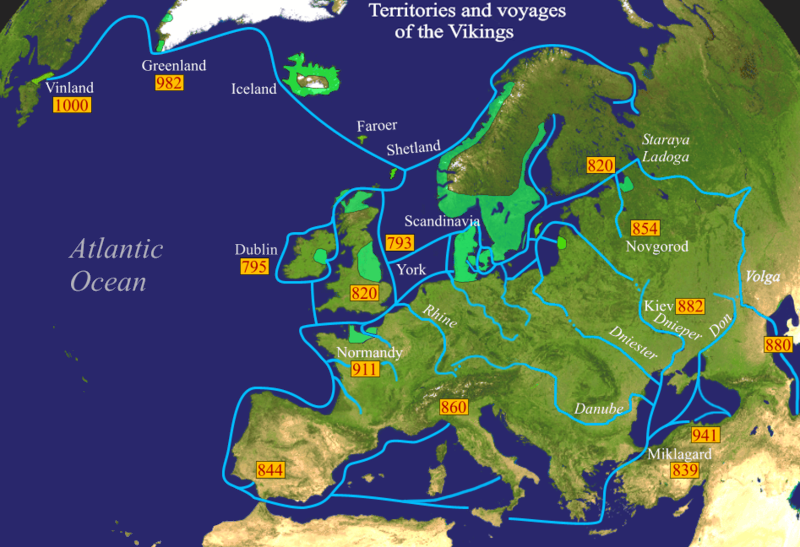
Mapa vikingských výprav

Začátkem středověku patřili Švédové mezi Vikingy, bojovné kmeny, které v 8.–11. století expandovaly ze severských zemí (dnešní Norsko, Dánsko a Švédsko) do mnoha částí Evropy a po nějakou dobu je ovládaly. Švédští Vikingové pronikali zejména na východ, kde byli známí jako Varjagové. V Rusku založili vládnoucí dynastii Rurikovců. Po Volze se dostali až do arabských zemí a po Dněpru do Černého moře a Byzance, kde začali sloužit jako osobní garda byzantských císařů.
Vikingové byli pohané. Přechod ke křesťanství byl složitý, postupný a občas násilný. Podle Adama Brémského byl v Dánsku pokřtěn již Erik Vítězný, zapomněl však na křesťanskou víru poté, co se vrátil do Švédska. Pokřtěn byl také druhý švédský král Olof Skötkonung, syn Erika Vítězného, a to okolo roku 1008. Podle Adama Brémského sice Olof až do své smrti zůstal křesťanem, ale protože většina Švédů byli stále pohané, jeho křesťanské aktivity se omezily jen na již pokřesťanštěnou provincii Götaland. Podle legendy byl Olof ve Stockholmu umučen poté, co odmítl obětovat pohanským bohům.

### Christianizace

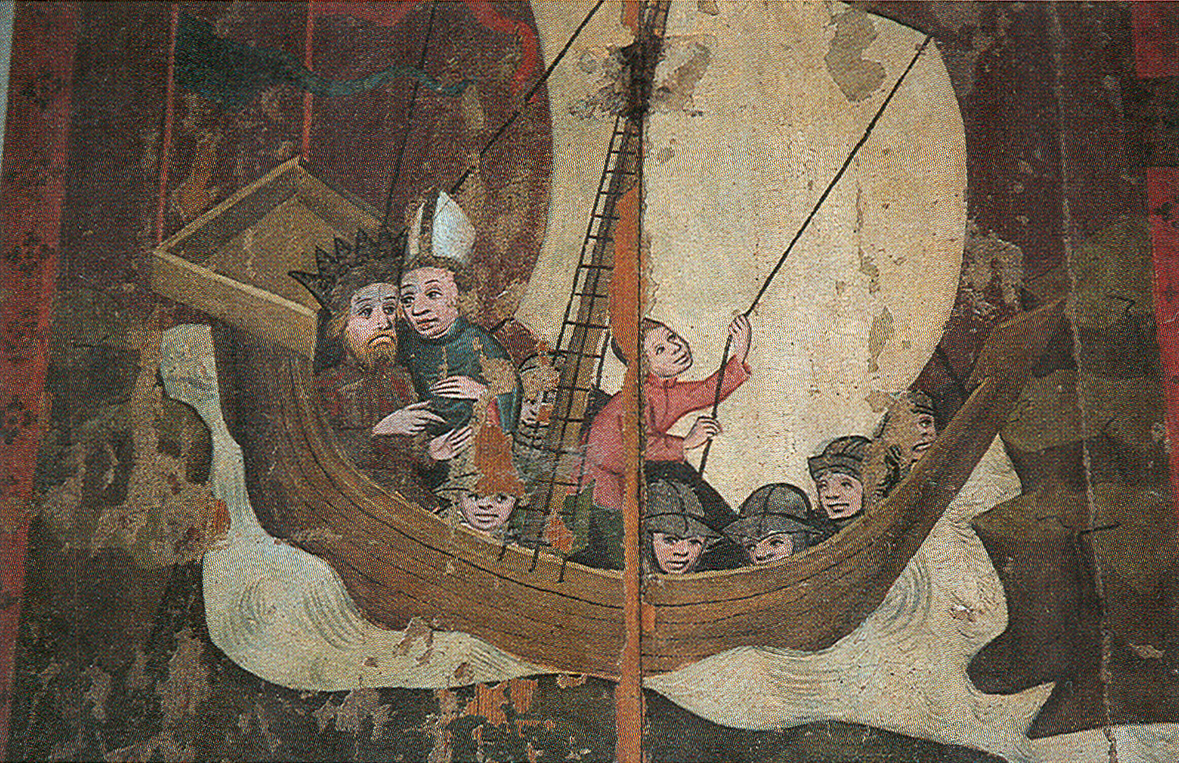
Erik IX. a biskup Jindřich se plaví do Finska, pozdně středověké vyobrazení švédské křížové výpravy

Christianizace však v 11. a 12. století nakonec byla úspěšná a přispěla ke vzniku jednotného švédského státu. Násilnou cestu si při prosazování křesťanství zvolil zejména král Stenkil, první panovník z rodu Stenkilů, který Švédsku vládl od roku 1060. Ještě Anund Gårdske (vládl kolem roku 1070) však byl svržen, když vydal zákaz lidských obětí v chrámu v Uppsale. Také Inge I. Švédský (1079–1084, 1087–1105) měl být svržen kvůli zákazu pohanských obětí. Právě Inge však roku 1087 znovudobyl Uppsalu, která byla náboženským centrem staré víry celého Švédska (a možná celé Skandinávie). Starý chrám zapálil, zabil pohanského vzdorokrále Blot-Svena a znovu uzmul pro sebe trůn. To je v christianizačním procesu patrně zásadní mezník. Během vlády Karla VII. bylo ve Švédsku založeno první arcibiskupství, v roce 1164. Švédské kostely se tím pádem mohly zcela odpoutat od závislosti na dánském arcibiskupství v Lundu. Šlo o důležitý krok k suverenitě Švédska a ohrazování se vůči vlivu Dánů, nejmocnějších Skandinávců ve středověku. Nejuctívanější švédskou světicí se stala Brigita Švédská.
Brzy se Švédsko stalo samo šiřitelem křesťanství. Švédské křížové výpravy proti pohanským kmenům také začlenily ve 13. století do švédského státu i území dnešního Finska (zejm. zásluhou jarla Birgera Magnussona z Bjölbo, který od roku 1250 vládl jako regent za svého syna, nezletilého krále Valdemara Birgerssona). V roce 1359 král svolal první švédský parlament, Riksdag, do nějž byli pozváni zástupci měst, šlechtici i duchovní.

### Kalmarská unie

Kalmarská unie

Chod švédských dějin pak změnil Albrecht Meklenburský, kterého na trůn dotlačila švédská šlechta, aby omezila panovnickou moc. Když se však Albrecht pokusil chomout vlivných šlechticů odhodit, obrátili se tito s žádostí o pomoc na dánskou královnu Markétu I. Tím nevědomky uvrhli Švédsko na delší čas pod dánskou hegemonii. Markéta totiž neváhala, Albrechta sesadila, sama uzurpovala trůn a nově spojila Dánsko a Švédsko (tedy i Norsko) do jednoho státu, jemuž se začalo říkat Kalmarská unie (1389). Švédský král tak od té doby sídlil v Dánsku.

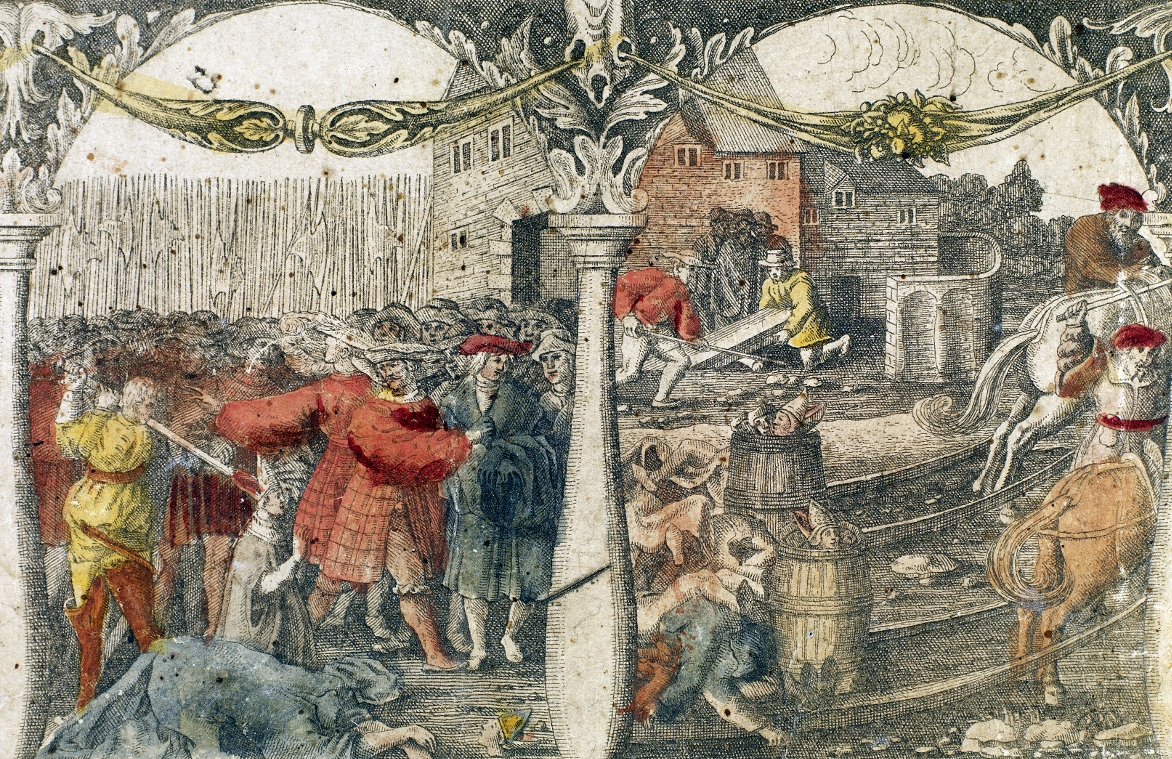
Stockholmská krvavá lázeň

V 15. století vzdorovali Švédové snaze centralizovat moc pod korunu Dánska, což vyústilo v ozbrojené konflikty. K nejznámějším patří povstání, které v roce 1434 vedl švédský šlechtic a majitel dolů Engelbrekt Engelbrektsson. Roku 1435 byl zvolen vůdcem stavovského sněmu (Riksens ständer), který sídlil ve městě Arboga, čímž vzpoura dostala charakter stavovského povstání. Sněm načas převzal vládu v zemi a Engelbrektsson se stal jejím regentem. Ostatní šlechtici měli ovšem trochu jiné představy než Engelbrektsson a nakonec upřednostnili jako vůdce sněmu Karla Knutssona, zatímco Engelbrektsson byl krátce poté zavražděn, čímž se sněmu definitivně otevřela cesta k dohodě s králem. Kýženou suverenitu to však nepřineslo. Další velká rebelie vypukla proti centralizačním snahám Kristiána II. Dánský král odpověděl terorem. 7. listopadu 1520 nechal uvěznit a popravit 82 vedoucích švédských šlechticů. Tento masakr, který vešel do dějin jako Stockholmská krvavá lázeň, vyvolal ve Švédsku mohutné povstání v čele s Gustavem Vasou. Toto povstání už Kalmarská unie nepřežila.

### Samostatný stát a evropská velmoc

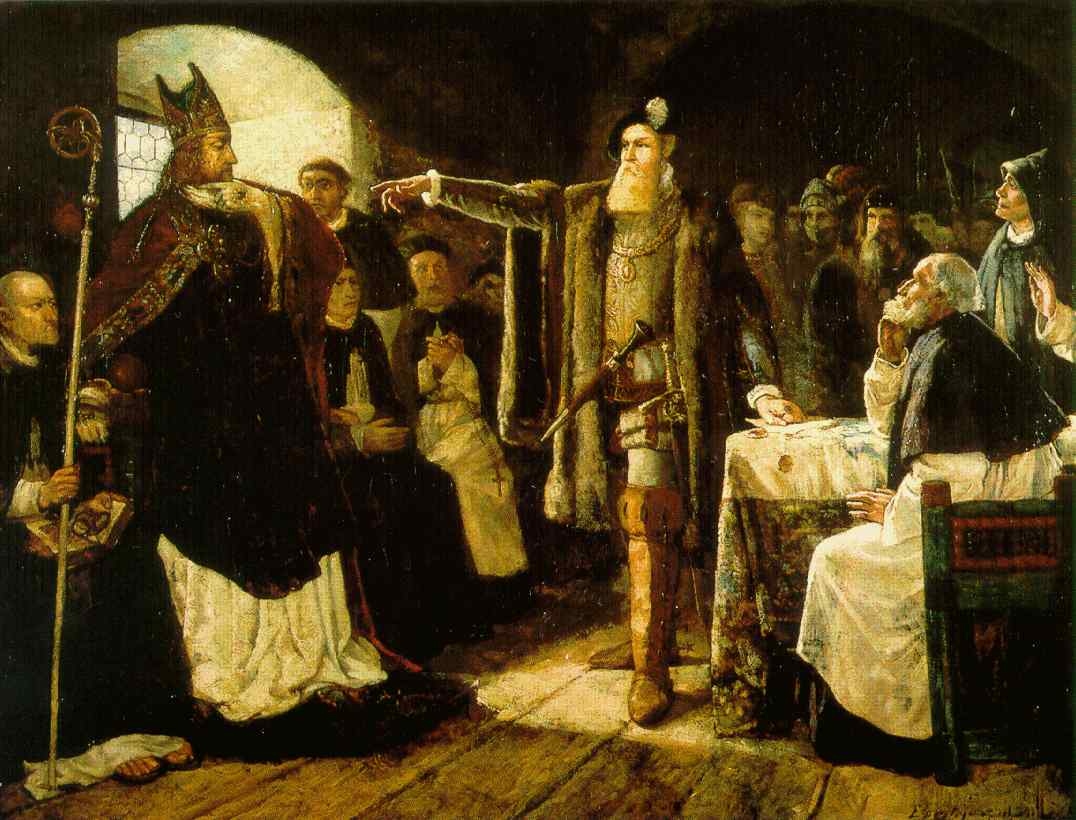
Gustav Vasa obviňuje katolické kněze ve Västerås

Švédsko se nakonec odpojilo v roce 1521, kdy Gustav založil dědičnou monarchii (dynastie Vasovců vládla až do roku 1659), a tím moderní švédský stát. Gustav Vasa je tak Švédy považován za otce národa. Krom toho, že vytvořil silnou centrální vládu (zejm. s pomocí německých úředníků), ovlivnil švédskou kulturu tím, že podporoval zavedení protestantismu. Důvodem byla patrně snaha získat církevní majetek k pokrytí dluhů z osvobozenecké války, jež měl Vasa zejména vůči hanzovnímu městu Lübeck, bez něhož by jeho revoluce sotva uspěla a jemuž také po nástupu na trůn udělil monopol na obchod v Baltském moři. V roce 1527 svolal Vasa takzvaný reformační sněm do Västerås, přerušil styky s papežem a na sněmu se postavil do čela švédské národní církve. V roce 1530 nová církev převzala augsburské vyznání. Nejvyšším knězem nové církve (svým způsobem premiérem země) se stal Olaus Petri. Ten bojoval zejména za kázání ve švédštině a podporoval také švédský překlad Bible, jenž byl dokončen roku 1540. První švédská kázání i překlad byly důležitým milníkem na cestě ke kodifikaci spisovné švédštiny.

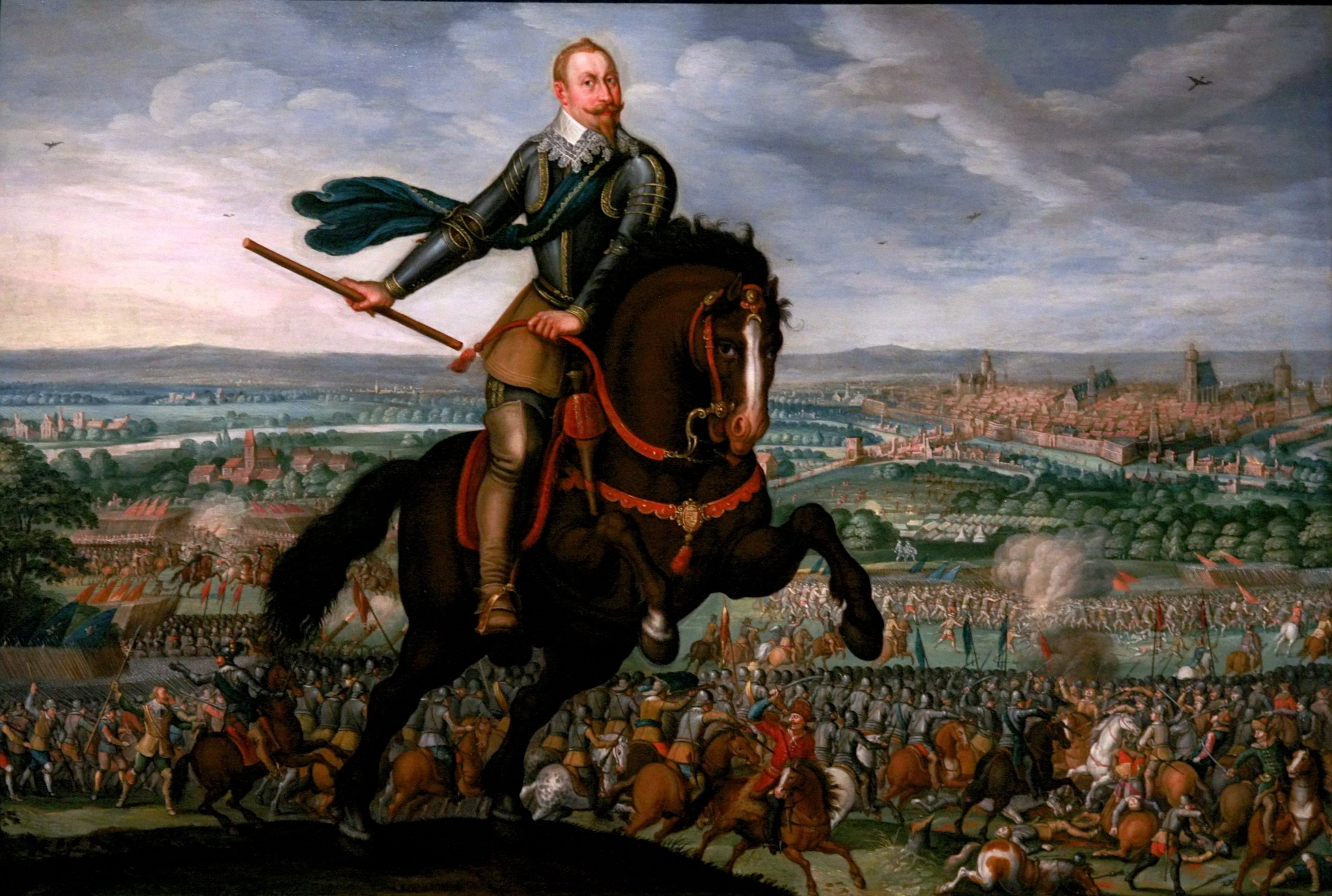
Gustav II. Adolf v první bitvě u Breitenfeldu

17. století bylo ve znamení rychlého rozmachu, který zařadil Švédsko mezi evropské velmoci. Švédové vojensky tlačili zejména na Polsko, a to i z náboženských důvodů. Tento tlak zesílil zvláště Gustav II. Adolf a byl jedním z faktorů, který vyvolal třicetiletou válku, zničující celoevropský konflikt, který – alespoň zpočátku – byl nejen velmocenským, ale i náboženským. Do třicetileté války Gustav II. Adolf vstoupil oficiálně až roku 1630. Poté, co padl u Lützenu, v bitvě proti Katolické lize vedené Albrechtem z Valdštejna, do čela válčícího švédského státu se postavila jeho dcera Kristýna. Pod jejím vedením švédská vojska operovala i na českém území, kde porazila císařská vojska v bitvě u Jankova a neúspěšně obléhala Prahu a Brno.
Známé je též uloupení uměleckých sbírek císaře Rudolfa II. z Pražského hradu a malostranských paláců po krátkém obsazení Prahy švédskými vojsky v roce 1648. Švédské vojsko získalo rabováním na Pražském hradě pro Kristýnu 500 obrazů, 70 bronzových soch, 370 vědeckých přístrojů, 400 indických kuriozit, stovky korálů, slonoviny a drahých kamenů. Dodatečně si královna vyžádala ještě krádež Rudolfovy knihovny. 24 hodin po jejím odvezení byl podepsán vestfálský mír a třicetiletá válka skončila.

### Ztráta velmocenského postavení

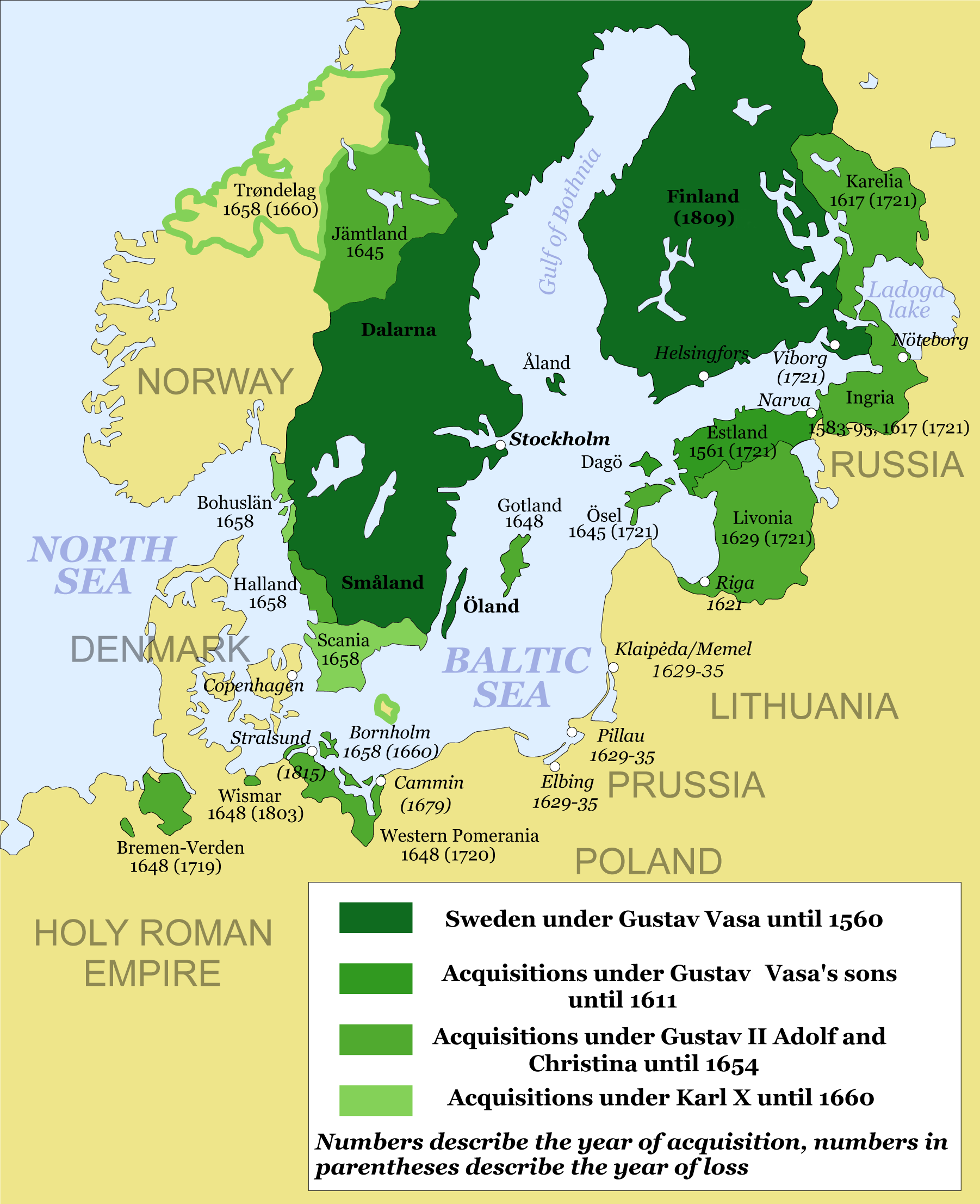
Švédská území mezi lety 1560 až 1815. Čísla na mapě udávají rok, kdy se dané území dostalo pod nadvládu Švédska. Číslo uvedené v závorce značí rok, kdy Švédsko o území přišlo.

Švédsko patřilo k jasným vítězům třicetileté války. Krom uloupeného bohatství získalo i řadu území – Pobaltí, Pomořansko ad. Navíc územně expandovalo i krátce po válce, když Kristýnin bratranec a nástupce Karel X. Gustav porazil Polsko a Dánsko, které přišlo o řadu území (viz Roskildský mír). Švédsko se tak v půlce 17. století vynořilo jako regionální velmoc a jeden z nejmocnějších států Evropy. Pokoušelo se expandovat i do zámoří a v Severní Americe byla založena kolonie Nové Švédsko. Velmocenská pozice Švédska se však začala hroutit v 18. století, kdy sílící carské Rusko Švédy porazilo ve velké severské válce, což vedlo mj. ke ztrátě Finska.
V době panování Fridricha I. byla královská moc značně zredukována ve prospěch parlamentu Riksdagu, kde se střetávaly zejména frakce čepců a klobouků. Od skončení napoleonských válek (které mimo jiné dostaly na švédský trůn rod Bernadotte, jenž tam dlí dosud) se Švédsko, také díky své poloze na severovýchodním okraji Evropy, nezúčastnilo již žádného ozbrojeného konfliktu, což mu umožnilo značnou hospodářskou prosperitu a stabilní společenské poměry.
Poslední válkou byla výprava proti Norsku v roce 1814, po které vznikla Švédy řízená Švédsko-norská unie. Tato unie se rozpadla v roce 1905. Švédsko zůstalo neutrální i v průběhu světových válek.

### Sociální stát

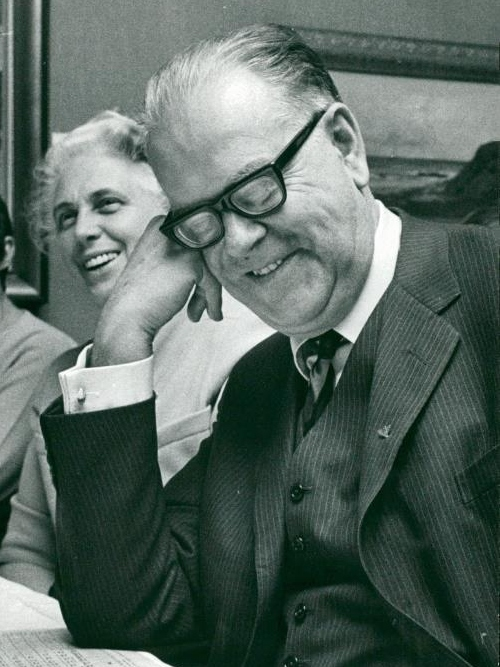
Tage Erlander

Na první světové válce Švédové velmi vydělali, jako zdatní zásobovači válčících stran. Tím byly vytvořeny předpoklady pro budování sociálního státu, o dvě desetiletí dříve než jinde v Evropě. Když se sociálnědemokratická strana chopila moci v roce 1932, budování sociálního státu se rozjelo naplno. U kormidla stál Per Albin Hansson. Po druhé světové válce se situace opakovala. Padesátá a šedesátá léta 20. století byla zlatým věkem švédského sociálního státu. Jejich symbolem byl sociální demokrat Tage Erlander, jenž byl třiadvacet let nepřetržitě předsedou švédské vlády (1946–1969), což je švédský rekord a jeden z nejdelších premiérských mandátů v historii moderních demokracií. Erlander odmítl znárodňování, ovšem trval na budování silného veřejného sektoru, zejména veřejného zdravotnictví a důchodového zabezpečení. Švédsko tak prožilo tzv. éru rekordů (Rekordåren), kdy hospodářství každým rokem rostlo pozoruhodnými skoky.
Švédové po válce nevstoupili do NATO, nicméně navázali silnou vojenskou spolupráci se Spojenými státy. Švédsko se stalo oficiálním 32. členem severoatlantické aliance NATO dne 7. března 2024. Na počátku šedesátých let byly americké jaderné ponorky vyzbrojené jadernými raketami Polaris A-1 rozmístěny nedaleko západního pobřeží Švédska. Šlo o součást tajné dohody, v níž USA poskytly Švédsku záruku, že provedou odvetný jaderný útok v případě sovětského útoku na Švédsko. Švédská příslušnost k Západu byla, navzdory oficiální neutralitě, jasná. Důsledkem této neutrality bylo nicméně také budování mimořádně silné armády a zbrojního průmyslu. Švédsko v 50. a 60. letech 20. století investovalo do obrany nejvíce po USA, Sovětském svazu a Izraeli a vybudovalo třetí nejsilnější vojenské letectvo na světě, z velké části založené na doma vyráběných letounech.

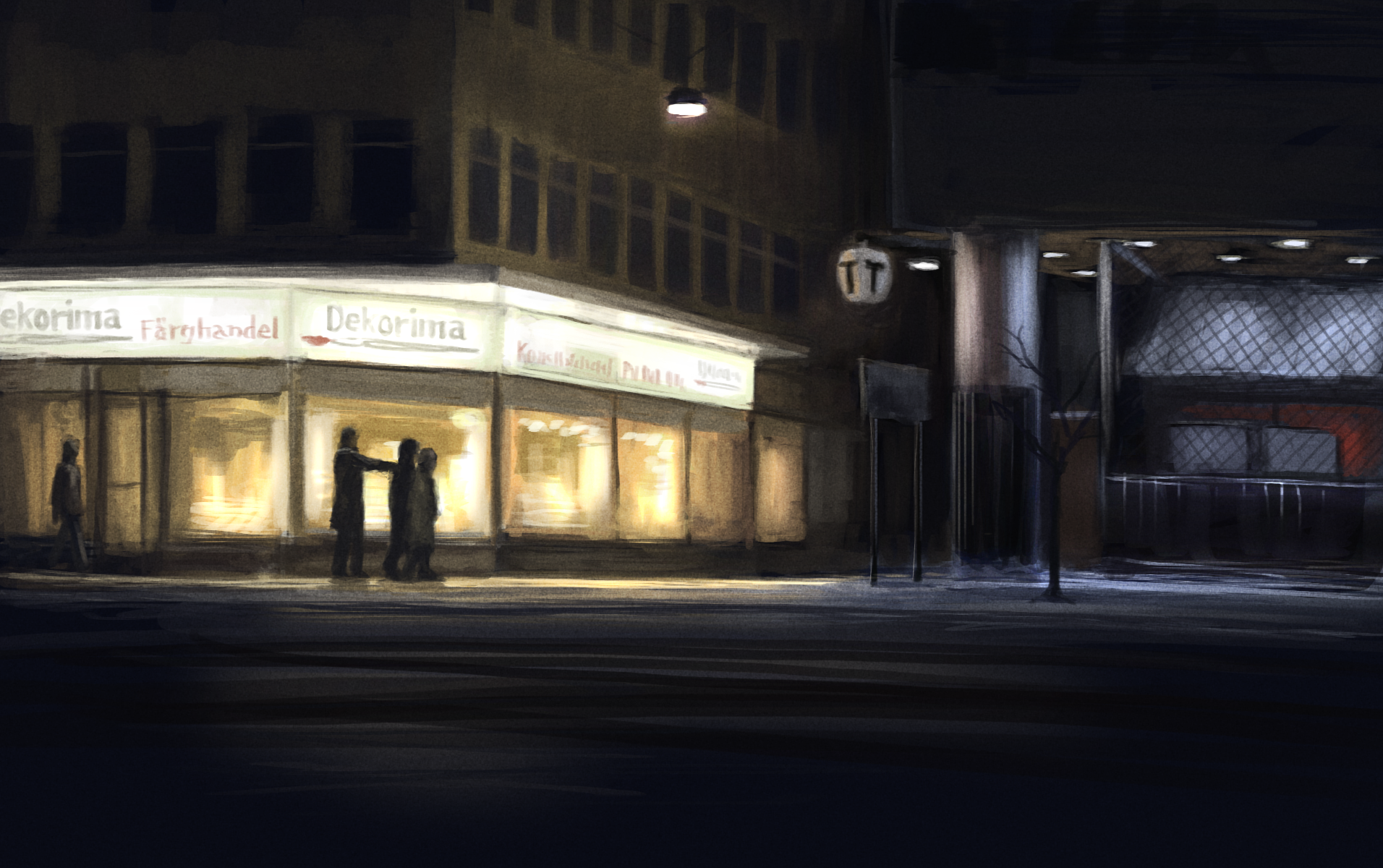
Pokus o uměleckou rekonstrukci atentátu na Olofa Palmeho

Erlander si za svého nástupce vyvolil Olofa Palmeho, který se ale roku 1986 stal obětí dosud nevysvětleného atentátu. Vražda premiéra silně zasáhla švédskou společnost, která si desítky let zakládala na budování atmosféry důvěry a otevřenosti. Naznačila, že švédská společnost vstoupila do zcela jiné fáze vývoje, než jakou byl erlanderovský sociální stát. Silná koheze společnosti byla neudržitelná mj. kvůli masivní imigraci z neevropských zemí, kterou vlády spustily v 70. letech.
Začátkem 90. let došlo navíc k hospodářské krizi s vysokou nezaměstnaností a krachem mnoha bank a firem. Švédsko začalo prvně hovořit o odbourávání přebujelého sociálního státu. Premiér Ingvar Carlsson se pokusil o daňovou reformu, díky čemuž se sociální demokraté poprvé od války dostali do těžkého střetu s odbory. Reakcí na otřesené jistoty byla i koroze idejí neutrality – v roce 1995 Švédsko vstoupilo do Evropské unie, vstup vyjednal pravicový premiér Carl Bildt. V referendu konaném v roce 2003 ovšem většina Švédů odmítla se zříct vlastní měny a nepřijala euro. Referendum vypsal sociálnědemokratický premiér Göran Persson. Jeho éra však naznačila, že Švédsko má i řadu jiných problémů než ekonomických, především nezvládnuté přistěhovalectví – Persson v úřadě čelil vraždě své ministryně zahraničí Anny Lindhové Švédem srbského původu Mijailo Mijailovićem či útokům muslimů po publikování karikatur proroka Mohameda. Problémy s migrací i ve Švédsku výrazně posílily nacionalisty – Švédské demokraty. V zásadě však společenský konsensus na silném sociálním státu ve Švédsku trvá.

## Státní symboly

### Vlajka
Švédská vlajka je tvořena modrým listem o poměru stran 5:8 se žlutým, skandinávským křížem, jehož ramena mají šířku stanovenou na ⅕ šířky vlajky. Rozměry polí různých barev švédské vlajky jsou vertikálně 4:2:4 a horizontálně 5:2:9.

### Znak
Švédský státní znak má dvě verze, znak malý a velký.
Malý státní znak tvoří modrý štít se třemi zlatými otevřenými korunkami. Na štítu je položena královská koruna.
Velký státní znak je tvořen modrým štítem, čtvrceným zlatým křížem. V prvním a čtvrtém modrém poli jsou tři zlaté korunky, ve druhém a třetím poli je zlatý, korunovaný lev ve skoku na modrém poli se třemi stříbrnými, šikmo položenými a vlnitými břevny. Uprostřed je polcený srdeční štítek, v jehož (heraldicky) pravé části je stříbrné, kosmé břevno, dělící modré a červené pole. Přes břevno je postavena zlatá váza. V levé, modré polovině je stříbrný most nad stříbrnými vodami, převýšené zlatou, císařskou orlicí pod souhvězdím Velkého vozu. Štít je obtočen řetězem Řádu Serafínů a korunovaný královskou korunou. Štítonoši jsou dva zlatí, dvouocasí, korunovaní a nazpět hledící lvi. Celý znak je položen na hermelínovém plášti pod další královskou korunu.

### Hymna
Švédská hymna je píseň Du gamla, du fria (česky Ty pradávná, ty svobodná). Skladatelem byl Edvin Kallstenius, který vytvořil orchestrální podobu lidové písně. Slova napsal etnograf Richard Dybeck.

## Geografie

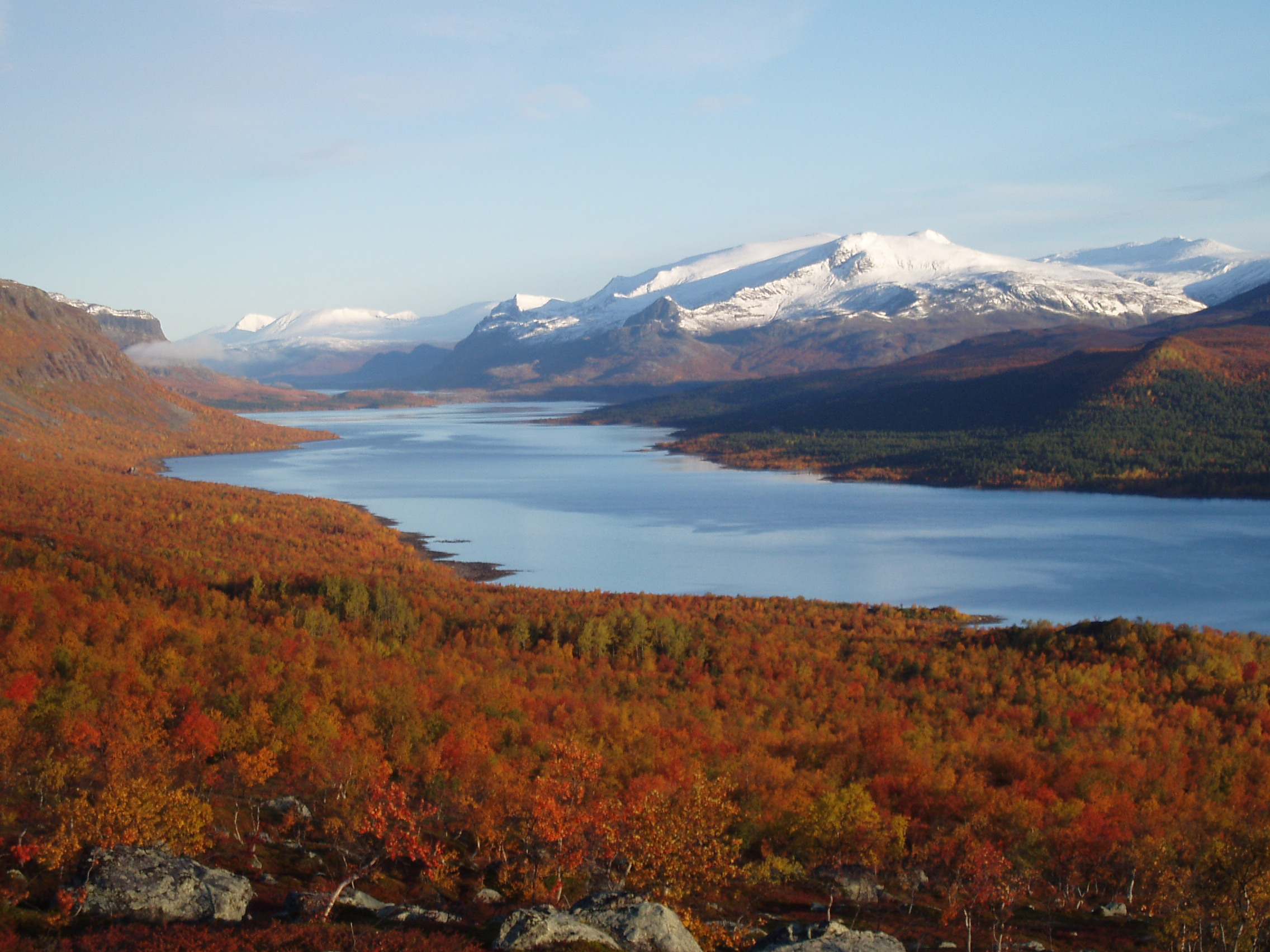
Norrbotten v severním Švédsku

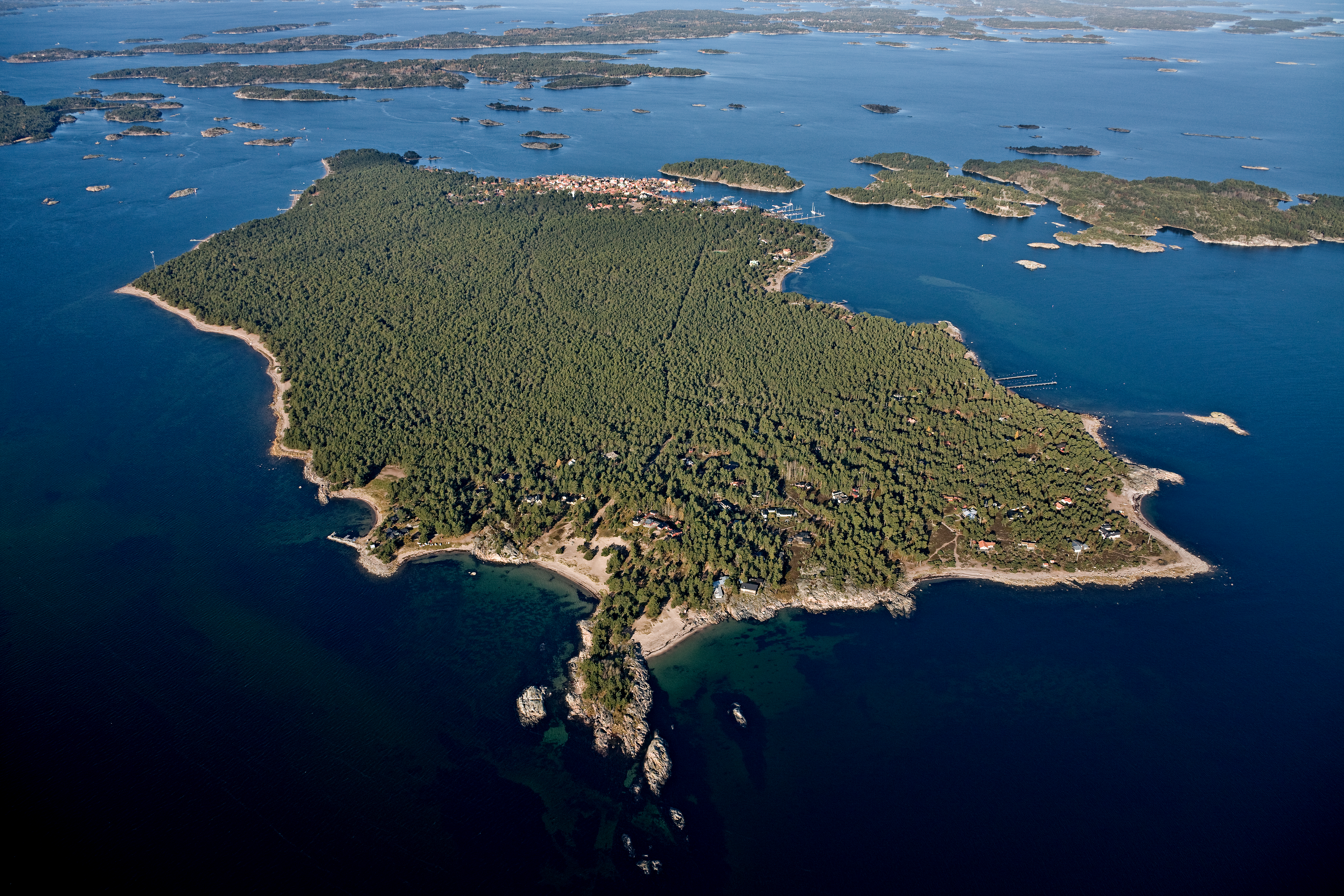
Stockholmské souostroví se skládá z více než 20 tisíc ostrovů a ostrůvků

Švédsko sousedí s Kattegatem, státy Norsko a Finsko a Baltským mořem; od otevření mostu přes Öresund v roce 2000 existuje také přímé pozemní spojení s Dánskem. Švédsko má asi 221 800 ostrovů, tři největší jsou Gotland (2994 km²) a Öland (1347 km², oba v Baltském moři) a Orust (346 km², severně od Göteborgu). Největší délka Švédska od severu k jihu je 1572 km, z východu na západ 499 km. Pozemní hranice s Norskem je dlouhá 1619 km, s Finskem 586 km.
Švédsko se dělí na tři hlavní oblasti. Norrland zabírá na severu asi tři pětiny země. Jedná se o hornatou krajinu s rozlehlými lesy a velkými zásobami rud. Svealand má zvlněné hřebeny ledovcového původu a většinu z více než 90 tisíc švédských jezer. Götaland na jihu zahrnuje kamenité vrchoviny Smålandu a bohaté roviny Skåne. Asi 15 % území Švédska leží za Severním polárním kruhem. Jižní část země je převážně zemědělská, směrem na sever se zvyšuje podíl lesů.
Zatímco velké části země jsou ploché až kopcovité, podél norských hranic se Skandinávské pohoří zvedá na více než 2000 m n. m. Nejvyšším vrcholem je Kebnekaise s asi 2 097 m. Po celém Švédsku se nachází 30 národních parků. Největší parky leží na severozápadě země.

### Topografie

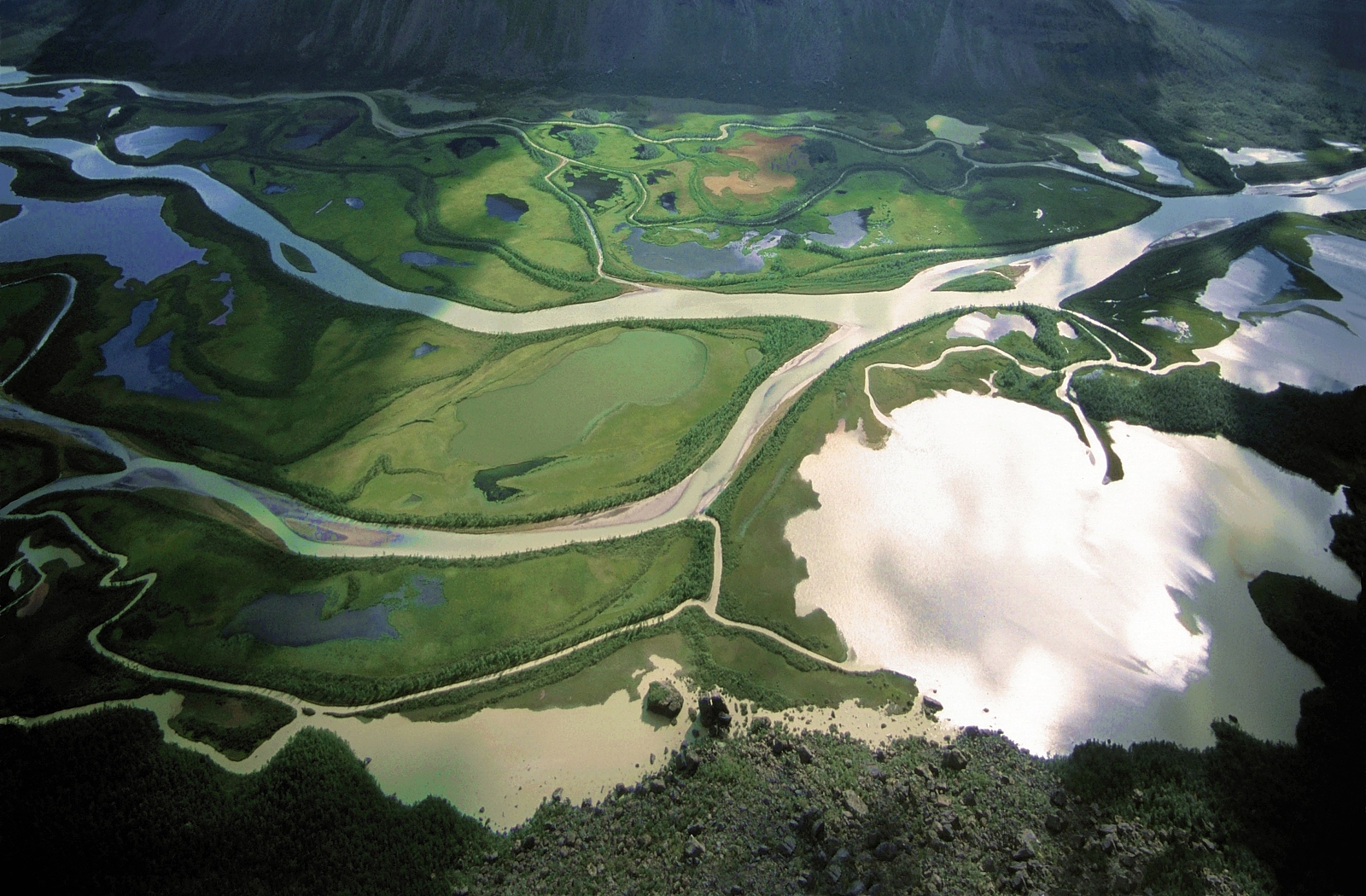
Delta řeky Rapa, ledovcová říční krajina nedaleko národního parku Sarek

Jižní a střední Švédsko (Götaland a Svealand), které pokrývá dvě pětiny Švédska, je rozděleno z jihu na sever na tři velké části, severní Švédsko (Norrland), které zahrnuje zbývající tři pětiny, je rozděleno od západu na východ na tři části.
Nejdelší řeky ve Švédsku jsou Klarälven, Torne, Dalälven, Ume a Ångermanälven. Největší jezera jsou Vänern, Vättern, Mälaren a Hjälmaren.

#### Jižní a střední Švédsko
Nejjižnější část, historická provincie Skåne, je pokračováním Středoevropské nížiny severního Německa a Dánska. Ve Skåne je nejnižší bod Švédska (bez vodstva) 2,4 metrů pod hladinou moře a nejjižnější bod Švédska, Smygehuk. Severně od ní se rozprostírá jižní švédská vysočina, náhorní plošina obklopená zvlněnými kopci s velkým počtem protáhlých jezer vytvořených ledovcovou erozí. Třetí hlavní krajinou je střední švédská deprese, plochá, členitá krajina rovin, útesů, stolových hor, fjordů a řady jezer.

#### Severní Švédsko
Na západě severního Švédska dominuje Skandinávské pohoří, které tvoří hranici s Norskem. Horský řetěz - jehož horská tundra se ve Švédsku nazývá fell – má výšky mezi 1 000 a 2 000 m n. m. Ve Skandinávském pohoří se také nachází nejvyšší hora Švédska, asi 2097 m vysoká Kebnekaise. Přímo na trojmezí Norsko/Švédsko/Finsko leží nejsevernější bod Švédska Treriksröset.
Na východě, která zahrnuje podhůří, leží nejrozsáhlejší švédská zonální krajina. Podél hor v nadmořské výšce 600 až 700 metrů se rozprostírají rozsáhlé vysočiny , které se spojují do zvlněné kopcovité krajiny, která se svažuje na východ. V této krajině se také nachází švédská velká ložiska rud (železo, měď, zinek, olovo). Velké řeky Švédska, které mají vytékají z Skandinávského pohoří, tečou téměř paralelně v hlubokých údolích směrem k Baltskému moři.
Podél pobřeží Baltského moře leží rovná pobřežní krajiny, která je mezi Härnösandem a Örnsköldsvikem přerušena vysokým pobřežím Höga kusten, kopce padající až na pobřeží Baltského moře.

### Geologie

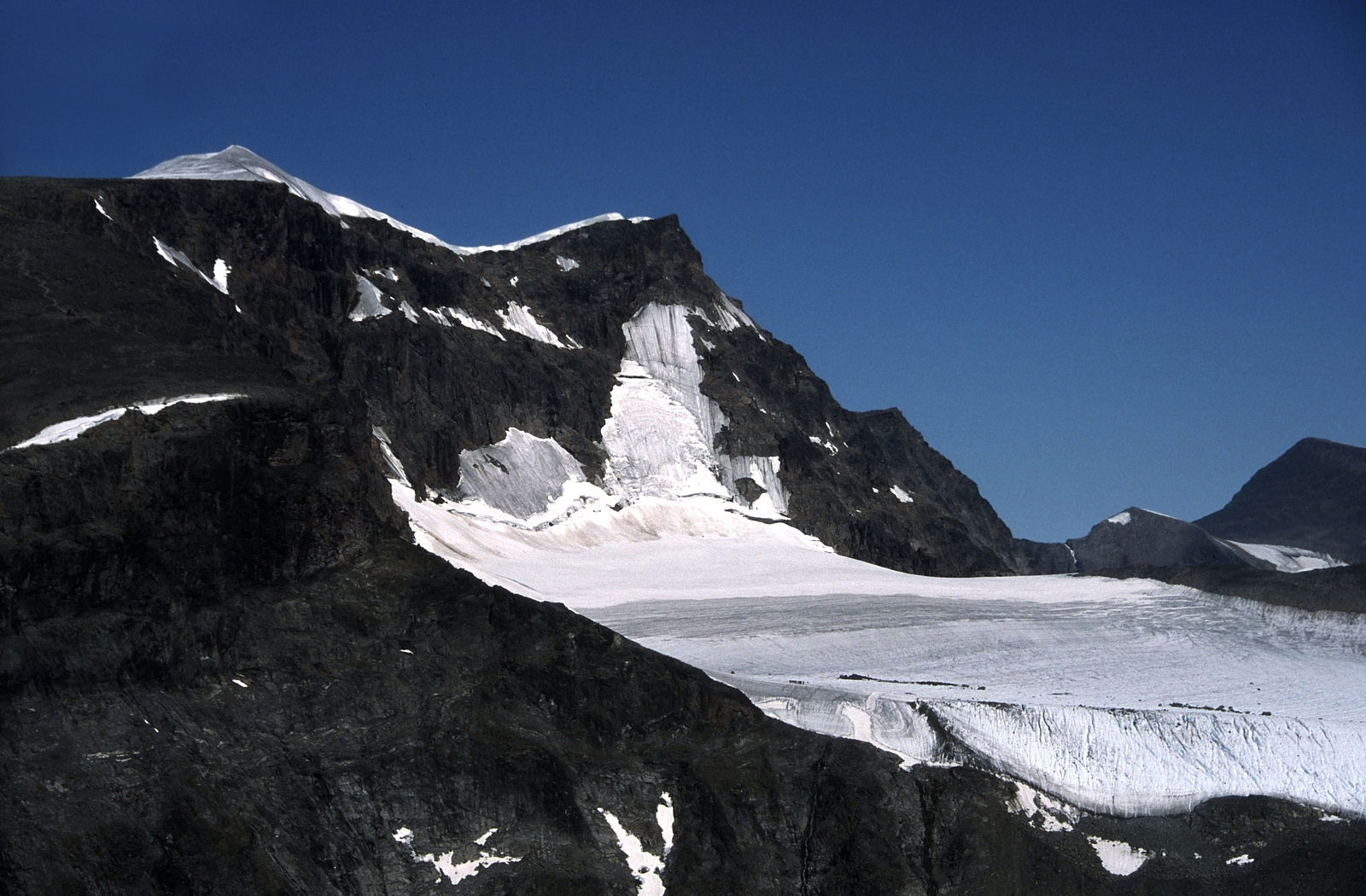
Kebnekaise, nejvyšší švédská hora

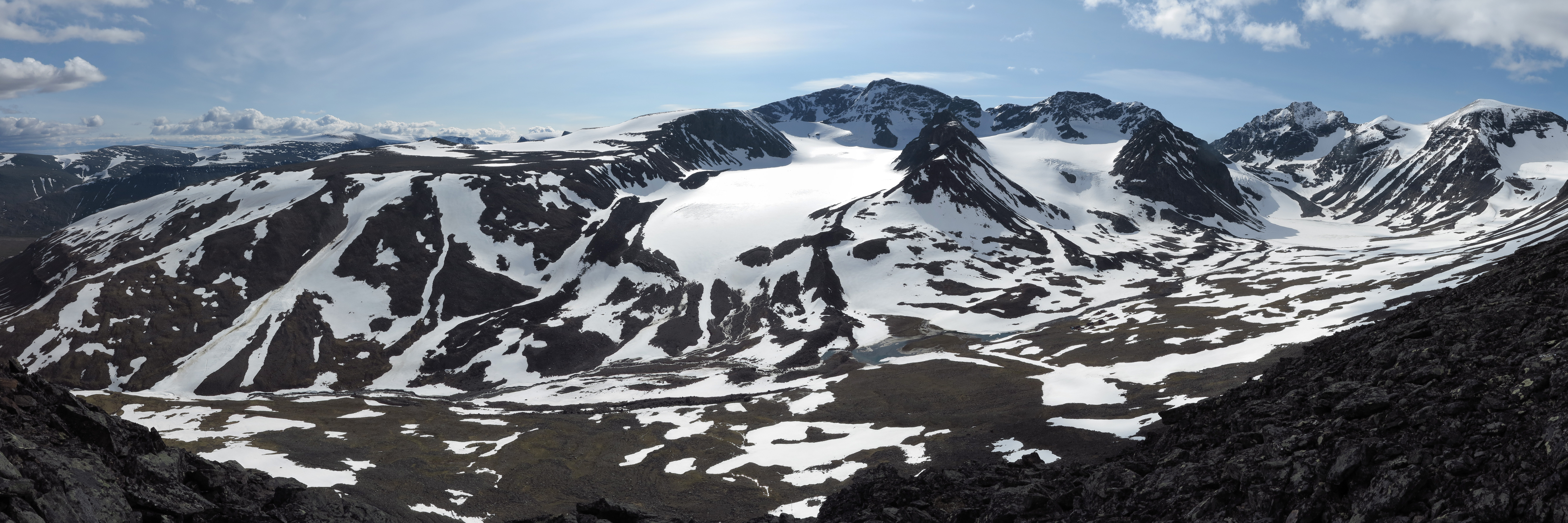
Pohled na údolí Tarfala v Laponsku

Největší část švédského území s výjimkou jihozápadního výběžku a hraničního hřebene Skandinávského pohoří náleží k Baltskému štítu, složeného především ze žul a rul. Ledovec, který pokrýval celé Švédsko a dosahoval mocnosti až 3000 m, odstranil pokryv starých zvětralin, zbrousil krystalické horniny skalního podkladu do zaoblených tvarů a zanechal po sobě rozsáhlé morény. Hlinitojílovité nánosy z tavných vod ledovce a mořských usazenin dnes představují nejlepší orné půdy ve Švédsku – vyskytují se především ve středním Švédsku mezi Stockholmem a Göteborgem. V Jämtlandu a částech středního a jižního Švédska (stejně jako na ostrovech Öland a Gotland) najdeme místy rozsáhlé silurské vrstvy.
Skandinávský poloostrov byl občas úplně pokrytý ledem. Tlak a pohyb ledových mas pomohl mnoha způsoby utvářet krajinu. Prostřednictvím velkého skandinávského ledovce v poslední době ledové (doba Weichsel) vznikla současná krajina Švédska s četnými jezery, řekami (viz také seznam řek ve Švédsku) a vodopády. Související obrušování a hloubení zanechaly za morénami charakteristická ložiska oblázků a kulatých kamenů, které se ve Švédsku nazývají åsar (esker).
Ještě důležitějším faktorem v současnosti je postglaciální vzestup. Tání ledových mas, které předtím stlačovaly zemskou kůru, vedlo od poslední doby ledové (asi 10 000 př. n. l.) k vyvýšení o 800 m. Dnes je vzestup země až 8 mm ročně na Höga kusten; ve Stockholmu je to ročně asi 6 mm.

### Podnebí

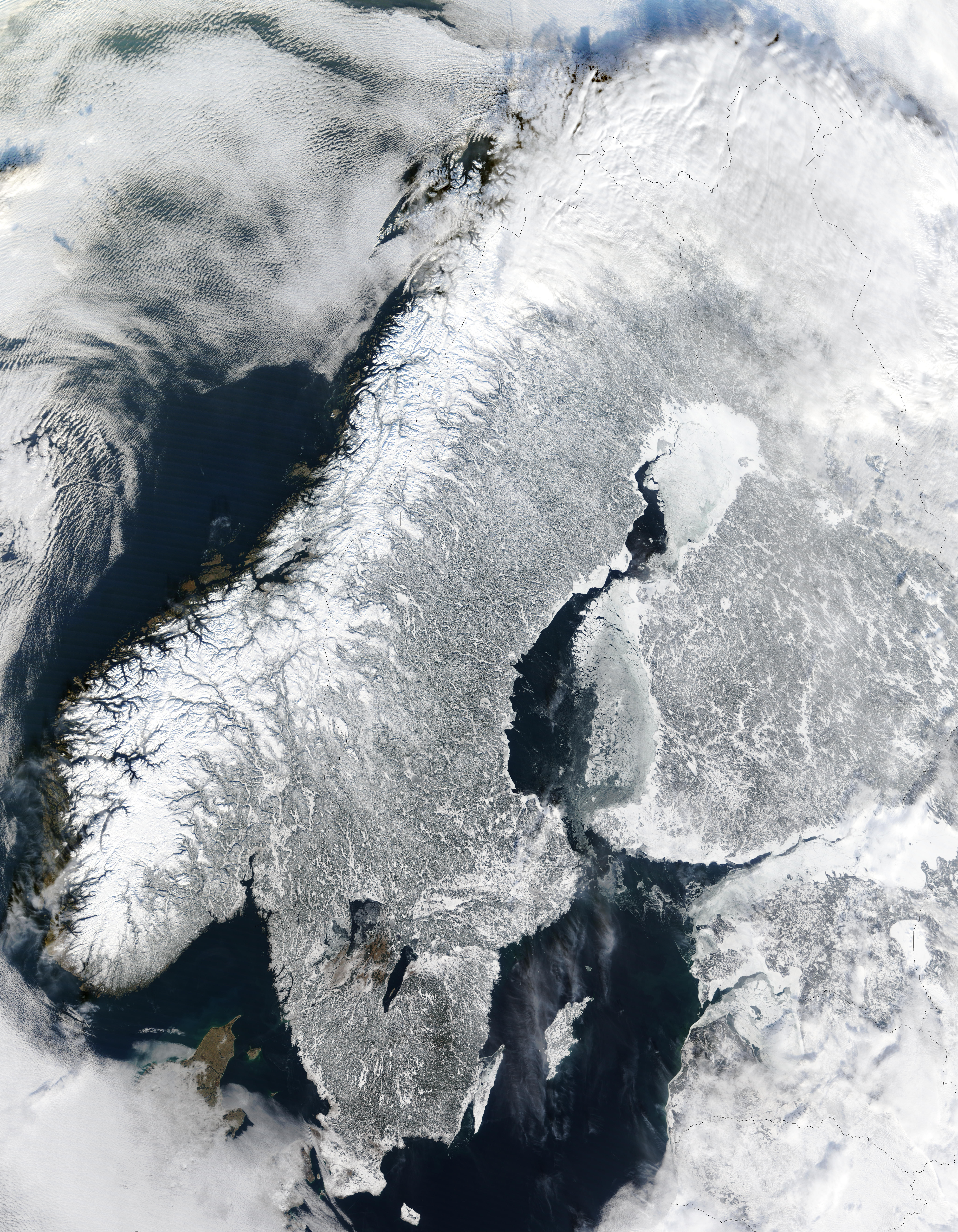
Skandinávie - Norsko, Švédsko a Finsko v zimě

Švédské klima je pro svou geografickou polohu poměrně mírné. Je určováno hlavně blízkostí Atlantského oceánu s teplým Golfským proudem. Velké části Švédska mají proto vlhké klima s bohatými srážkami a relativně nízkými teplotními rozdíly mezi létem a zimou. Kontinentální podnebí ovlivněné podnebím s menšími srážkami a vyššími teplotními rozdíly lze nalézt ve vnitrozemí jižních švédských vysočin a v některých částech podhůří Skandinávského pohoří. Polární klima se vyskytuje pouze na severu ve vysokých horách. Průměrná lednová teplota je 0 °C až -2 °C na jihu a -12 °C až -14 °C na severu (s výjimkou vysokých hor) a průměrná červencová teplota 16 °C až 18 °C na jihu a 12 °C až 14 °C na severu. Nejchladněji bylo naměřeno 2. února 1966 ve Vuoggatjålme, komuna Arjeplog s -52,6 °C nebo 13. prosince 1941 v Malgoviku, komunat Vilhelmina -53 °C.
Ve Švédsku, nacházejícím se mezi 55. a 69. zeměpisná šířkou, kdy část země leží severně od polárního kruhu, je značný rozdíl mezi dlouhým denním světlem v létě a krátkým dnem v zimě.

### Flóra, fauna, ochrana životního prostředí

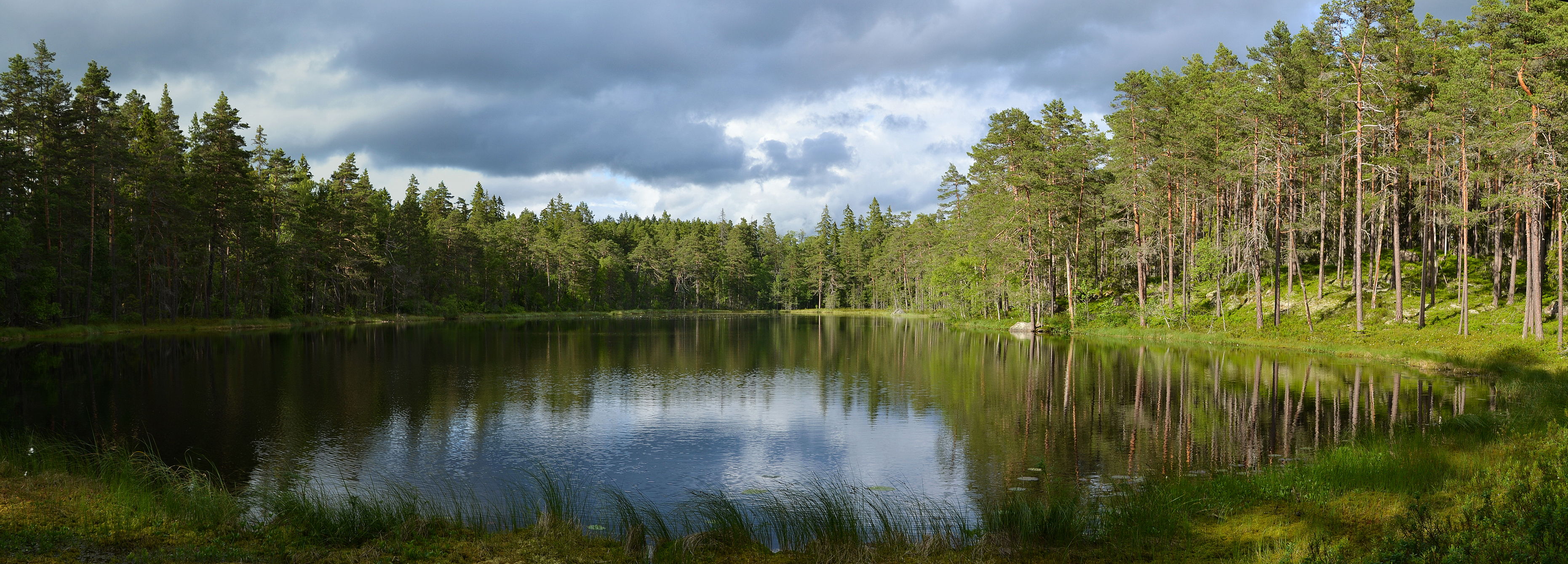
Jezero v národním parku Norra Kvill v kraji Kalmar

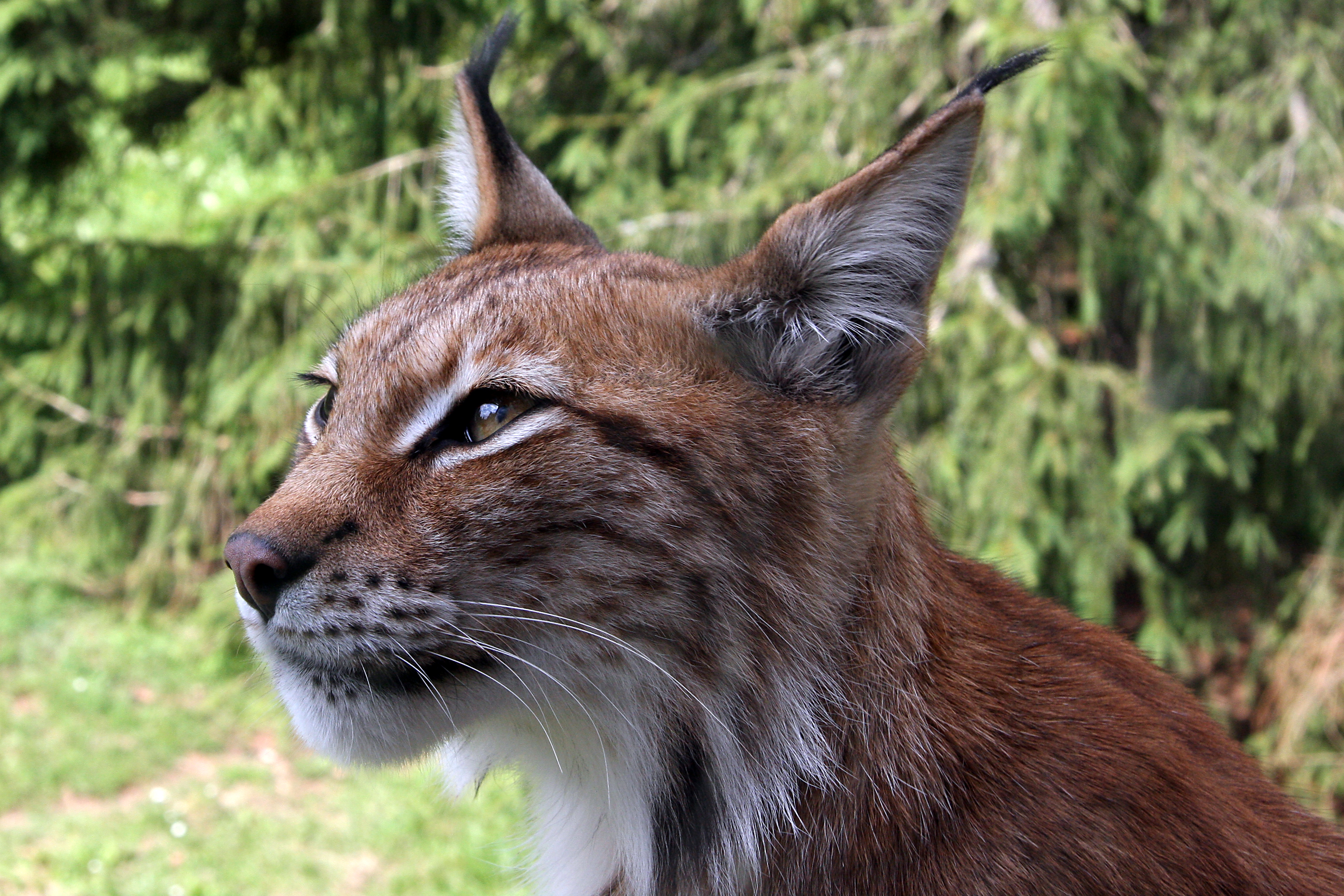
Rys ostrovid

V severním Švédsku dominují boreální jehličnaté lesy. Od jihu k severu se siluety stromů v důsledku adaptace na delší zimy stále zmenšují. Zvyšuje se podíl bříz, které tvoří přechod k bezlesým skandinávským fellům a úplnému severu. Čím více se přichází na jih, tím častěji jsou smíšené lesy. Čistě listnaté lesy se vyskytují pouze v jižním Švédsku. Mnohé z nich však musely ustoupit rychle rostoucímu zemědělství nebo byly nahrazeny jehličnatými lesy. Výraznou příhraniční oblastí flóry a fauny je biologické hraniční pásmo zvané limes norrlandicus.
Na ostrovech Gotland a Öland se v důsledku klimatických a geologických podmínek vyskytuje zvláště bohatá flóra. Existuje zde jedinečný mix, včetně existence rostlin, které se jinak v Evropě vyskytují pouze na Balkáně. Za zmínku stojí zejména četné druhy orchidejí.
V jižním Švédsku se opět stihli silně rozšířit divočáci, i když byli v 18. století zcela vyhubeni. Po vypuštění divokých prasat v 40. letech 20. století se v 70. letech vytvořila životaschopná divoká populace, která má dnes přibližně 80 000–100 000 zvířat. Populace od 90. let 20. století rostla o 13 % ročně a dodnes se stále zvyšuje. Kromě toho se stále šíří na sever, a tak kanci migrují do Dalarny a Hälsinglandu. Přitom je ve Švédsku každoročně zabito asi 25 000 divočáků.

Stejně jako divočák i jelen evropský žije ve Švédsku hlavně v jižní polovině země. Vyskytuje se hlavně v Götalandu, izolované populace se vyskytují také v Dalarně, Jämtlandu a dokonce i Västerbottenu. Většina stavu je založena na cílených vypouštěních do přírody, pouze ve Schonenu je stále původní stav. Srnec je o něco běžnější ve srovnání s jelenem a je rozšířen na sever až k Dalarně.

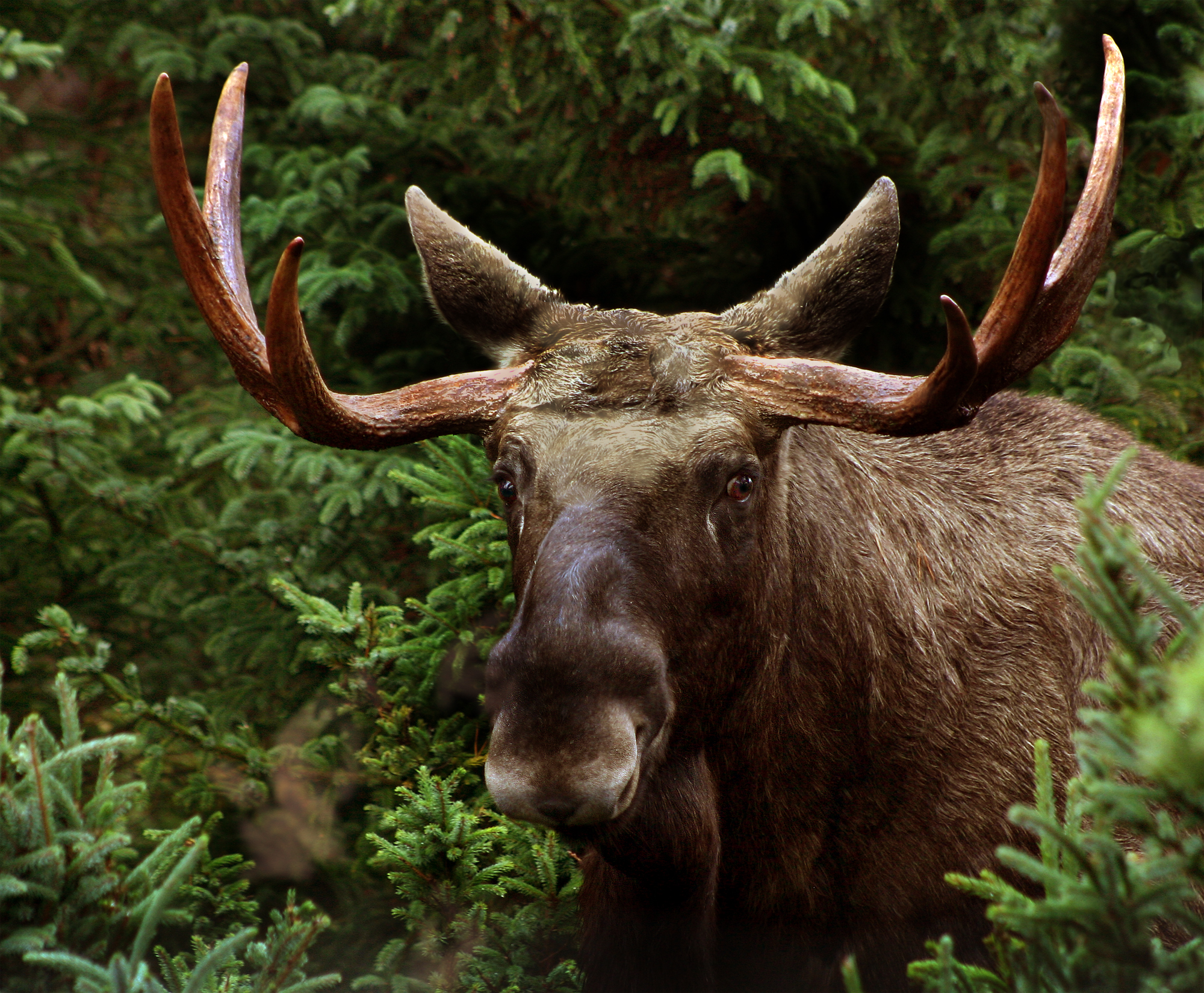
Los evropský v Smålandu

Švédsko je známé zejména pro největší populaci losů v Evropě. Představují hlavní hrozbu v silniční dopravě - v roce 2006 bylo napočítáno 4 957 dopravních nehod s losem. Los také způsobuje velké škody na lesních plantážích. V období lovu na podzim je zabito až čtvrtina populace losů. Stavy nejsou ohroženy díky vysoké míry reprodukce.
Šelmy, jako jsou medvědi, vlci, rysi a rosomáci, jsou v posledních letech díky přísným ekologickým zákonům opět na vzestupu. Mnoho jezer a na dlouhá pobřeží poskytují dostatek prostoru pro vodní život: sladkovodní a mořské ryby jsou hojné a bobři, vydry a tuleni jsou běžní.
Ve Švédsku byly v roce 1909 jako v první zemi v Evropě vytvořeny první národní parky. Téměř 15 % země je nyní chráněno přírodními rezervacemi nebo 30 národními parky. Pokud by se rozhodlo o zřízení jedenácti nových národních parků a rozšíření sedmi stávajících, podíl chráněných oblastí by se zvýšil na 15,5 %.

## Politika

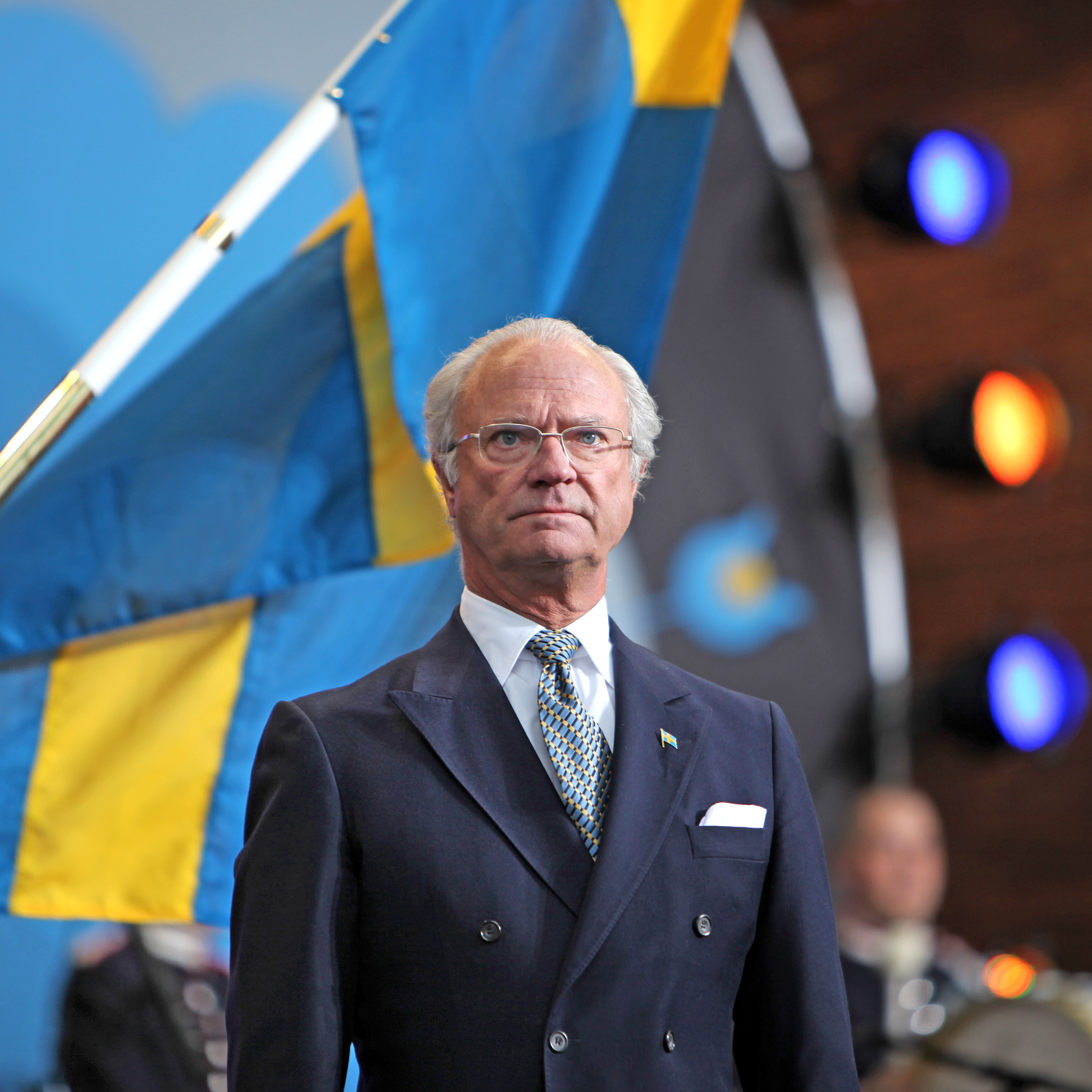
Král Karel XVI. Gustav

Švédsko je konstituční monarchií a králem je Carl XVI. Gustaf. Role krále je pouze ceremoniální a reprezentační, poslední zbytky moci ztratil monarcha v roce 1974. Král zahajuje výroční zasedání parlamentu, předsedá Zvláštní radě, která se schází během změny vlády, pořádá pravidelné informační schůzky s předsedou vlády a předsedá zasedáním Poradní rady pro zahraniční věci (Utrikesnämnden). 
Zákonodárná moc je svěřena jednokomorovému parlamentu zvanému Riksdag. Má 349 členů volených na čtyřleté funkční období. Obecné volby se konají vždy druhou neděli v září. Riksdag se skládá na základě principu poměrného zastoupení. Základní zákony (ústavu) může Riksdag změnit, ale změnu musí potvrdit další Riksdag, v novém složení po volbách. 

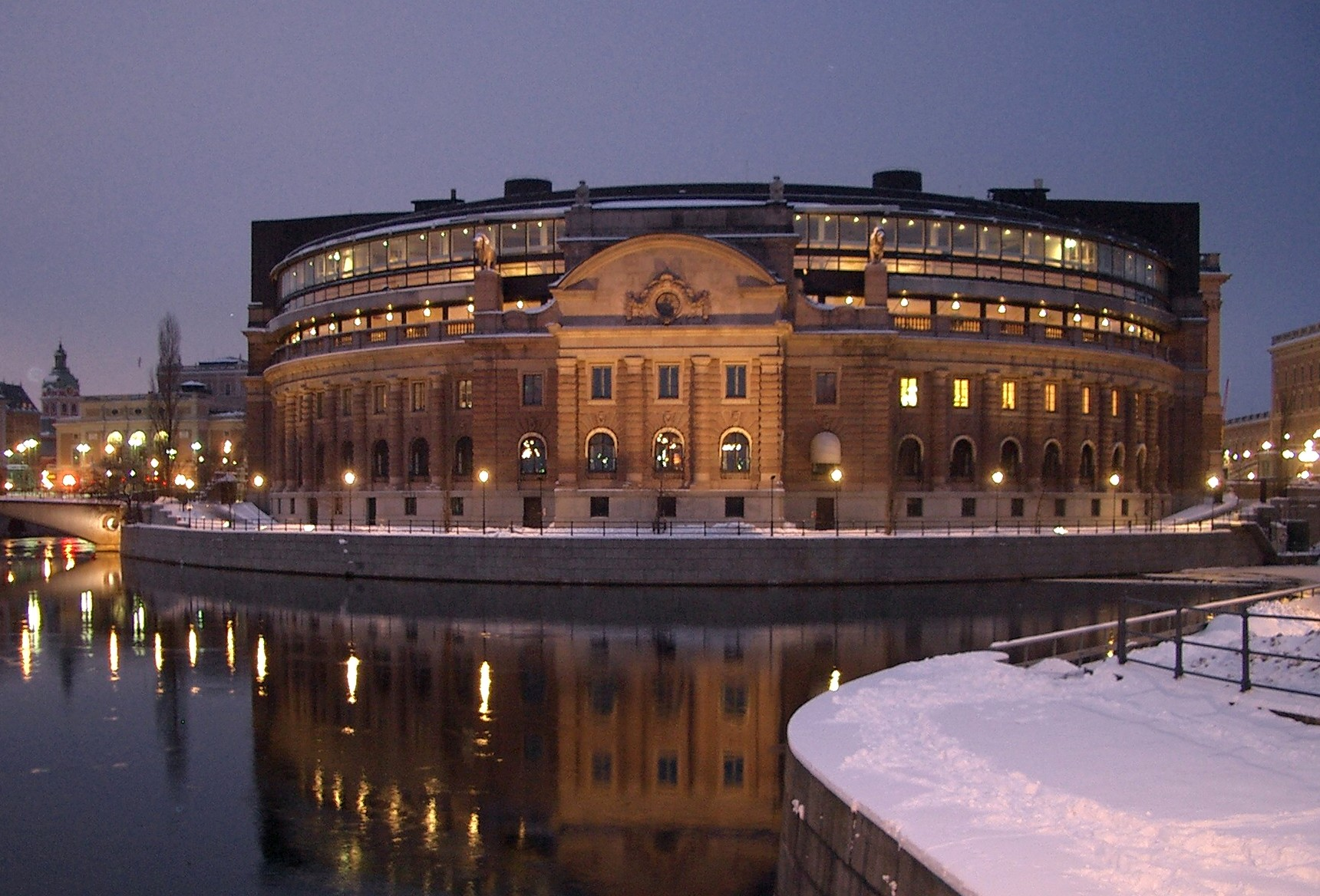
Švédský parlament Riksdag

Vláda (regeringen) je držitelem výkonné moci. Předsedu vlády jmenuje a odvolává předseda Riksdagu. Ministry jmenuje a odvolává předseda vlády zcela dle vlastního uvážení, bez možnosti kohokoli jeho personální rozhodnutí ovlivnit, jeho pozice se v tomto podobá například pozici amerického prezidenta a je silnější než v některých republikánských systémech (včetně českého), kde odvolání ministra musí často nějak akceptovat ještě prezident. 
Unikátní vlastností švédské státní správy je to, že ministři nenesou individuální odpovědnost za činnost vládních agentur, jež mají značný vliv - nejde jen například o národní knihovnu a podobné instituce, ale třeba i o daňovou agenturu, která odpovídá za správu daní. Generální ředitelé těchto agentur odpovídají pouze vládě jako celku a jejich resortní ministr má zakázáno do jejich chodu zasahovat. 

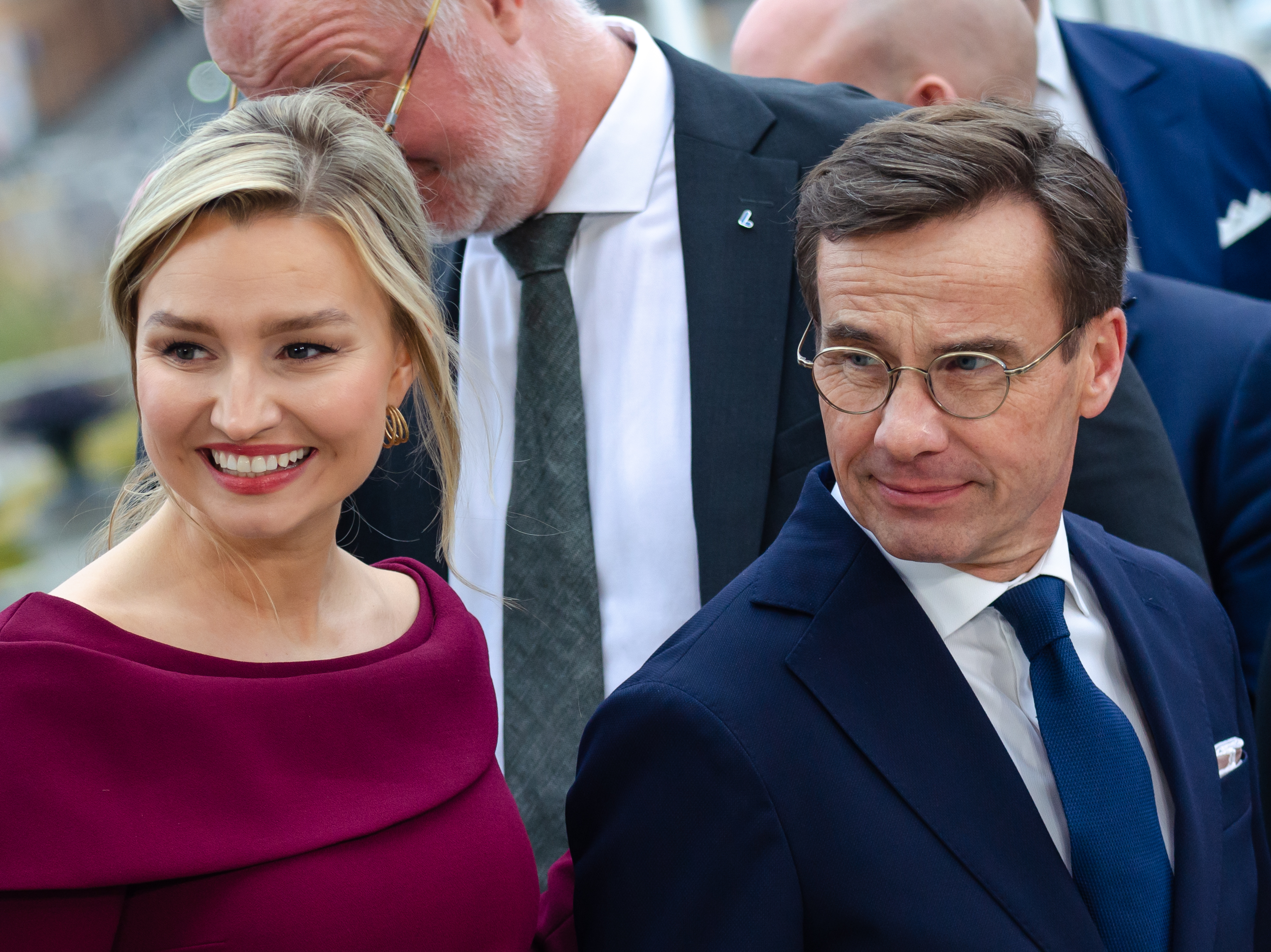
Vicepremiérka Ebba Buschová a premiér Ulf Kristersson před královským palácem v den uvedení do úřadů 18. října 2022, po setkání s králem Karlem XVI. Gustavem

Švédsko je označováno za jednu nejliberálnějších zemi Evropy (ve smyslu sociálního liberalismu). Od roku 1932 se u moci vystřídaly jen čtyři strany. Dlouhodobě nejvlivnější je Švédská sociálně demokratická strana dělnická (Sveriges socialdemokratiska arbetareparti). Premiéra měla v letech 1932–1936, 1936–1976, 1982–1991, 1994–2006 a od roku 2014 do října 2022. Od kormidla se jí podařilo odstrčit jen několikrát, v minulosti se to dařilo zvláště Straně středu (Centerpartiet), straně s agrárnickými kořeny, která vládla v letech 1936, 1976–1978 a 1979–1982. V letech 1978–1979 vládu řídila pravostředová Liberální lidová strana (Folkpartiet liberalerna, dnes Liberalerna). Od 90. let dvakrát vládla i liberálně-konzervativní Umírněná strana (Moderaterna), v letech 1991–1994 a 2006–2014.

### Soudní systém
Švédsko má dvě soustavy soudů – obecné soudy, které se zabývají trestními a občanskoprávními případy, a obecné správní soudy, které se zabývají správními věcmi. Existují tři stupně obecných soudů – okresní soudy (tingsrätt), odvolací soudy (hovrätt) a nejvyšší soud (Högsta domstolen). Rovněž správní soudnictví je trojstupňové a sestává z krajských soudů (länsrätt), správních odvolacích soudů (kammarrätt) a nejvyššího správního soudu (Regeringsrätten).

### Zahraniční vztahy
Švédsko je členem Evropské unie od roku 1995, v květnu až listopadu roku 2008 země předsedala Radě Evropy, je členem Schengenského prostoru. V květnu 2022 ministryně zahraničí Ann Lindeová podepsala žádost Švédska o vstup do Severoatlantické aliance v souvislosti s ruskou invazí na Ukrajinu. Do aliance oficiálně vstoupilo v březnu 2024.

### Ozbrojené síly

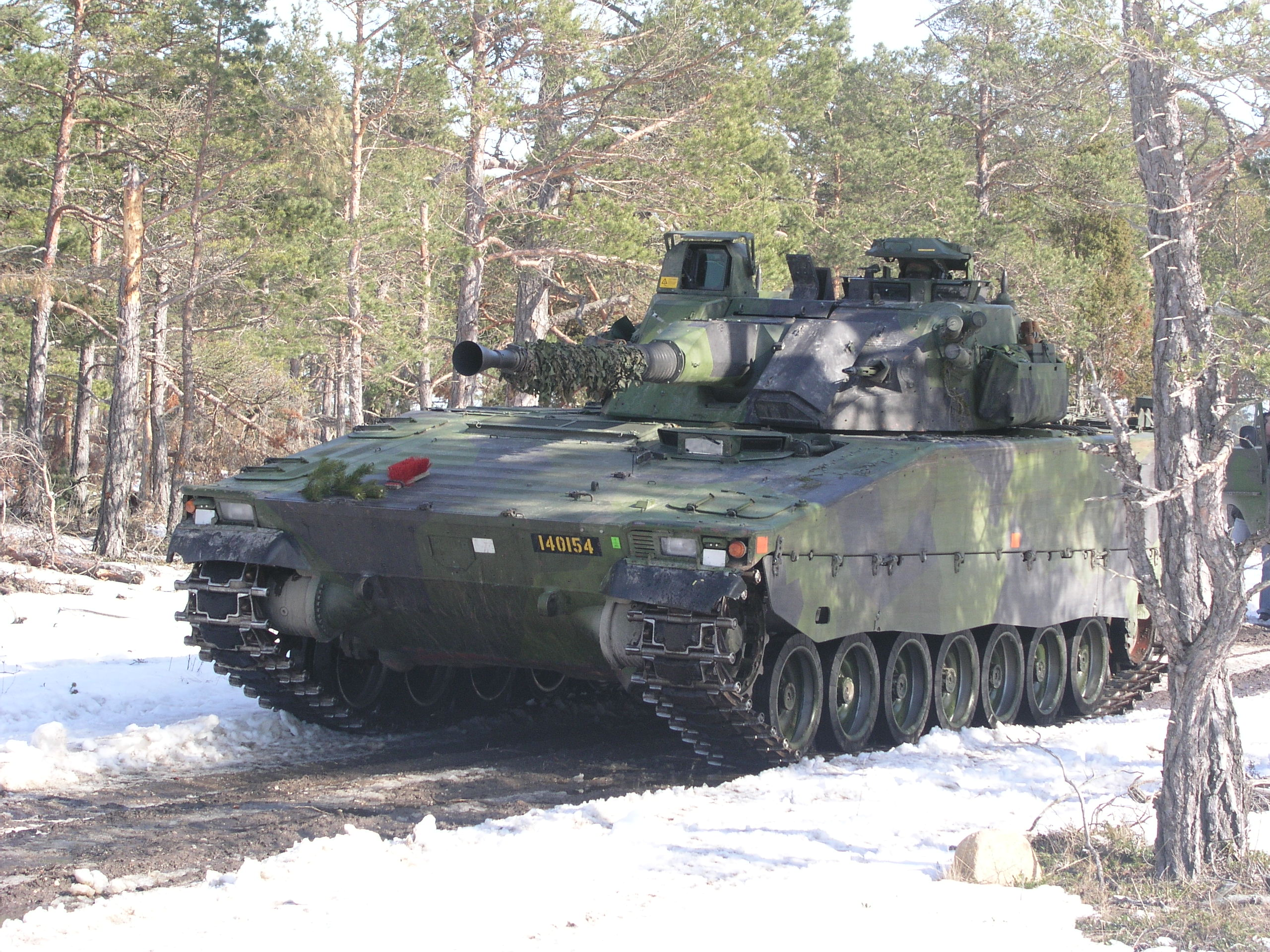
Bojové vozidlo pěchoty Stridsfordon 90

Švédsko bylo od roku 1814 do roku 2022 neutrální stát, a proto nebylo členem žádné vojenské aliance, ale úzce spolupracovalo s NATO a účastnilo se vojenských cvičení aliance. V roce 2022 Švédsko podalo přihlášku a připojení k NATO a v březnu 2024 se Švédsko stalo oficiálně 32. členem severoatlantické aliance NATO. Podle oficiální brožury švédské armády z roku 2016 se Švédsko připravuje na možnou válku s Ruskem. Švédští vojáci se účastní mírových misí v Demokratické republice Kongo, Kypru, Bosně a Hercegovině, Kosovu, Libérii, Libanonu, Afghánistánu a Čadu.
Švédské ozbrojené síly jsou rozděleny na tři složky: pozemní vojsko, námořnictvo a letectvo.
Švédsko mělo brannou povinnost od 18 do 47 let věku.  Každý Švéd musel absolvovat minimálně 7 měsíců vojenské služby. U pozemních vojsk bylo nutno sloužit sedm a půl měsíce, u námořnictva mezi 8 a 15 měsíci a u letectva se délka služby pohybovala od 8 měsíců do jednoho roku. Po splnění povinné služby mohl být v případě potřeby každý povolán, a to do věku 47 let. Tato povinnost byla 1. července 2010 zrušena. Od roku 2009 mohou do vojenské služby vstoupit i ženy. Na jaře 2017 bylo oznámeno obnovení povinné vojenské služby pro obě pohlaví, s tím že odvody započnou v roce 2018. Důvodem byla potřeba zvýšení obranyschopnosti vzhledem k vzrůstající agresivitě Ruska, zejména po začátku rusko-ukrajinské války v roce 2014.

### Administrativní dělení
Území Švédska se dělí na dvou úrovních místní správy na 21 krajů (län) a 290 samosprávných obcí (kommun). V každém kraji působí krajské představenstvo (länsstyrelse) v čele s guvernérem (landshövding), jmenované vládou na 6 let, a krajská rada (landsting), volená na 4 roky. Kraje se dále dělí na samosprávné obce (kommun), které zajišťují státní správu na místní úrovni (např. školství, sociální služby, zásobování vodou, odvoz komunálního odpadu). V čele obce stojí zastupitelstvo (kommunfullmäktige), volené na 4 roky, které jmenuje obecní radu (kommunstyrelse) a jejího předsedu (kommunstyrelsens ordförande). Samosprávná obec zahrnuje obvykle město či větší sídlo a jeho okolí, včetně dalších obcí bez vlastní samosprávy. V málo osídlených oblastech na severu země mají samosprávné obce značnou rozlohu. Největší rozlohu má území města Kiruna (19 446 km²).
| Kraje: | Kraje: |  | Samosprávné obce: |
| - K – Blekinge - W – Dalarna - I – Gotland - X – Gävleborg - N – Halland - Z – Jämtland - F – Jönköping - H – Kalmar - G – Kronoberg - BD – Norrbotten - M – Skåne - AB – Stockholm - D – Södermanland - C – Uppsala - S – Värmland - AC – Västerbotten - Y – Västernorrland - U – Västmanland - O – Västra Götaland - T – Örebro - E – Östergötland |        |  |                   |

## Ekonomika
K pilířům prosperující švédské ekonomiky patří přírodní zdroje – voda, dřevo a železná ruda. Švédsko má rovněž poměrně štědrou sociální politiku a svým občanům poskytuje vysoký životní standard. Výnosy z daní tvoří 51,3 % HDP, což je nejvyšší číslo ze všech ostatních zemí.

### Zemědělství

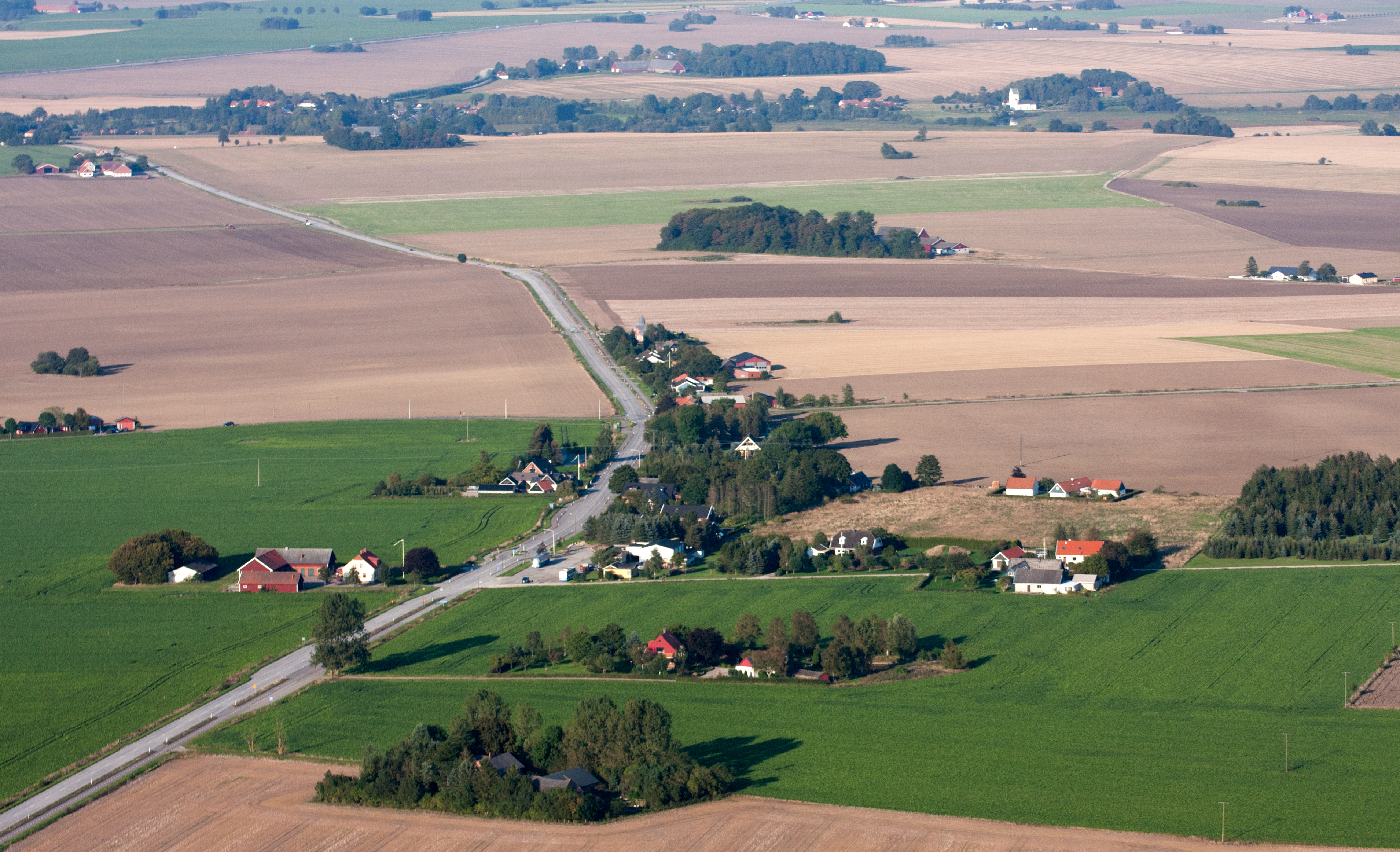
Zemědělská krajina ve Skåne na jihu Švédska

Nejdůležitějším odvětvím primárního sektoru ve Švédsku je lesní hospodářství a těžba dřeva. Hospodářsky je využíváno 45 % rozlohy země, tj. asi 2/3 lesních ploch. Lesy pokrývají celkem 62 % plochy země. Těžba i zpracování dřeva jsou kontrolovány vládou. Nejdůležitější produkční oblastí je Norrland, jehož řeky zásobují elektrickou energií množství pil a také papírny na pobřeží Botnického zálivu. Produkce zahrnuje vedle stavebního dříví a dřevní hmoty pro výrobu celulózy a papíru také pryskyřice, terpentýn, barviva a umělé hmoty.
Podmínky pro zemědělskou výrobu jsou příznivé pouze na jihu, celkem orná půda tvoří méně než 7 % plochy země. Zemědělství dokáže uspokojit téměř 90 % domácí spotřeby. Nejintenzivněji je půda využívána v úrodném Skåne v zázemí Malmö a dále v nížinách ve středu země. V krátkém vegetačním období se pěstuje cukrovka, na jihu pšenice, dále ječmen, oves, brambory a další krmné plodiny. Na farmách o průměrné velikosti 35 ha totiž jasně dominuje chov skotu a vepřů. Menší je rozsah chovu ovcí. Významný je chov norků a lišek včetně polárních. Rybolov stačí pokrýt domácí spotřebu, ale větší hospodářský efekt nemá. Loví se zejména sledi, makrely a tresky. Vysoká mechanizace a produktivita výroby podíl zaměstnaných v zemědělství, lesnictví a rybolovu snížila.

### Průmysl

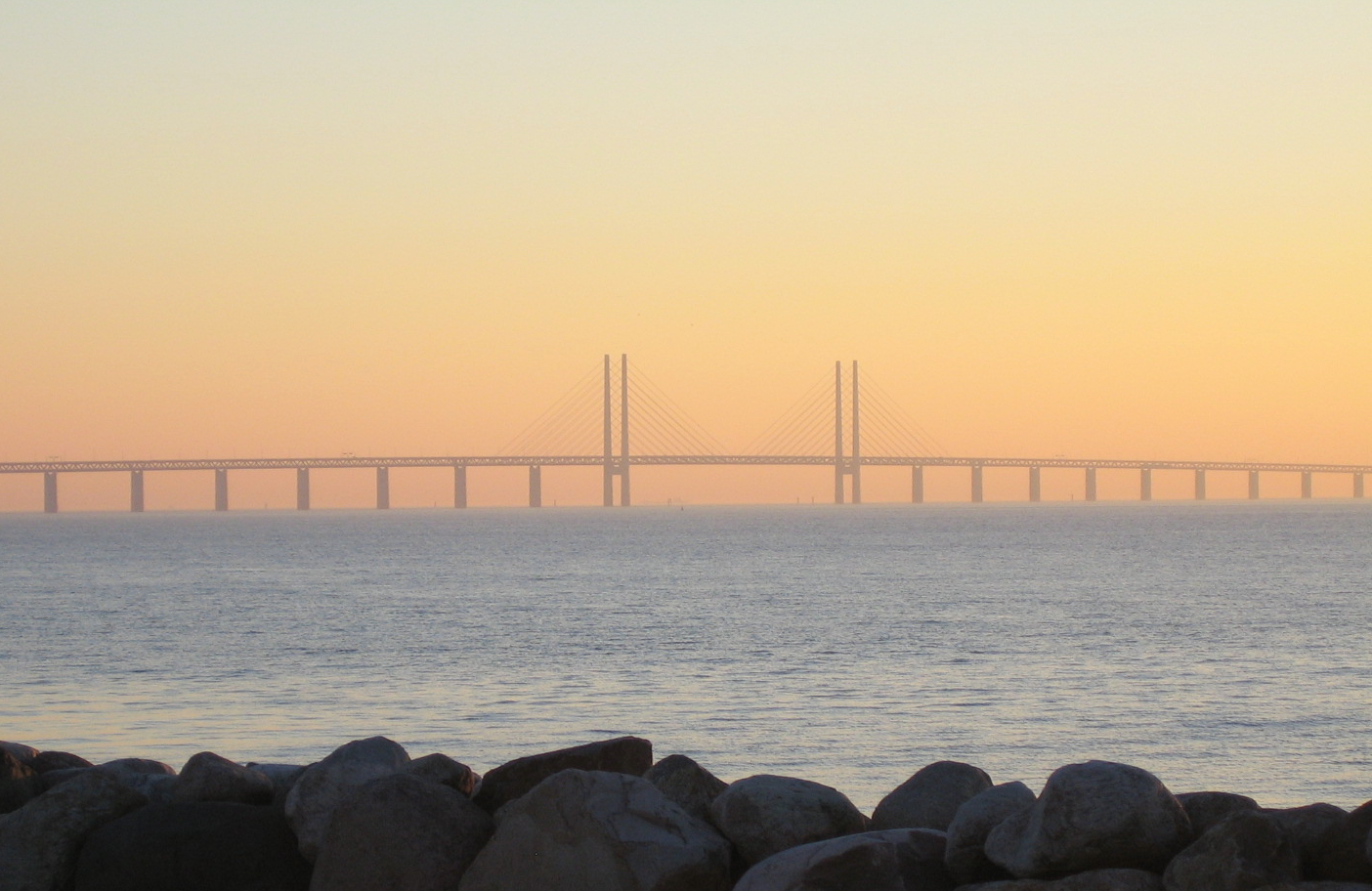
Most přes Öresund mezi švédským Malmö a Kodaní v Dánsku

- strojírenský, těžební průmysl
- průmyslová střediska a firmy:
  - ABB
  - Electrolux
  - Err-Bee
  - Hagmans
  - Husqvarna
  - H&M
  - IKEA
  - JBT FoodTech
  - Koenigsegg
  - Oriflame
  - SAAB
  - Saab Automobile
  - Scania
  - SKF
  - Sony Ericsson
  - Tieto
  - Volvo

### Doprava

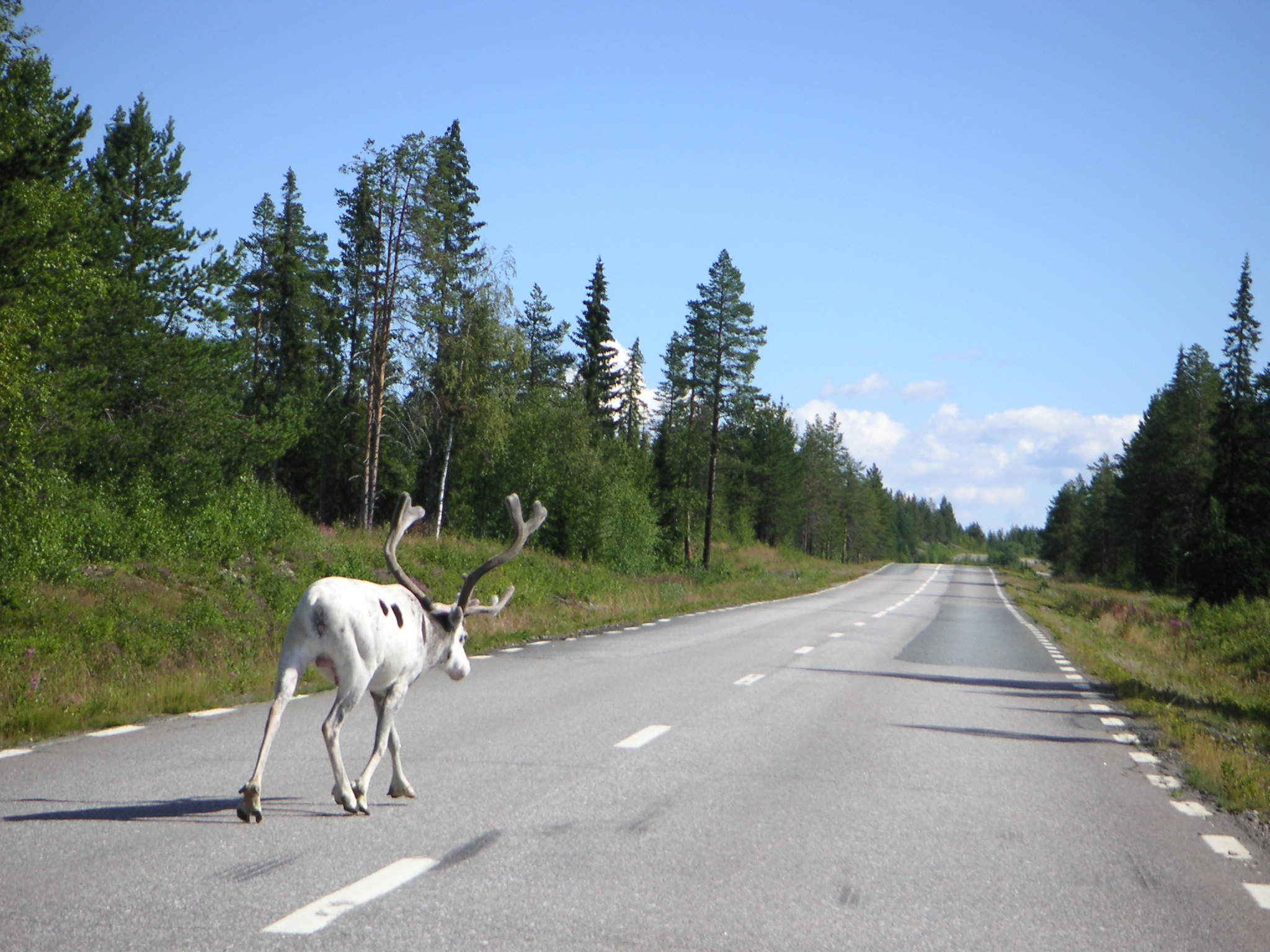
Evropská silnice E45 ve švédském Laponsku

Švédsko disponuje sítí kvalitních a dobře udržovaných silnic, která je hustá v jižní části země. Málo zalidněné oblasti ležící na severu jsou s jihem spojeny mezinárodní silnicí E4, vedoucí podél pobřeží Botnického zálivu, a vnitrozemskou E45. Dálnice se vyskytují pouze v jižní části země. Spojení po souši má Švédsko především s Norskem a na severu s Finskem. Od roku 2000 funguje silniční a železniční spojení s Dánskem přes Öresundský most a tunel. S dalšími zeměmi je možné spojení pomocí trajektů a letecké dopravy. Lodní doprava rovněž zajišťuje spojení s ostrovy (např. Gotland) a funguje i na mnoha jezerech.
Rychlostní limity na silnicích jsou 50 km/h v obci, 70 km/h mimo obec a 110 km/h na dálnici. Rychlost na hlavních silnicích je často místní úpravou zvýšena až na 110 km/h a na dálnicích na 130 km/h. Maximální povolená hladina alkoholu v krvi je 0,2 promile.
Veřejnou dopravu zajišťuje železnice a autobusy. Ve Stockholmu je v provozu metro.

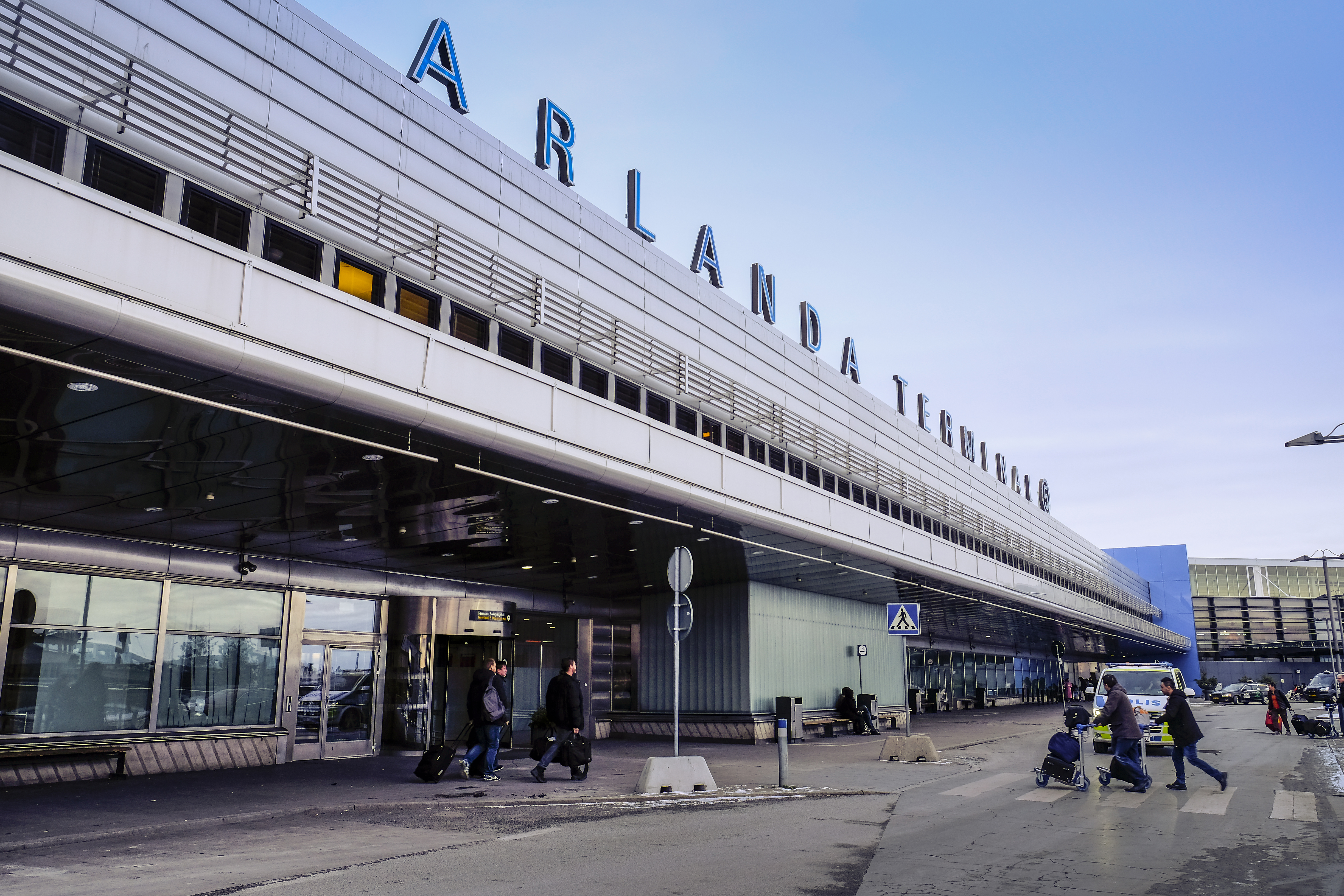
Letiště Stockholm-Arlanda

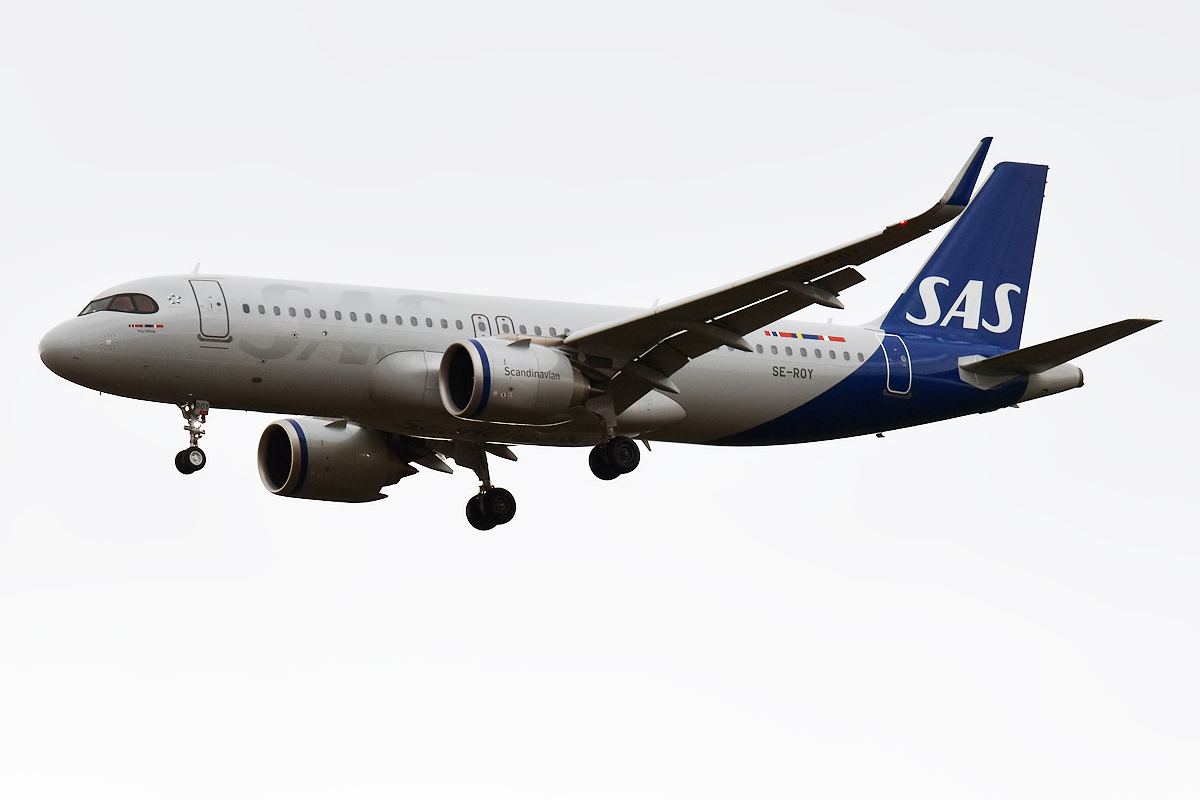
Letoun SAS Airbus A320neo

Letiště Stockholm-Arlanda je největším v zemi a třetím největším v severských zemích. Leží zhruba 42 kilometrů na sever od Stockholmu. V roce 2018 zde bylo odbaveno 26,8 milionu pasažérů. Zhruba pětina z nich jsou domácí cestující. Letiště je hlavní základnou společnosti Scandinavian Airlines (SAS), společného národního dopravce Dánska, Norska a Švédska. V roce 2018 létala do 168 destinací. Jde o druhou největší leteckou společnost ve Skandinávii. Hlavní základnou je letiště Arlanda i pro nízkonákladovou společnost Norwegian Air Shuttle. Druhým nejvytíženějším letištěm ve Švédsku je Göteborg Landvetter, s 6,8 milionu přepravených cestujících v roce 2018. Leží asi 20 km jihovýchodně od druhého největšího švédského města Göteborg. Stockholm má ještě dvě menší letiště, Stockholm-Bromma a Stockholm Skavsta. Regionální význam má Letiště Malmö, páté největší v zemi. Deset největších letišť v zemi vlastní státní firma Swedavia.
Národním železničním dopravcem je společnost SJ, běžný rozchod kolejí je 1435 mm.

## Obyvatelstvo

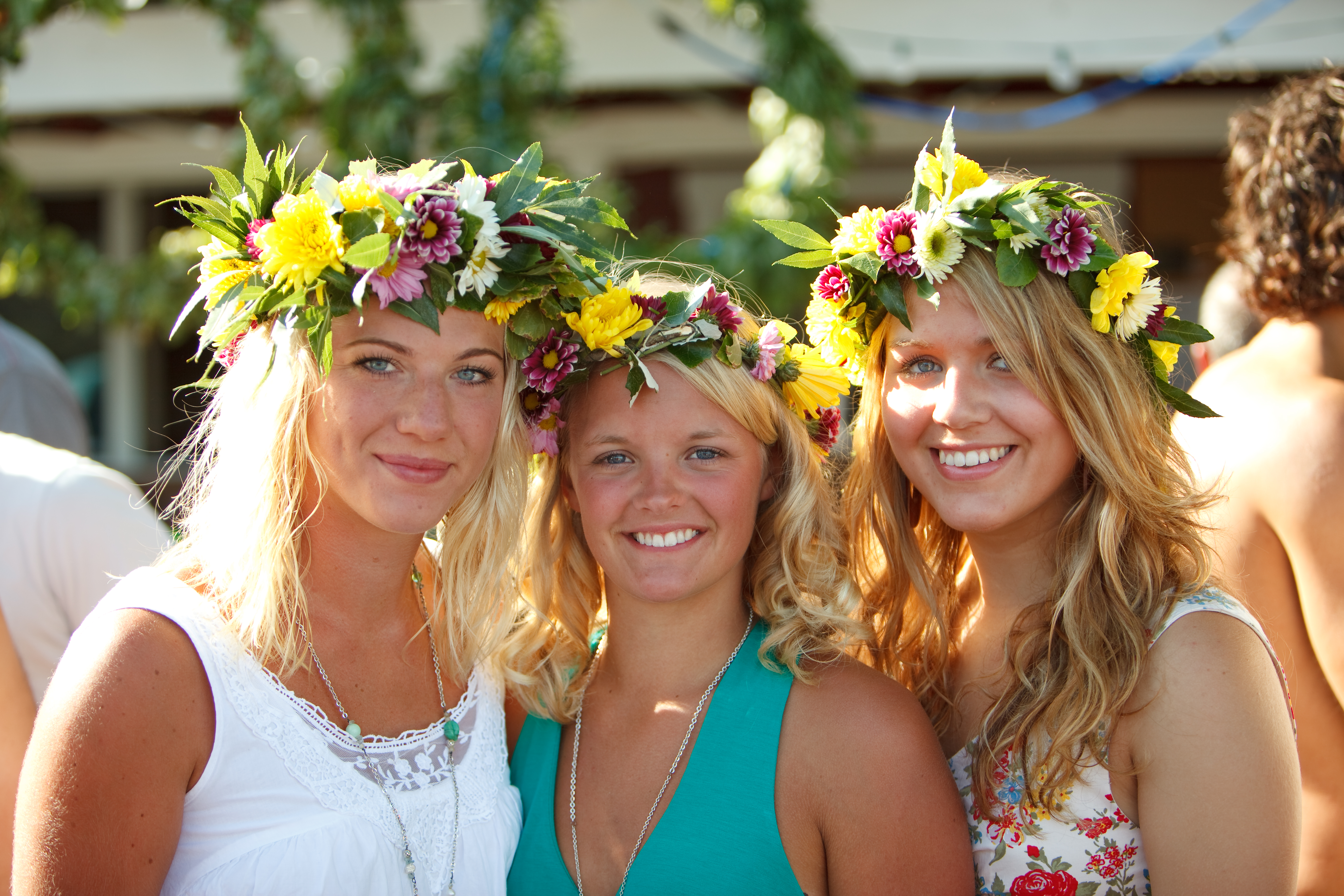
Švédské dívky

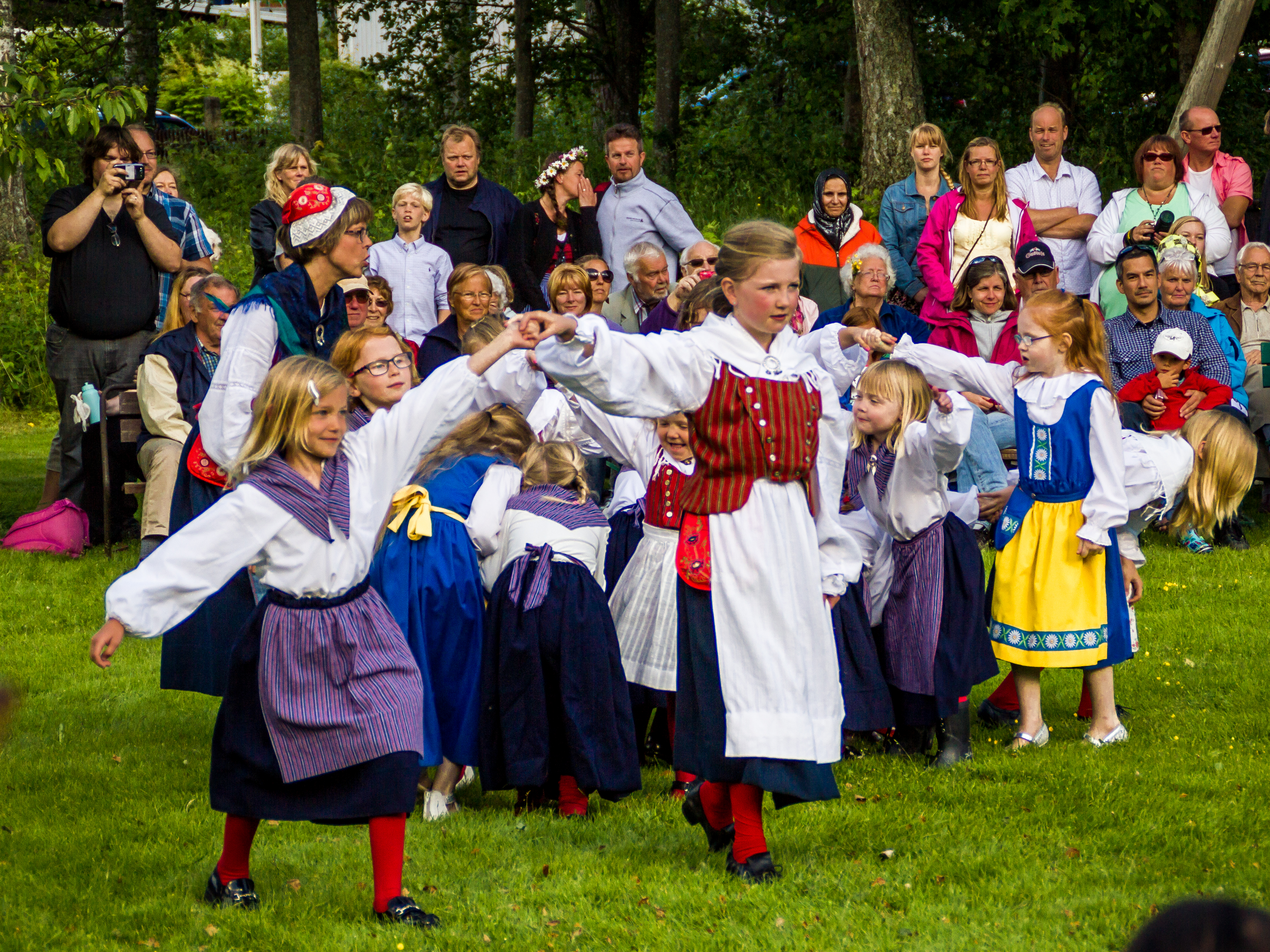
Svatojánské slavnosti v období letního slunovratu

Počet obyvatel: 10 343 403 (k březnu 2020), z toho většina obyvatel (cca 8 730 000) jsou Švédové a 562 000 cizinci. Podíl osob s imigrantským původem (osoby narozené v zahraničí a osoby narozené ve Švédsku s oběma rodiči narozenými v zahraničí) činí 20.1% (k 31. prosinci 2012), přičemž nejpočetnější skupiny tvoří Finové, lidé z bývalé Jugoslávie a Iráčané a žije zde také na 7000 Čechů. Velmi rychle stoupá počet muslimských imigrantů a ve Švédsku dnes žije okolo 500 000 muslimů. Tyto přistěhovalce do země přivedl štědrý švédský sociální systém a vcelku benevolentní přistěhovalecký režim švédských vlád.[zdroj?]
Dále jsou v zemi menšiny Dánů v jižní části země, Finů a Sámů na severu.
Největší hustota zalidnění je v oblasti Öresundu na jihu Švédska a v údolí jezera Mälaren ve středním Švédsku.
Plodnost v zemi kolísá okolo 1,9 dítěte na ženu v plodném věku, čímž je sice Švédsko na předních příčkách v přírůstku obyvatelstva v Evropě, ale v podprůměru na světě.
Nejrozšířenější křestní jméno při narození je Erik a William.

### Jazyk

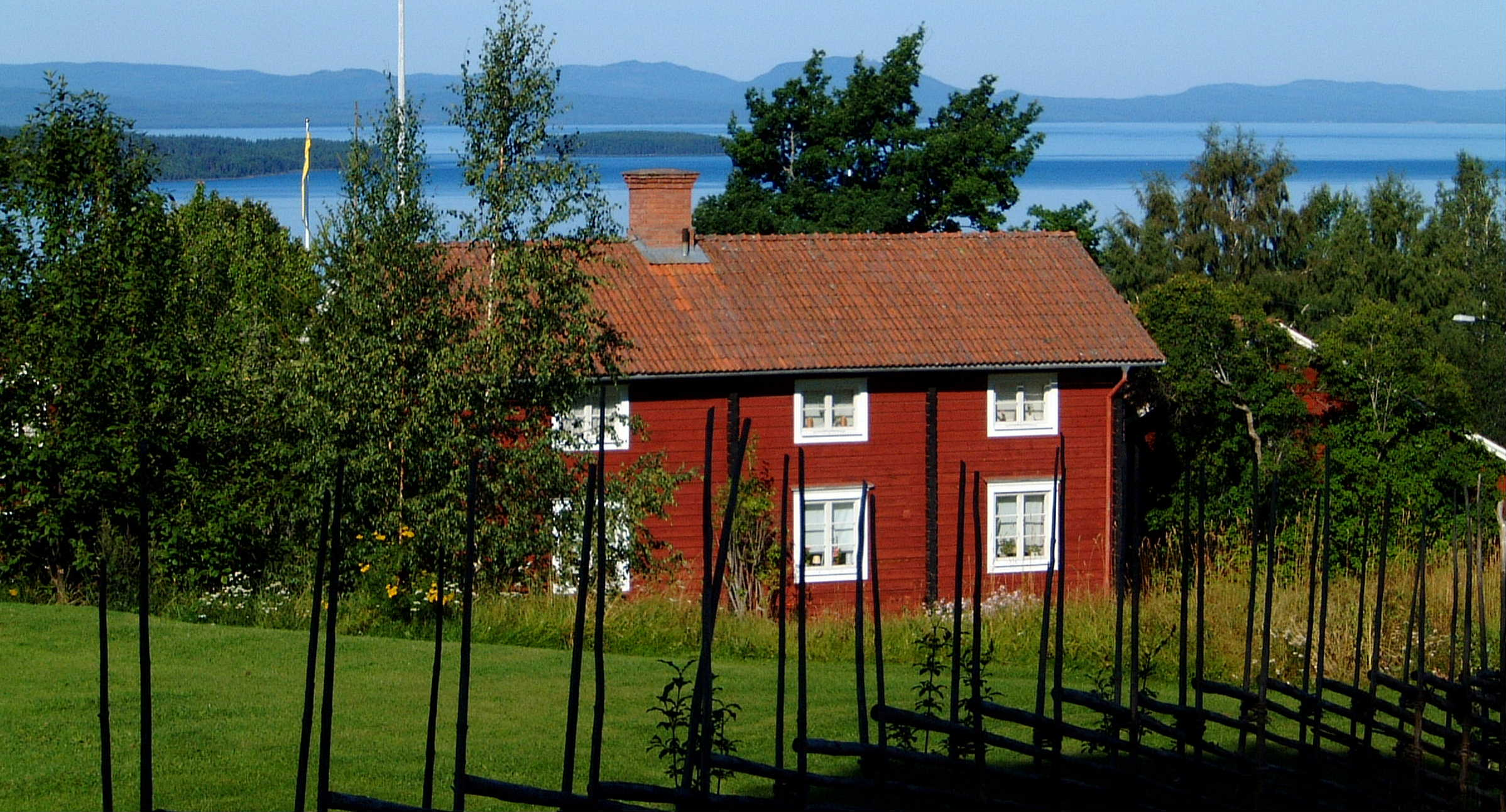
Typický švédský dům

Švédština je severogermánský jazyk, podobný norštině a dánštině, kterým hovoří většina obyvatel Švédska. Základem švédštiny je de facto dánština a všechny tři jazyky jsou si vzájemně bez potíží srozumitelné. Zajímavé je, že švédský parlament švédštinu nikdy neschválil jako úřední jazyk Švédska. Označuje se pouze jako „hlavní jazyk“ (huvudspråk). Od roku 1999 je ovšem schváleno 5 jazyků menšin (finština, meänkieli – tornedalská finština, romština, laponština a jidiš), které je možno používat v úředním styku ve vybraných regionech.

### Urbanizace
Ve městech žije 85 % obyvatel Švédska, přičemž podle švédských hledisek je městem uzavřené sídlo s více než 200 obyvateli. Největšími městy jsou Stockholm, Göteborg a Malmö.

### Náboženství
Pokřesťanštění Švédska, které probíhalo od poloviny 9. století (Olof Skötkonung) do 12. století, přispělo ke vzniku jednotného švédského státu. V roce 1527 přestoupilo Švédsko pod vládou Gustava I. Vasy k luteránství. K luterské církvi se v r.2016 hlásilo asi 61 % obyvatel, dalších 6,6% k jiným křesťanským církvím. Počet římskokatolických věřících se od 2. pol. 20. století zvyšuje. Už v r.1781 vznikla Apoštolská prefektura Švédska, povýšená 23.září 1783 na Apoštolský vikariát Švédska. Z něj vznikla jeho povýšením 29. června 1953 (tj.na svátek sv. Petra a Pavla) dnešní diecéze stockholmská, zahrnující celé Švédsko. R.1949 měl vikariát 14.272 věřících v 11 farnostech,24 diecézních+21 řeholních kněží/45celkem/, 26 řeholníků-bratří a 135 řeholnic. V r.1969 už měla diecéze 49.471 věřících, 1980- 91.856, 1990-140.120, 1999- 163.221, 2004- 144.000. Po malém poklesu: 2010- 141.306 a 2014- 106.053 počet zase neustále stoupá. V r.2016 na 113.053, 2017- 116.031, 2020- 123.930 a 2022-126.478. a v r.2023 měla: 128.365 věřících ve 44 farnostech, 90 diecézních+78 řeholních kněží/168celkem/, 29 stálých jáhnů, 89 řeholníků-bratří a 136 řeholnic. Více než 30% obyvatel je bez vyznání.[zdroj?] .Druhým nejrozšířenějším náboženstvím se stává islám. Muslimského vyznání je přibližně 9,5 % obyvatel Švédska, čili 950 - 980 000 osob.

### Imigrace

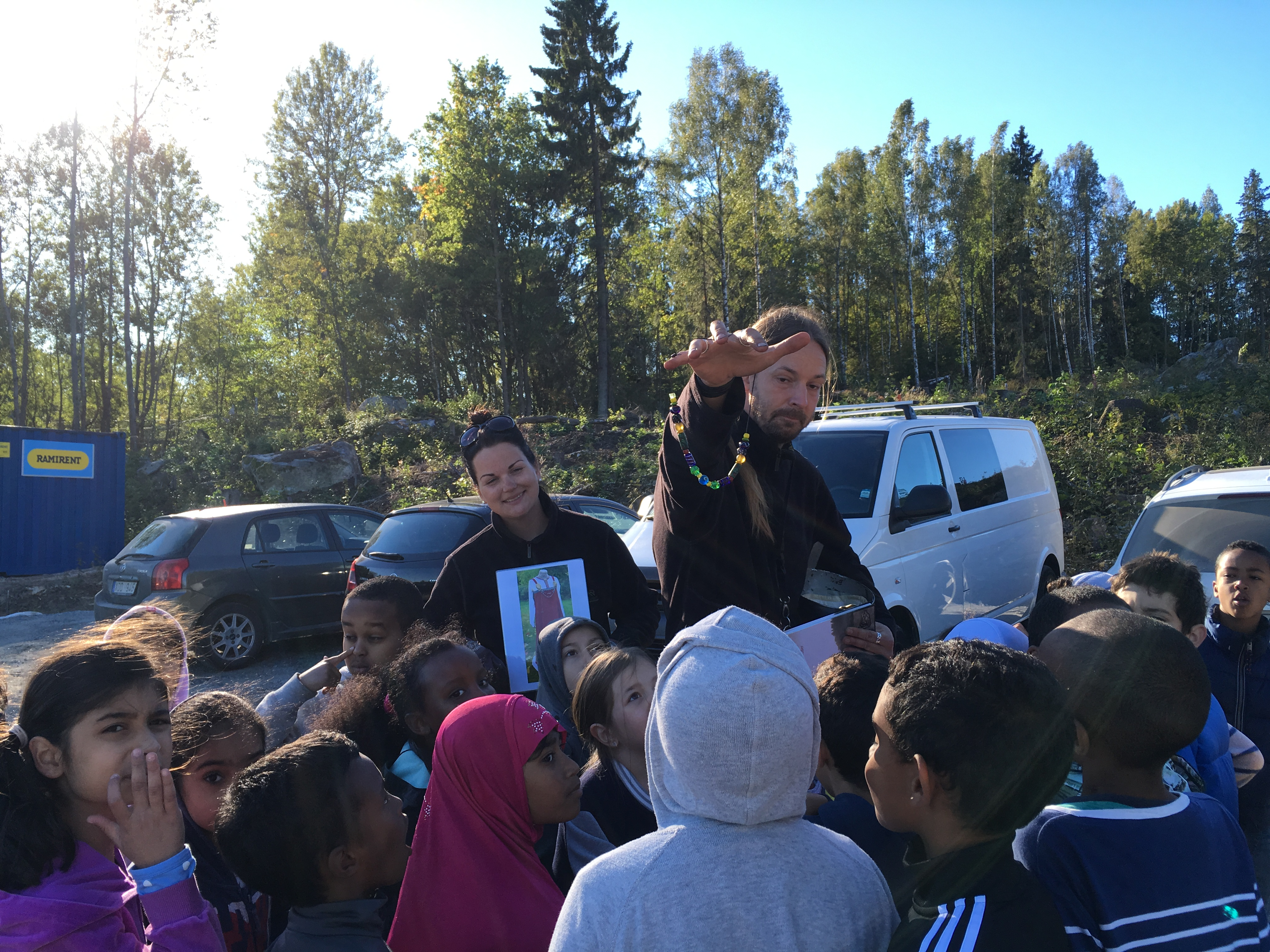
Děti přistěhovalců ve Švédsku v září 2016

Imigrace byla jedním z hlavních zdrojů růstu populace a kulturních změn během nedávné historie Švédska. V posledních letech se země transformovala ze země emigrace, s koncem první světové války, na zemi přistěhovalectví od konce druhé světové války. Ekonomické, sociální a politické aspekty imigrace vyvolaly polemiku ohledně etnické příslušnosti, hospodářského přínosu, pracovních míst pro původní obyvatele, systému osídlení, dopad na vzestupnou sociální mobilitu, trestnou činnost a volební právo.
V polovině osmdesátých let 20. století tu počty zahraničních pracovníků silně kolísaly v závislosti na nabídce. Imigrace pokračovala i po zákazu přistěhovávání zahraničních pracovníků v roce 1972. Zákaz platil jen pro pracovníky stěhující se z třetích zemí ležících mimo jednotný skandinávský trh pracovních sil, který tvořily státy Dánsko, Finsko, Island, Norsko a Švédsko. K zahraničním pracovním silám se ve Švédsku vždy přistupovalo jako k imigrantům. Jak vyplývá z imigračního zákona z roku 1975, Švédsko samo se považovalo za multikulturní přistěhovaleckou zemi. Jeho hlavní myšlenkou bylo zrovnoprávnění imigrantů ve státě blahobytu a sociálního zabezpečení a právo na jejich kulturní sebeurčení. Časový souběh rostoucí imigrace, hospodářské krize a nezaměstnanosti vedl i zde k vnitropolitickým konfliktům provázeným výtržnostmi proti imigrantům. Přestože hlasitěji zaznívaly požadavky na omezení imigrace, Švédsko se stalo multikulturní a přistěhovaleckou zemí.
V roce 1998 zde bylo 1 746 921 obyvatel cizího původu (narozených v cizině a děti přistěhovalců ze zahraničí), což bylo přibližně 20% švédské populace. Okolo 1 216 659 nebo 70% pocházelo ze Skandinávie a ze zbytku Evropy, 530 262 či 30% ze zbytku světa. Okolo 27% či 2 000 000 obyvatel Švédska mělo v roce 2011 plně nebo částečně původ v zahraničí. Z nich; 1 427 296 bylo narozeno v zahraničí. Dále 430 253 obyvatel se narodilo ve Švédsku rodičům narozeným v zahraničí a dalších 666 723 obyvatel mělo jednoho z rodičů narozeného v zahraničí (s druhým narozeným ve Švédsku). Celkový počet obyvatel v roce 2011 byl 9 482 855 a zhruba 15% obyvatel se narodilo v zahraničí, 4,5% obyvatelstva se narodilo ve Švédsku s oběma rodiči narozenými v zahraničí, a dalších 7% se narodilo ve Švédsku jednomu z rodičů narozenému v cizině. Přibližně 26,5% švédské populace je, alespoň částečně, cizího původu.
V roce 2016 bylo ve Švédsku 3 060 115 obyvatel cizího původu, kteří se narodili v cizině nebo ve Švédsku jednomu či dvěma rodičům narozeným v cizině. Nejčastějšími zeměmi původu imigrantů jsou Finsko, Sýrie, Irák, Polsko, Írán, Somálsko a Bosna. V roce 2015 přijalo Švédsko více než 163 000 žadatelů o azyl z Blízkého východu a Afriky. V listopadu 2015 obvinil švédský premiér Stefan Löfven z údajné sobeckosti země východní části EU, které zastávají odmítavý postoj k přijímání imigrantů. S rostoucím počtem imigrantů souvisí nárůst kriminality a vznik ghett a „no-go zón“ jako jsou Rinkeby nebo Tensta ve Stockholmu nebo Rosengård v Malmö, které obývají převážně přistěhovalci. V únoru 2017 propukly nepokoje v Rinkeby. Švédsko čelilo nepokojům již v minulých letech. Dne 7. dubna 2017 spáchal přistěhovalec z Uzbekistánu teroristický útok ve Stockholmu.

### Literatura

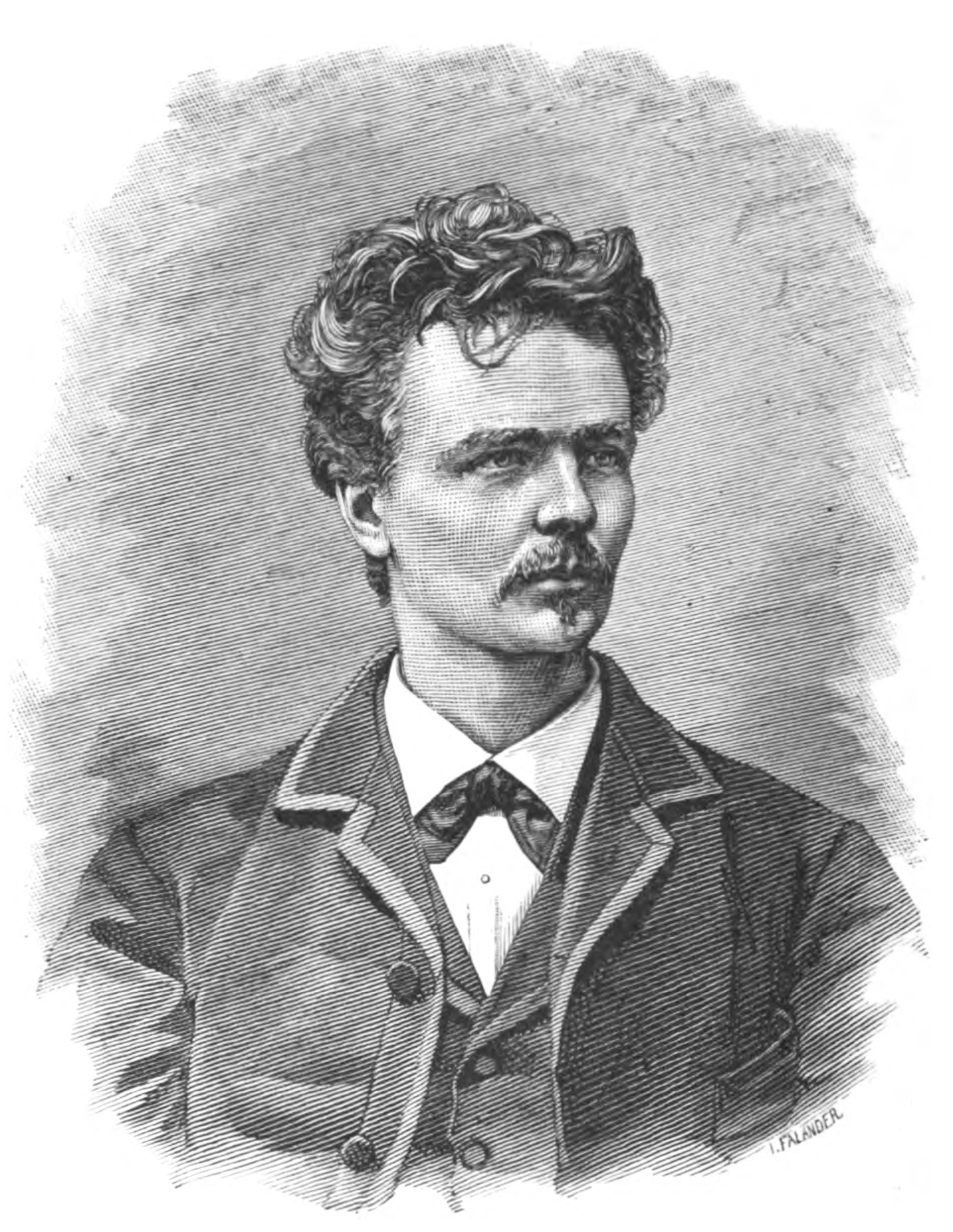
August Strindberg

## Kultura

### Hudba

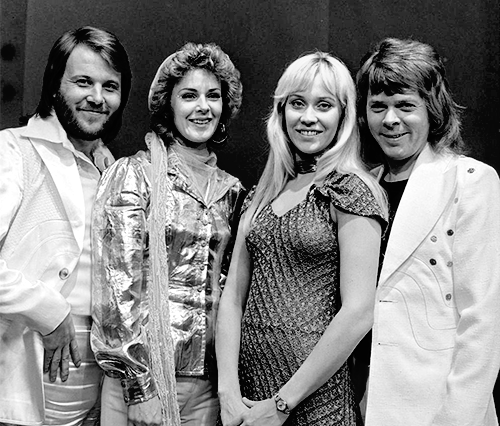
Skupina ABBA

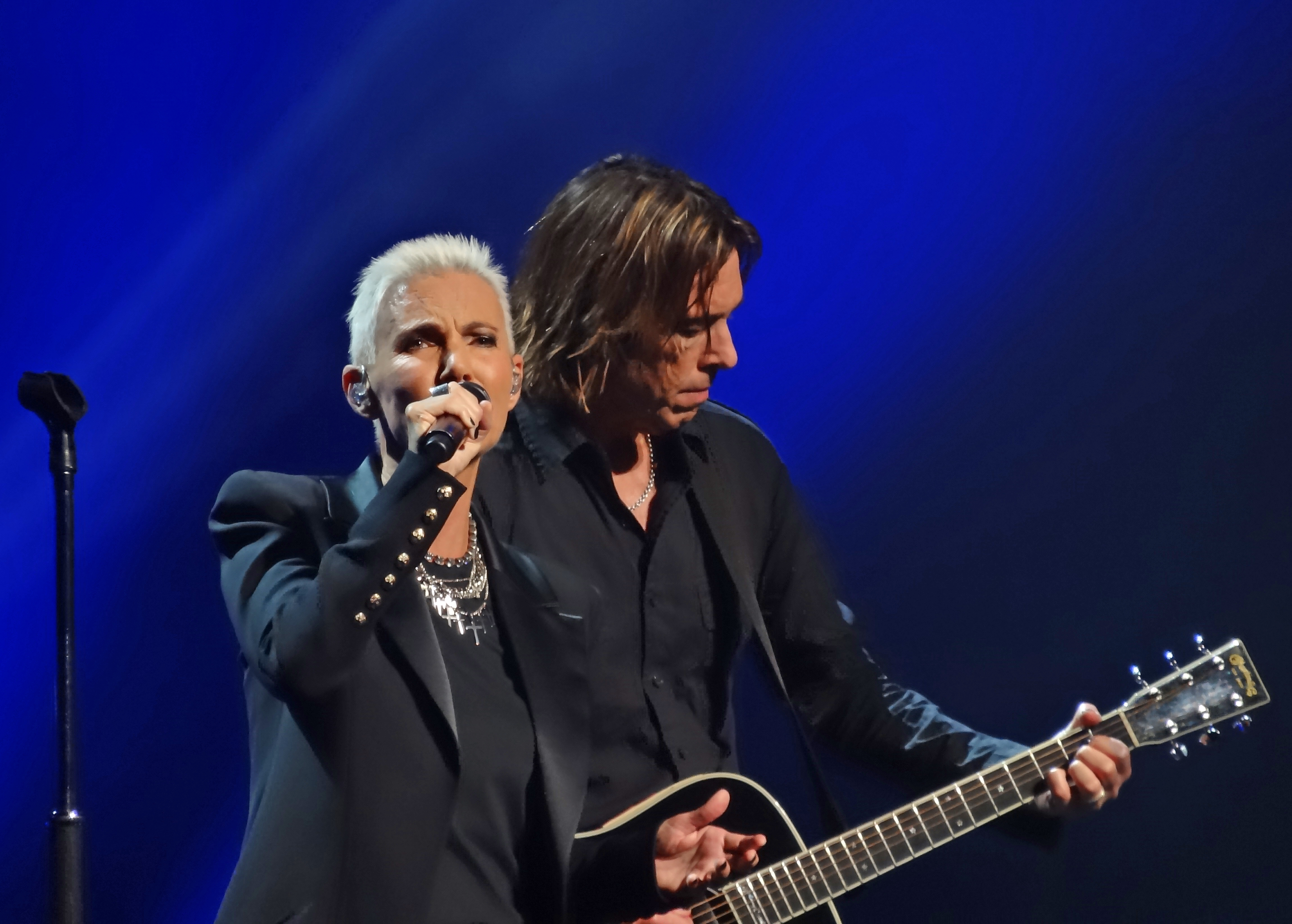
Roxette

Za klasika švédské hudby je považován Carl Michael Bellman. Ze skladatelů vážné hudby se nejvíce prosadil Franz Berwald. Z interpretů operní pěvkyně Malena Ernmanová, Jenny Lindová či Birgit Nilssonová. Marie Taglioniová byla klíčovou osobností dějin baletu, v němž zavedla tanec na špičkách.
Ve 2. polovině 20. století se Švédové ukázali být mistry ve schopnosti natlačit se do oblasti, které tradičně dominovali Američané a Britové – do populární hudby. Byť přitom museli většinou obětovat rodnou mateřštinu. Revoluční průlom učinila v 70. letech skupina ABBA, tvořená čtveřicí umělců: Agnetha Fältskogová, Björn Ulvaeus, Benny Andersson a Anni-Frid Lyngstadová. ABBA bývá označována za druhou nejprodávanější kapelu v historii pop music. Ovšem nezůstala osamocena, následovaly další úspěšné švédské kapely jako Roxette, Ace of Base, Europe, Rednex či Cardigans. Později učinila podobný průlom do globálního popu zpěvačka Loreen, vítězka soutěže Eurovision Song Contest v roce 2012.
Za hudebním producentem Maxem Martinem stojí úspěchy s interprety jako jsou Backstreet Boys, Britney Spearsová nebo 'N Sync.

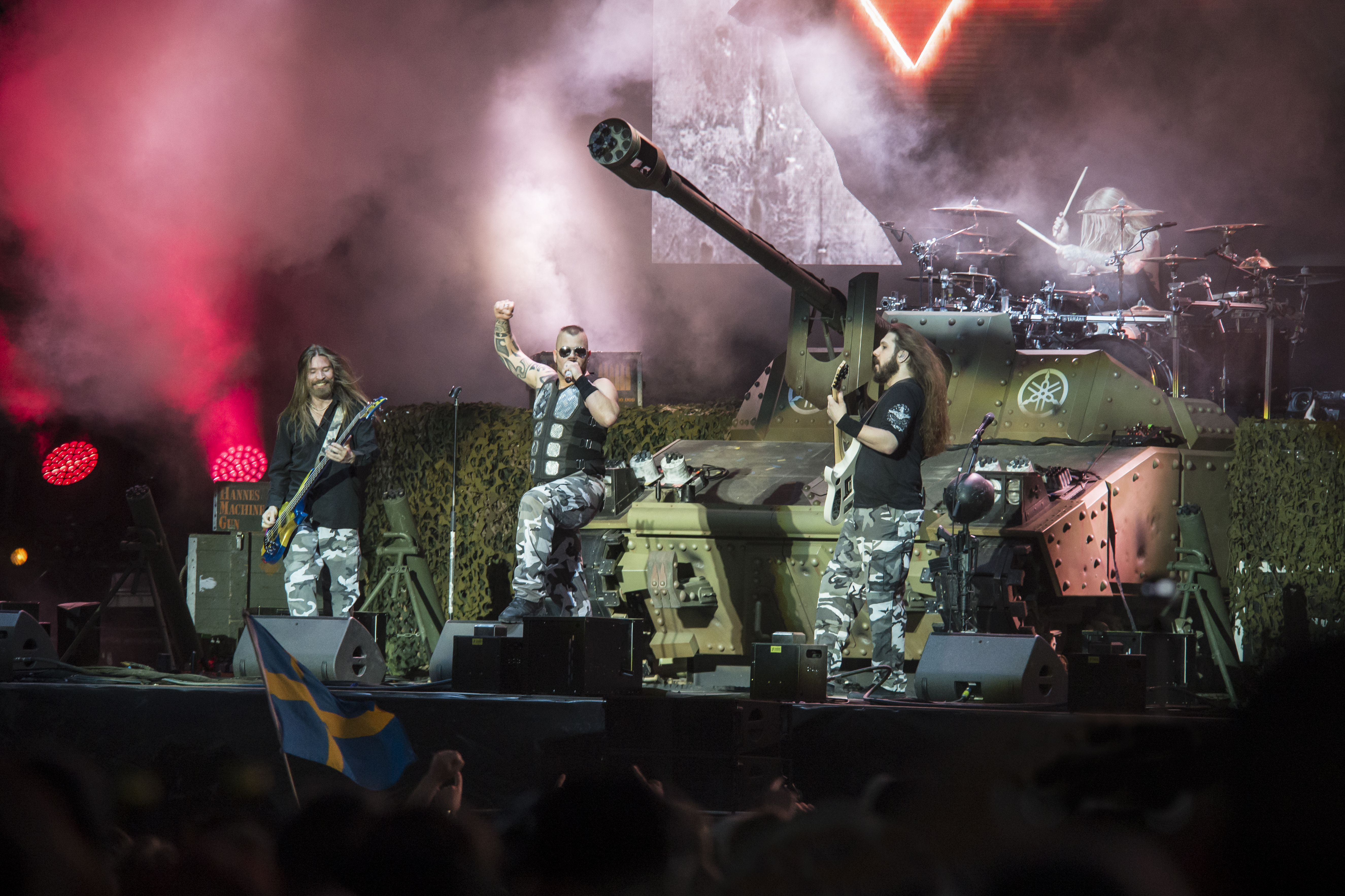
Sabaton

Švédsko má silnou také metalovou scénu, zvláště v Göteborgu. Právě v Göteborbu vznikl v 90. letech žánr melodic death metal. Mezi nejvýznamnější švédské metalové interprety patří Bathory, In Flames, Amon Amarth, HammerFall, Yngwie Malmsteen, Meshuggah nebo Sabaton.
Ve Švédsku se každoročně koná jeden z největších rock/metalových festivalů – Sweden Rock Festival.
Celosvětového úspěchu ve druhé dekádě 21. století dosáhl také Tim Bergling známý jako Avicii, což byl významný DJ, skladatel elektronické hudby a hudební producent, který spáchal sebevraždu ve 28 letech v Ománu, ale i přes jeho krátký život stihl zahrát přes 800 hudebních show a byl nazván Mozartem elektronické hudby. Mezi jeho nejznámější skladby patří The Nights, Without You, Levels, Wake Me Up nebo Waiting For Love.

### Výtvarné umění

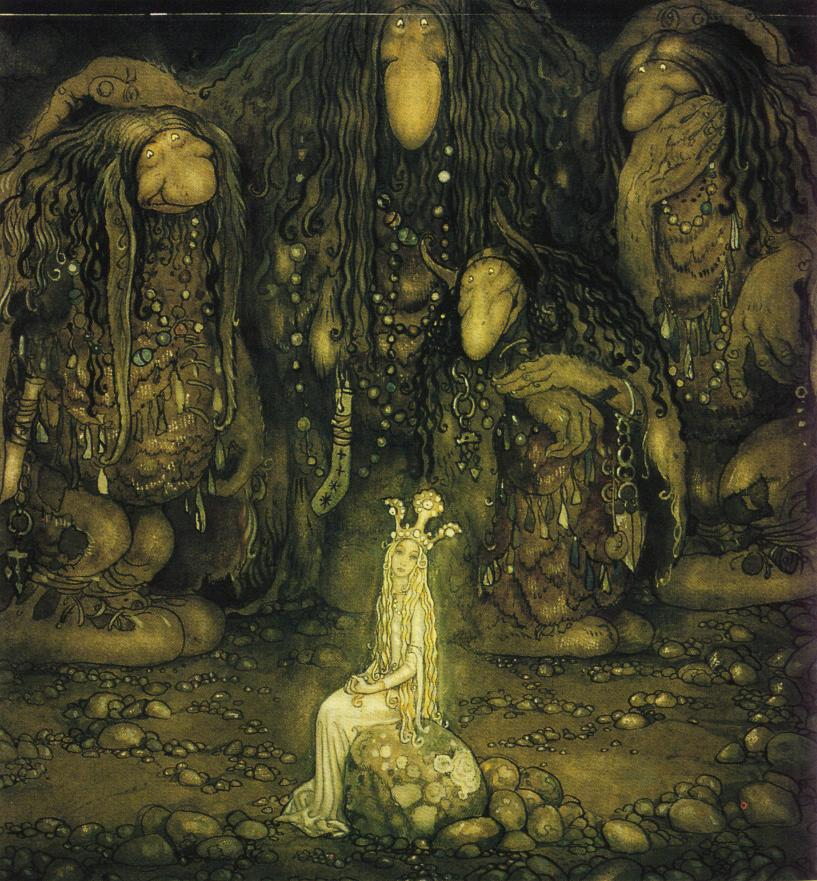
Bauerovy ilustrace

Počátky švédského výtvarného umění lze vystopovat až k pravěkým skalním rytinám v Tanum. V roce 1994 byly zapsány na seznam Světového dědictví UNESCO.
Zvláštní postavení má ve Švédsku malíř John Bauer, který na počátku 20. století ilustroval soubor národních pohádek Mezi skřítky a trolly (Bland Tomtar och troll). S jeho zvláštními melancholickými kresbami se identifikovaly celé generace Švédů a staly se tak součástí národního vědomí. Nejvýznamnějšími švédskými portrétisty byli Alexander Roslin a Anders Zorn. Součástí hnutí Arts and Crafts byl Carl Larsson, jeho dílo ovlivňuje švédský design až do současnosti. Karikaturami proroka Mohammeda proslul Lars Vilks. K nejvýznamnějším švédským architektům patří Erik Gunnar Asplund.
Největší švédskou galerií je Národní muzeum ve Stockholmu, kde se nachází kolem 16 tisíc maleb a soch. Moderní umění je soustředěno především v Muzeu moderny na ostrově Skeppsholmen v centru Stockholmu.
Do světa se již značně rozšířilo povědomí o specificky švédském estetickém (a životním stylu) zvaném lagom. Ten ovlivňuje zvláště průmyslový design, módu a architekturu. Lagom lze přeložit zhruba pojmem „tak akorát“. Je protějškem dánského stylu hygge. Stojí na úspornosti, nezdobnosti, minimalismu.

### Film

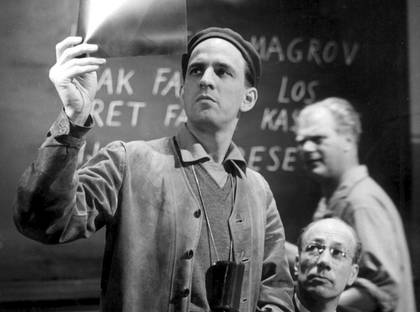
Režisér Ingmar Bergman

V oblasti umění filmového mezi nejslavnější evropské režiséry patří Ingmar Bergman. Alf Sjöberg získal v roce 1951 Zlatou palmu v Cannes. V roce 2017 ho dokázal napodobit Ruben Östlund a svůj úspěch zopakoval v roce 2022. Roy Andersson získal v roce 2014 Zlatého lva na festivalu v Benátkách. Jan Troell vyhrál Zlatého medvěda na Berlinale roku 1968. Bo Widerberg si z Berlínského festivalu přivezl Stříbrného lva za nejlepší režii. Sven Nykvist má dva Oscary za nejlepší kameru.
Za prezentací skupiny ABBA stál režisér Lasse Hallström, který se později dočkal i dvou oscarových nominací (1985, 1999) a v roce 1987 Zlatého glóbu pro nejlepší zahraniční film. Cenu Oscar získal dokumentarista Malik Bendjelloul. Ke známým tvůrcům patří Lukas Moodysson. Důležitým tvůrcem éry němého filmu byl Victor Sjöström.
Bergmanovy filmy proslavily herce Maxe von Sydowa či Erlanda Josephsona. Známými se staly herečky Greta Garbo, Ingrid Bergmanová, Ann-Margret či v posledních letech herec Stellan Skarsgård. Naopak v evropském filmu, zejména ve Felliniho Sladkém životě, se prosadila Anita Ekbergová. Dolph Lundgren je typickou hvězdou akčních snímků.
V modelingu a mezinárodních soutěžích krásy se prosadila Victoria Silvstedtová.

### Média

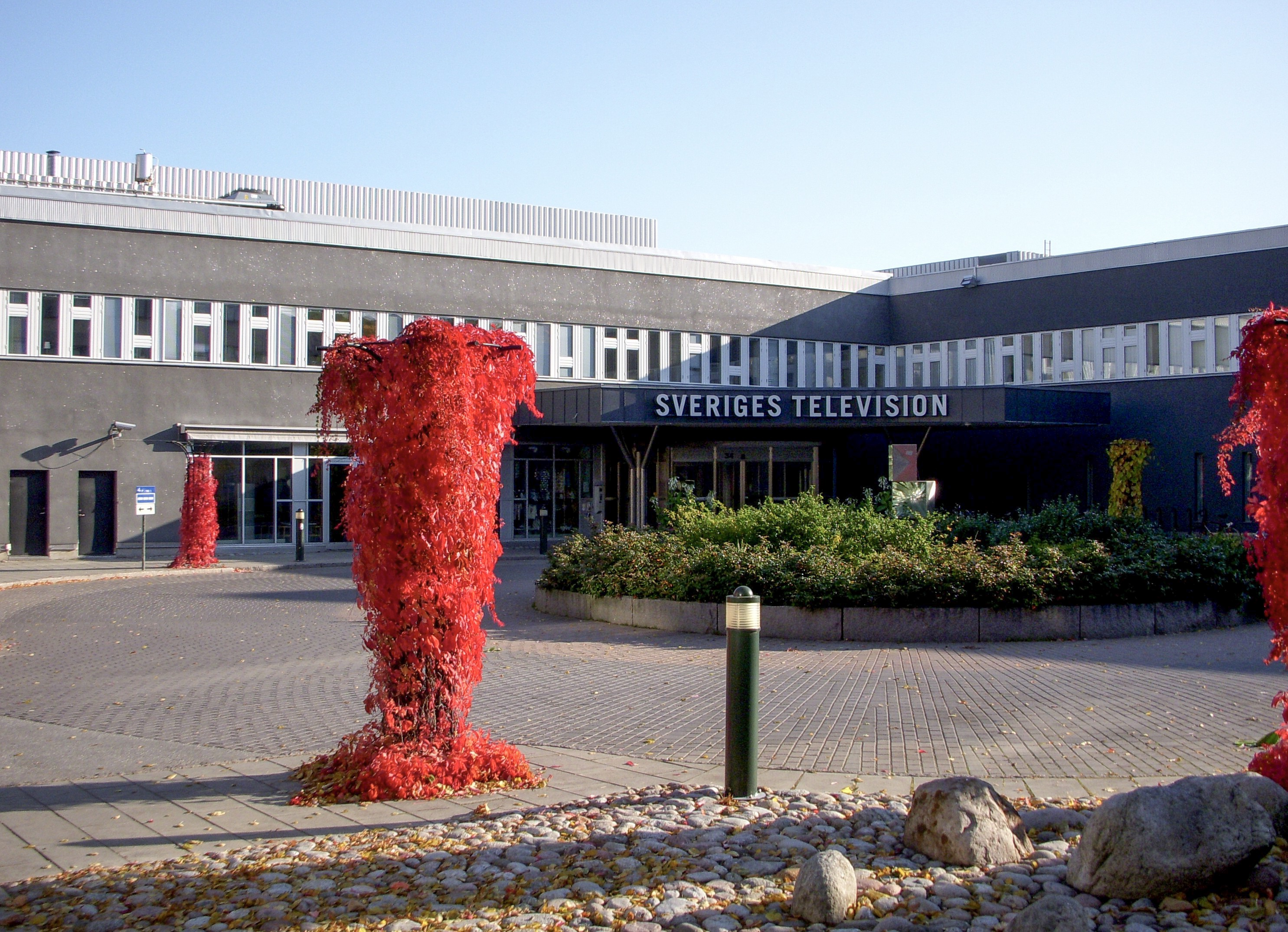
Sídlo Sveriges Television ve Stockholmu

Největším deníkem v zemi je levicový bulvár Aftonbladet. Jeho konkurentem je rovněž bulvární a spíše liberální deník Expressen. Největšími seriózními deníky jsou Dagens Nyheter a Svenska Dagbladet. Oba hlavní vysílatelé, televizní Sveriges Television a rozhlasový Sveriges Radio, jsou od roku 2019 placeni ze státního rozpočtu a mají kvazi-veřejnoprávní postavení. První terestrická soukromá televize TV4 začala vysílat v roce 1990 a je stále největším konkurentem veřejnoprávním kanálům SVT1 a SVT2. Specifickým rysem švédského mediálního prostoru je převažující liberálně-levicová orientace švédských novinářů. Badatelé Univerzity v Göteborgu například zjistili, že 41 procent švédských novinářů podporuje Stranu zelených, zatímco ve švédské veřejnosti má podporu jen 12 procent. Podobně 15 procent švédských novinářů podporuje krajně levicovou Vänsterpartiet, která má ve veřejnosti podporu jen pětiprocentní. Naopak jen 14 procent žurnalistů podporuje sociální demokracii, jejíž podpora je v populaci dvojnásobná a ještě markantnější je rozdíl u největší pravicové strany Moderata samlingspartiet, jíž podporuje 34 procent Švédů, ale jen 14 procent novinářů.

### Památky

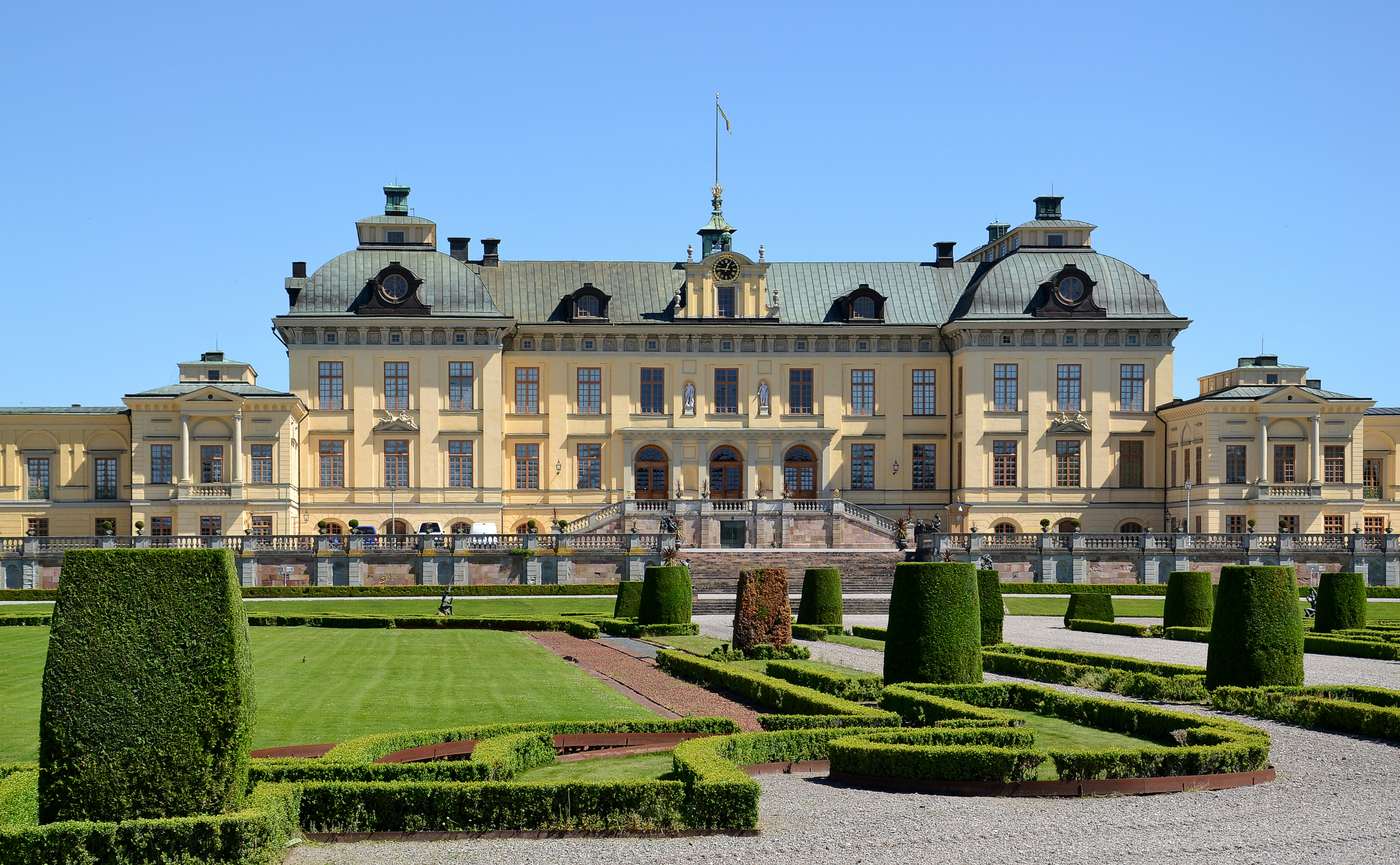
Drottningholmský palác

K nejvýznamnějším švédským architektonickým památkám patří Drottningholmský palác nacházející se na ostrově Lovön v jezeře Malar, na předměstí Stockholmu. Od roku 1981 je soukromou rezidencí švédské královské rodiny, v roce 1991 byl zapsán na seznam Světového dědictví. Všechny další švédské architektonické památky na seznamu jsou buď architekturou lidovou (zdobené farmy v Hälsinglandu, kostelní městečko Gammelstad), nebo industriální (železárny Engelsberg, rádiová stanice Grimeton). Na seznamu jsou i některá celá města: hanzovní město Visby a přístavní město Karlskrona. 

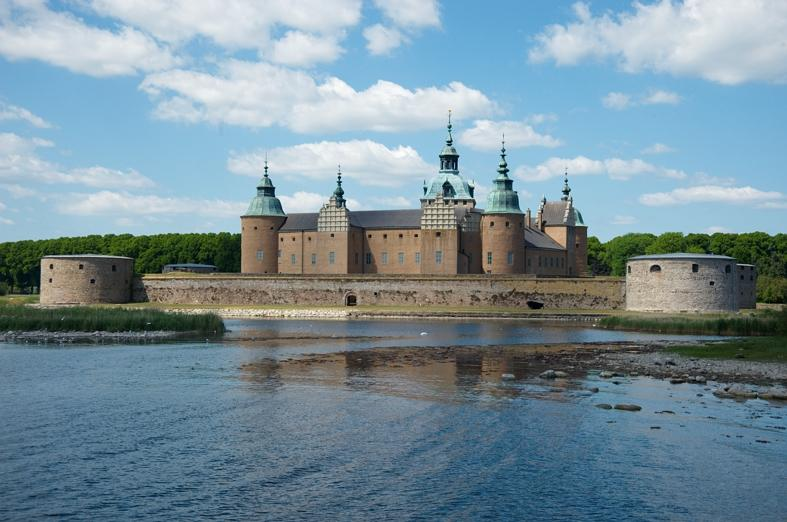
Kalmarský zámek

Ovšem ve Švédsku jsou i jiné významné stavby vyhledávané turisty. Barokní Drottningholmský palác je oficiálním sídlem královské rodiny. U jezera Mälaren na jihu středního Švédska, v obci Strängnäs, asi 60 km západně od Stockholmu, se nachází renesanční zámek Gripsholm, založený Gustavem I. Vasou. V Kalmaru je opečováván místní Kalmarský zámek, kde kdysi vznikla Kalmarská unie. Nejvýznamnější sakrální stavbou ve Švédsku je gotická katedrála v Uppsale, do roku 1620 korunovační místo švédských králů (od té doby tuto funkci plnila katedrála svatého Mikuláše ve Stockholmu) a také místo posledního odpočinku Gustava I. Vasy. Nejvíce švédských panovníků je ale pohřbených v jiném chrámu, v Riddarholmskyrkanu ve Stockholmu. Jedním z nejstarších velkých kostelů je katedrála v Lundu. 

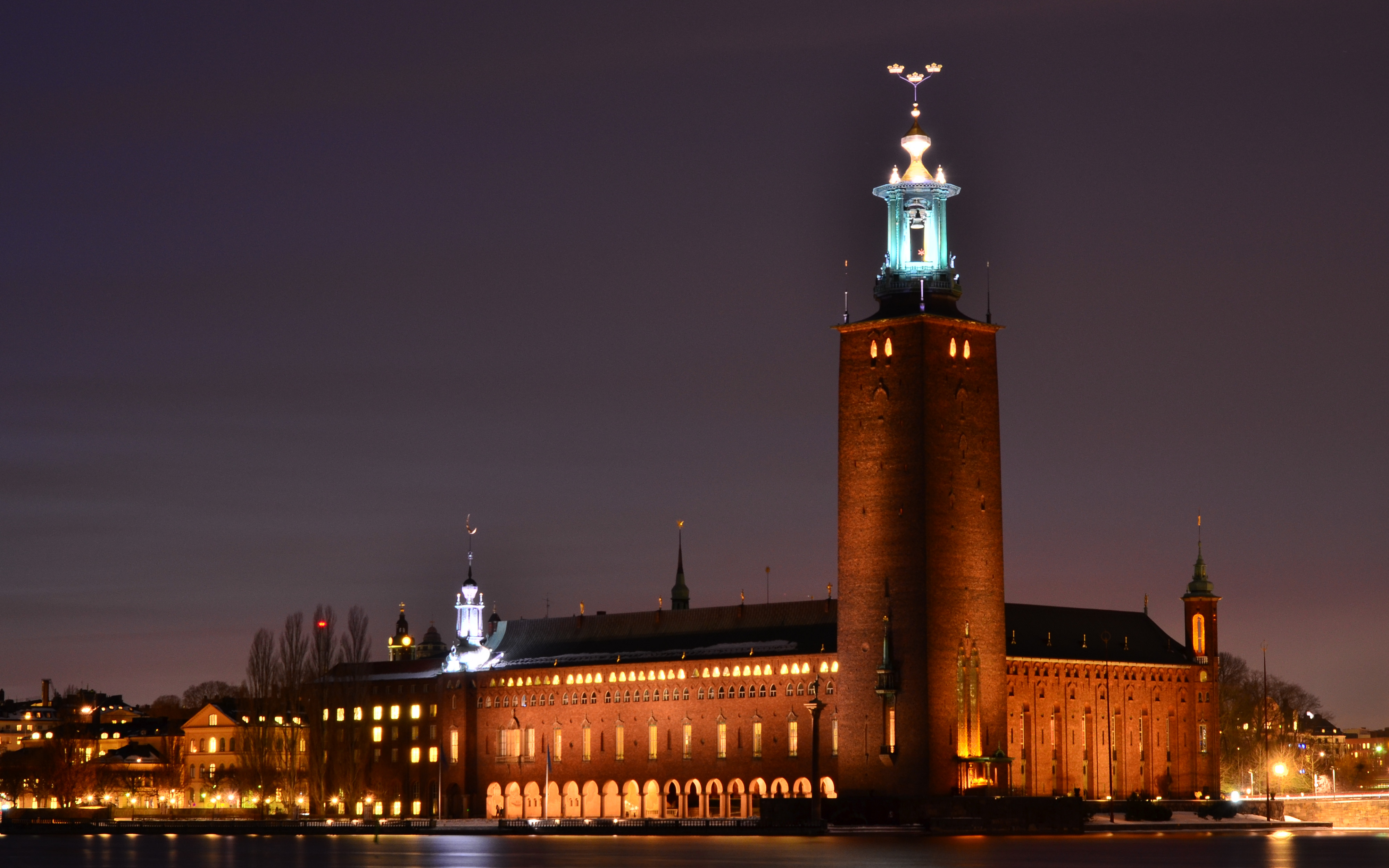
Stockholmská radnice

Z historistních staveb 19. století patří k nejvýznamnějším novorománská Stockholmská radnice nebo budova Severského muzea na stockholmském ostrově Djurgården, kde se nachází i populární muzeum pod otevřeným nebem Skansen, jež dalo jméno všem podobným muzeím na světě, a řada dalších muzeí (např. námořní Muzeum Vasa). Švédsko přeje i modernistickým experimentům, k odvážným stavbám patří například průkopnická hala Avicii Arena (dříve Globen) ve Stockholmu otevřená roku 1989 nebo mrakodrap Turning Torso v Malmö. 
Chloubou technického stavitelství je most přes Öresund spojující od roku 2000 dánské hlavní město Kodaň se švédským přístavním městem Malmö nebo Ölandsbron.

### Kuchyně

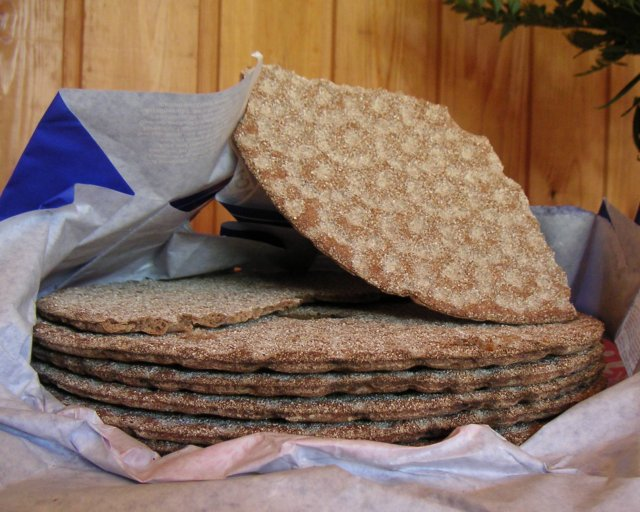
Knäckebröd

Tradiční gastronomické speciality jsou ryby a plody moře, ale třeba i sobí a hovězí maso. Mnoho tradičních jídel také souvisí se švédskými oslavami a svátky.
Mezi speciality patří renstek (sobí steak s brusinkami a se smetanovými bramborami), köttbullar (masové kuličky s brusinkami a brambory nebo salátem z červené řepy s majonézou), makka (druh obloženého chleba), smöra bröd (chléb s máslem). Na severu Švédska je velmi oblíbena pochoutka z fermentovaných sleďů surströmming (silně zapáchající, v sudech kvašení sledi). Podávají se buď s chlebem a máslem, nebo vařenými bramborami a cibulí.
U Švédů nejběžnější svačina, ale dokonce i oběd, smöra bröd je připravován s vařenými malými krevetami, vařeným vajíčkem a majonézou nebo s rostbífem a červenou řepou. Gravad lax (marinovaný losos, často podávaný s koprem, podává se často jako předkrm). Rökt lax (uzený losos), fisksoppa (rybí polévka s trochou majonézy, chlebem s máslem a salátem, existuje spousta různých druhů, ale nejběžnější je s rajčaty a lehce pikantním kořením, nebo se smetanou), smörgåsbord (doslova bufet, my ho označujeme jako švédský stůl, tzv. brunch).
Vzhledem k vysoké imigraci do Švédska z různých zemí je zejména v jižním Švédsku a Stockholmu spousta etnických restaurací. Celkově jsou Švédové zvyklí jíst exotická jídla, ale také italská, řecká nebo španělská.

### Sport

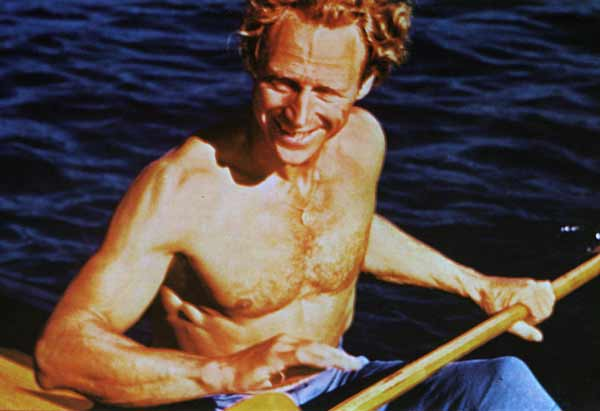
Gert Fredriksson

Švédové se prosadili i v mnoha sportovních odvětvích. Šest zlatých olympijských medailí má kanoista Gert Fredriksson, čtyři lyžaři Sixten Jernberg, Gunde Svan a Thomas Wassberg a jezdec na koni Henri Saint Cyr, tři zlaté mají krasobruslař Gillis Grafström, střelci Vilhelm Carlberg, Alfred Swahn a Oscar Swahn, kanoistka Agneta Anderssonová, rychlobruslař Tomas Gustafson, lyžař Marcus Hellner, zápasníci Ivar Johansson a Carl Westergren a oštěpař Eric Lemming.

Ve Švédsku je bezesporu nejvíce rozšířený florbal ve kterém Švédská mužská florbalová reprezentace a Švédská ženská florbalová reprezentace vládnou celému světu. Jejich bilance na všech 12 uskutečněných mistrovstvích světa je až k neuvěření. Mají dohromady 8 zlatých a 4 stříbrné medaile a to znamená, že se Švédsko na všech 12 šampionátech dostalo do finále, podobné výsledky mají i ženy. Mezi nejslavnější osobnosti švédského florbalu patří Kim Nilsson, Alexander Galante Carlström nebo Alexander Rudd.

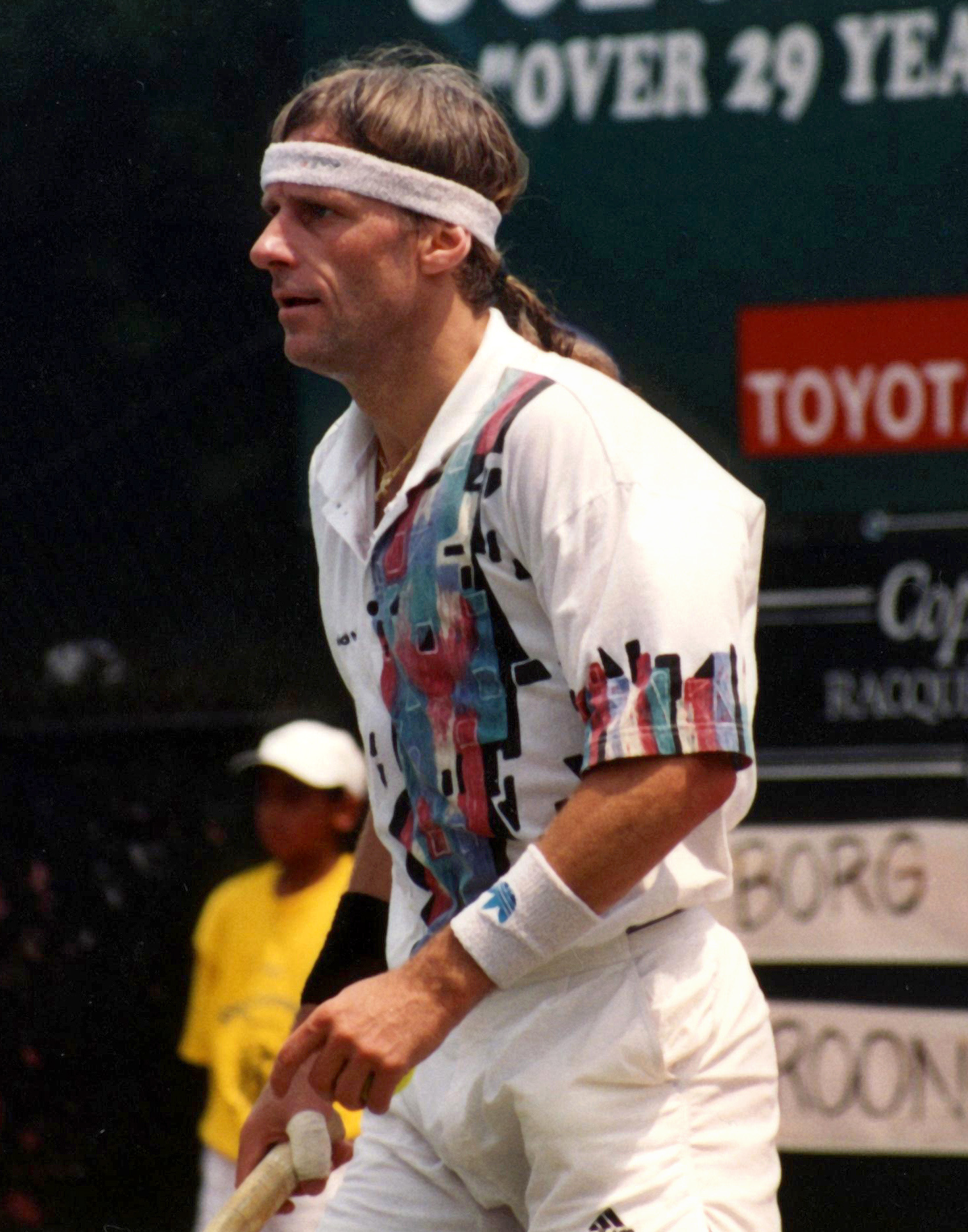
Tenisová legenda Björn Borg

Björn Borg patří k nejlepším tenistům historie. Ač ukončil kariéru v pouhých 25 letech, vyhrál pětkrát Wimbledon a celkem 11 grandlamových turnajů. Také Stefan Edberg a Mats Wilander vzorně reprezentovali švédskou tenisovou školu, oba si taktéž připsali wimbledonské vítězství, Edberg dvakrát, Wilander jednou. Thomas Johansson vyhrál Australian Open. Ingemar Stenmark sebral mnoho úspěchů ve sjezdovém lyžování, jeho kolegyně Anja Pärsonová je desetinásobná mistryně světa. Kent Andersson je dvojnásobným mistrem světa v závodech silničních motocyklů. Cyklista Gösta Pettersson vyhrál Giro d'Italia. Boxer Ingemar Johansson byl profesionálním mistrem světa v těžké váze. Annika Sörenstamová patří k nejúspěšnějším golfistkám historie, Jan-Ove Waldner má podobné postavení ve stolním tenisu.

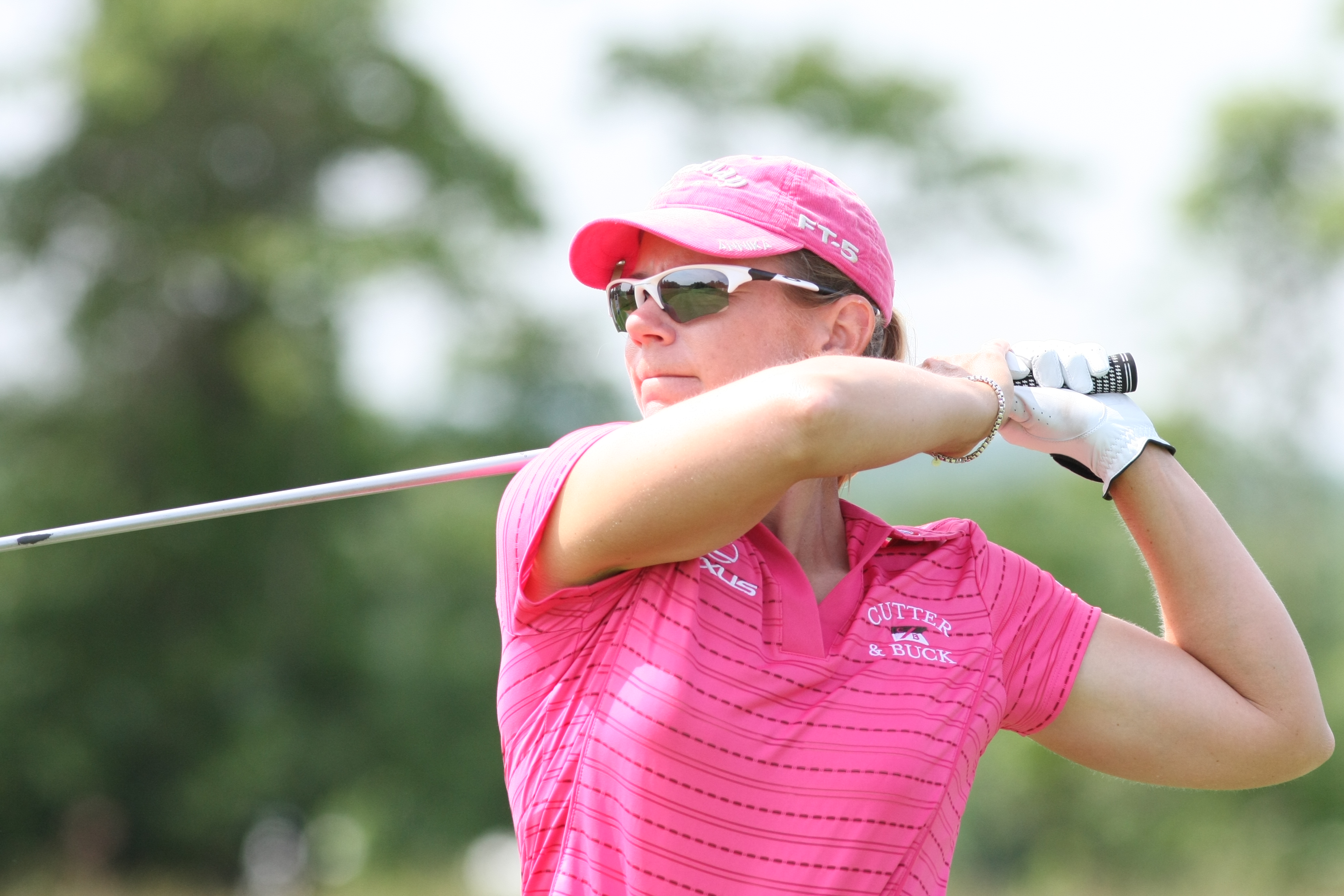
Golfistka Annika Sörenstamová

Velmi populární je ve Švédsku hokej. Švédská hokejová reprezentace, často zvaná „tre kronor“, dvakrát vyhrála olympijský turnaj (1994, 2006) a jedenáctkrát mistrovství světa. K nejznámějším švédským hokejistům patří Peter Forsberg, Mats Sundin, Daniel Sedin, Niklas Bäckström, Nicklas Lidström, Daniel Alfredsson nebo Henrik Zetterberg. Do výběru nejlepších hráčů 20. století zařadila Mezinárodní hokejová federace Börje Salminga. Švédsko má též řadu vynikajících gólmanů, o tuto reputaci se zasloužila brankářská hokejová škola GDI. Mezi úspěšné švédské hokejové brankáře patří Henrik Lundqvist, Viktor Fasth, Jonas Gustavsson.

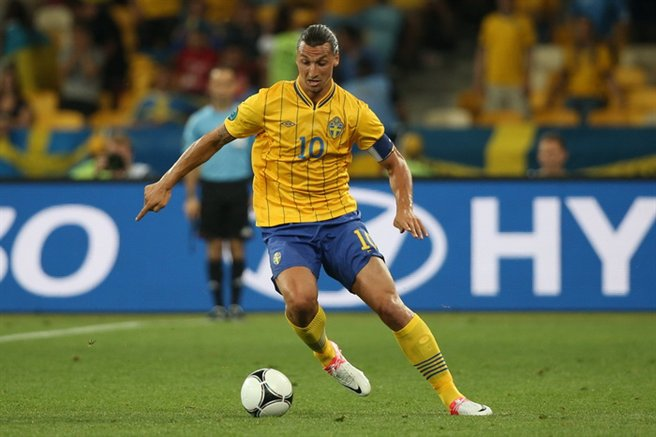
Zlatan Ibrahimovič

Švédská fotbalová reprezentace dosáhla největšího úspěchu na mistrovství světa v roce 1958, kde vybojovala stříbrnou medaili. Krom toho na světovém šampionátu získala dva bronzy (1950, 1994), třetí místo je též jejím nejlepším výsledkem na mistrovství Evropy (1992). Zlatan Ibrahimovič je zřejmě nejslavnějším švédským fotbalistou.
Švédská házenkářská reprezentace mužů čtyřikrát vyhrála mistrovství světa (1954, 1958, 1990, 1999) a čtyřikrát mistrovství Evropy (1994, 1998, 2000, 2002). Na olympiádě brala čtyři stříbra. Magnus Wislander byl v roce 2000 vyhlášen nejlepším házenkářem 20. století. Mia Hermanssonová-Högdahlová byla vyhlášena nejlepší házenkářkou světa pro rok 1994.

#### eSport
Švédsko je jedna z nejúspěšnějších zemí ve hře Counter-Strike: Global Offensive
- známé CS:GO týmy: Ninjas in Pyjamas, Fnatic
- známí CS:GO hráči: Christopher "GeT_RiGhT" Alesund, Patrik "f0rest" Lindberg, Olof "olofmeister" Kajbjer

## Věda a školství

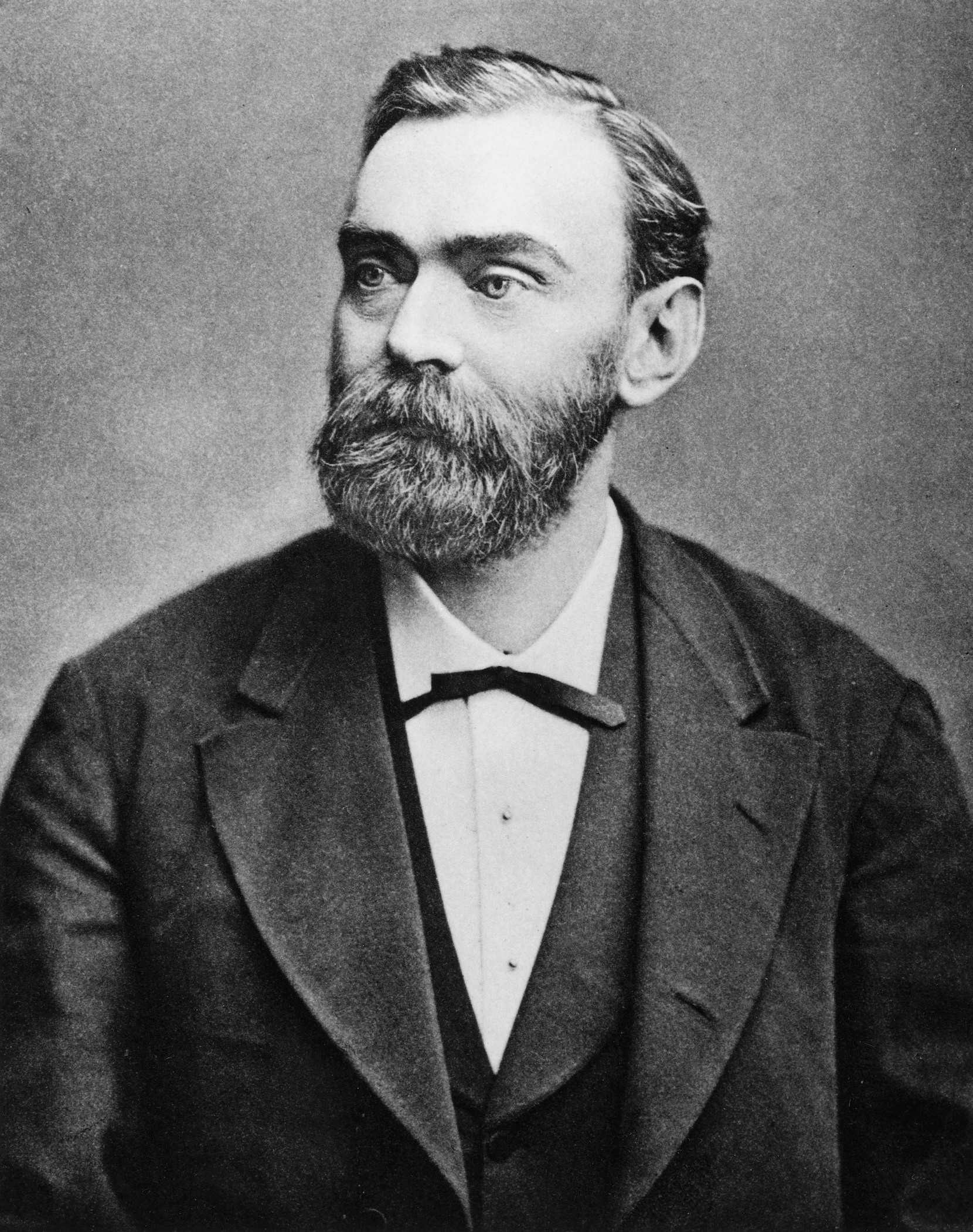
Alfred Nobel

Švédsko je tradiční baštou přírodních, exaktních a technických věd. Svědčí o tom jména badatelů, jakými byl fyzik Alfred Nobel, zakladatel moderní biologie Carl Linné, zakladatel moderní chemie Jöns Jacob Berzelius, tvůrce Celsiovy stupnice Anders Celsius, zakladatelé spektroskopie Johannes Rydberg a Anders Jonas Ångström, objevitel kyslíku, dusíku a wolframu Carl Wilhelm Scheele či objevitel lithia Johann Arfvedson. Výzkum radiace vedl Rolf Sievert, proto je po něm pojmenována její jednotka v soustavě SI. Axel Fredrik Cronstedt objevil nikl, Johan Gottlieb Gahn mangan, Per Teodor Cleve holmium a thulium, Carl Gustaf Mosander lanthan, erbium a terbium. Teorii funkcí významně rozvinul matematik Gösta Mittag-Leffler. Zakladatelem moderní teorie integrálních rovnic byl Erik Ivar Fredholm, fraktálům se věnoval matematik Helge von Koch, autor známé Kochovy vločky, harmonické analýze Lennart Carleson, teorii lineárních parciálních diferenciálních rovnic Lars Hörmander. Hmotnost Merkuru a Venuše odhadl astronom Johan Oskar Backlund, rotaci galaxií zkoumal Bertil Lindblad. Do dějin zoologie se zapsal Carl Jakob Sundevall, do těch botanických Adam Afzelius, Carl Peter Thunberg či Carl Adolf Agardh. Studium lišejníků zakládal Erik Acharius. Průkopníkem chemie byl Torbern Bergman. Všestranným renesančním učencem a otcem švédské vzdělanosti byl Olaus Rudbeck. Odstředivku a parní turbínu vynalezl Gustaf de Laval, na vývoji faxu se podílel Harry Nyquist, Gideon Sundback vynalezl zdrhovadlo.

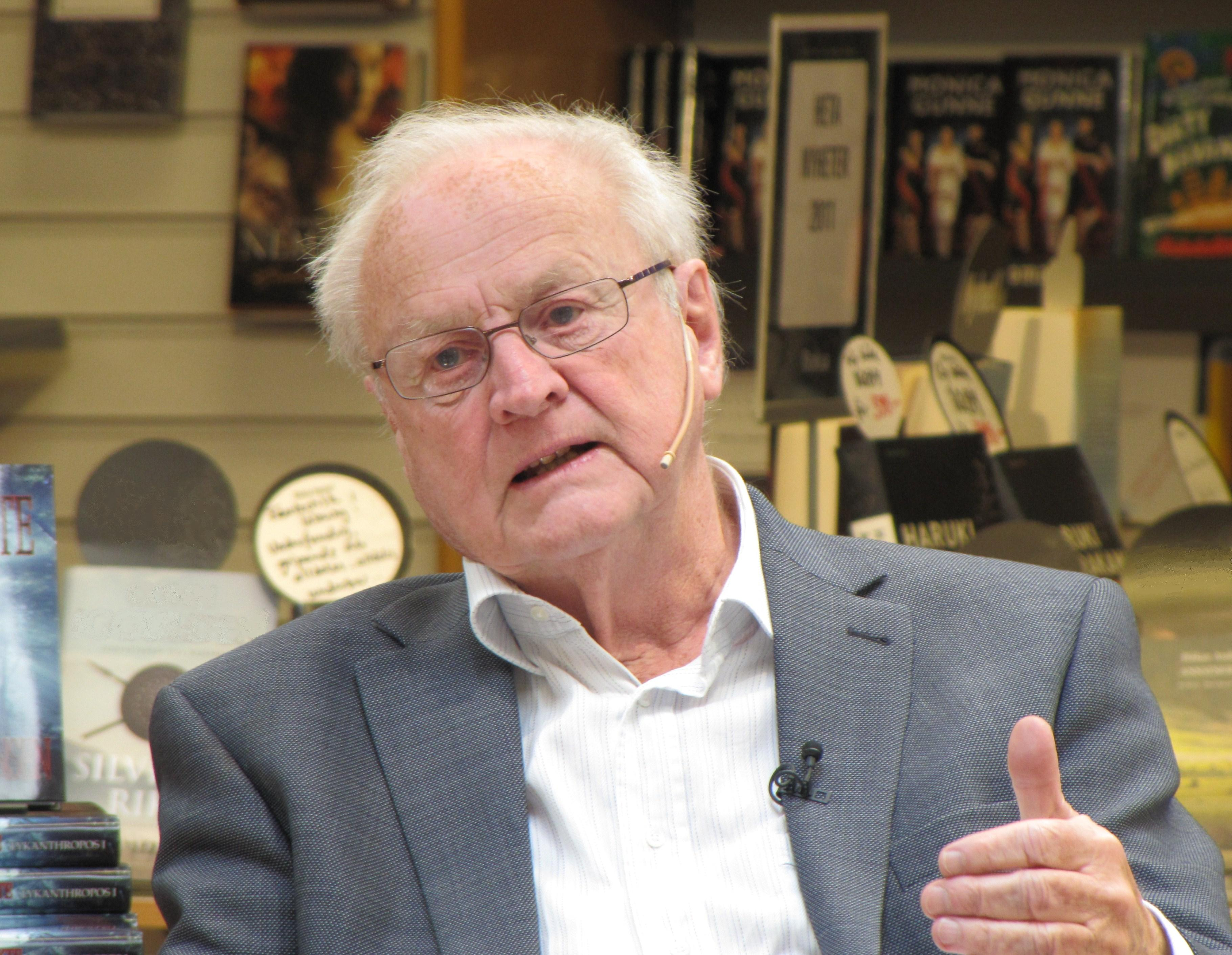
Nobelista Arvid Carlsson

Nobelovu ceny za fyziku získali Gustaf Dalén, Hannes Alfvén, Manne Siegbahn a Kai Siegbahn, za chemii pro Svante Arrhenius, Hans von Euler-Chelpin, Theodor Svedberg, Arne Tiselius a Tomas Lindahl, za fyziologii pro Ulf von Euler, Sune Bergström, Torsten Wiesel, Bengt I. Samuelsson, Ragnar Granit, Allvar Gullstrand, Hugo Theorell a Arvid Carlsson. Široce diskutovaná je též Kaluza-Kleinova jednotná teorie pole, jejímž spoluautorem je Švéd Oskar Klein. Švédské občanství měla i rakouská fyzička Lise Meitnerová, která významně přispěla k výzkumu štěpení atomových jader.

Prvním a dosud jediným švédským kosmonautem se stal Christer Fuglesang. Dobrodruh Salomon August Andrée zahynul při pokusu dosáhnout severního pólu v balónu.

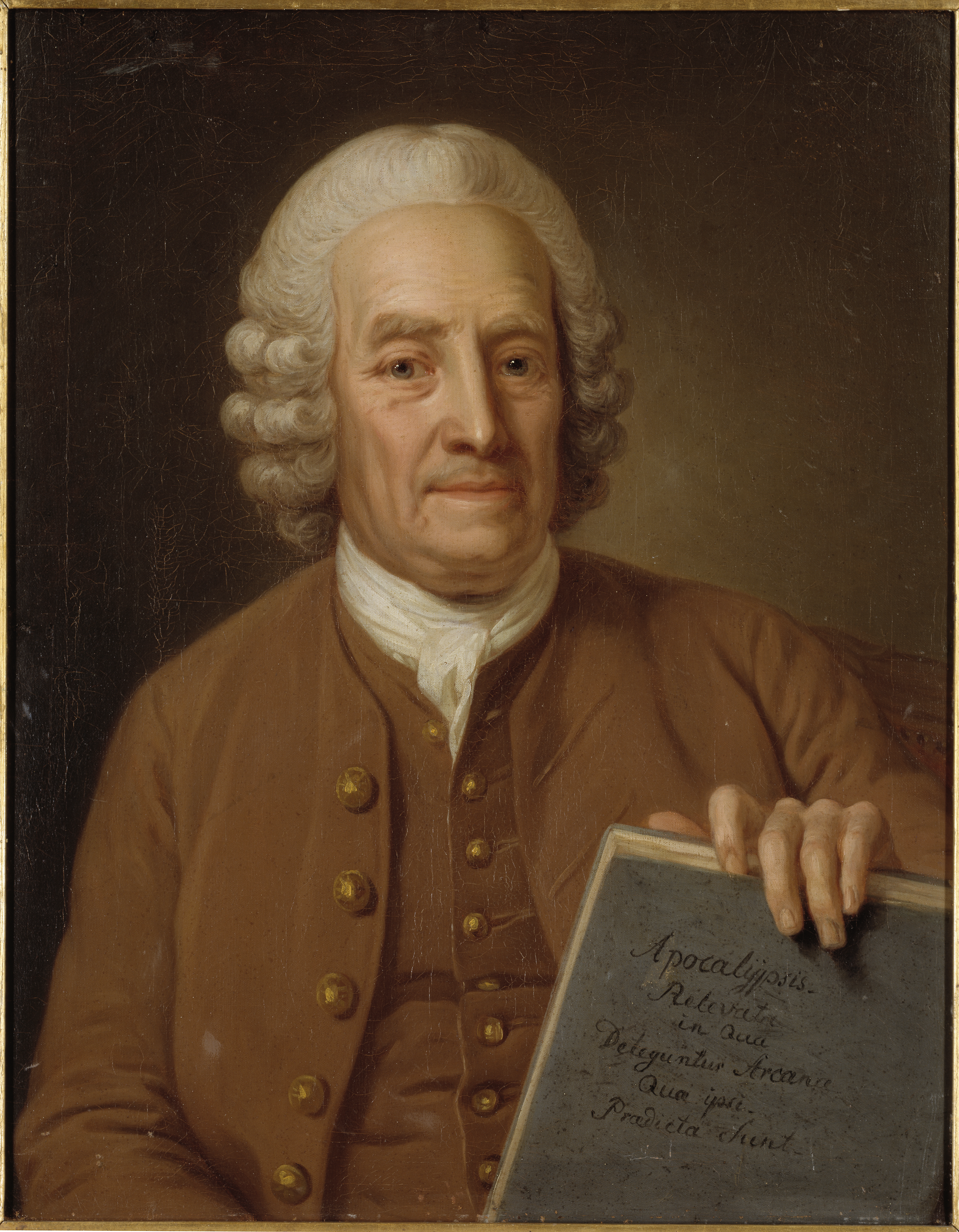
Emanuel Swedenborg

V oblasti humanitních a sociálních věd byl vlivný Švéd filozof a teolog Emanuel Swedenborg. Ve 20. století se důležitým představitelem analytické filozofie stal Georg Henrik von Wright. Politolog Rudolf Kjellén zavedl pojem geopolitika, politický filozof Erik Gustaf Geijer proslul jako zastánce liberalismu. Bertil Ohlin a Gunnar Myrdal získali Nobelovu pamětní cenu za ekonomii, Myrdalova manželka, socioložka a politička Alva Myrdalová, získala Nobelovu cenu za mír za svůj boj za odzbrojení. Celosvětové známosti dosáhly knihy psychiatra Axela Muntheho. V posledních letech na sebe upozornil svými názory na umělou inteligenci a transhumanismus filozof Nick Bostrom.
Švédsko má jednotný vzdělávací systém, který koordinuje univerzitní a odborné studium s programy škol druhého stupně. Existuje povinná školní docházka od 7 do 16 let. Od 3. třídy se vyučuje angličtina a později se přidává němčina nebo francouzština. Již v 7. třídě si žáci mohou částečně volit skladbu předmětů.

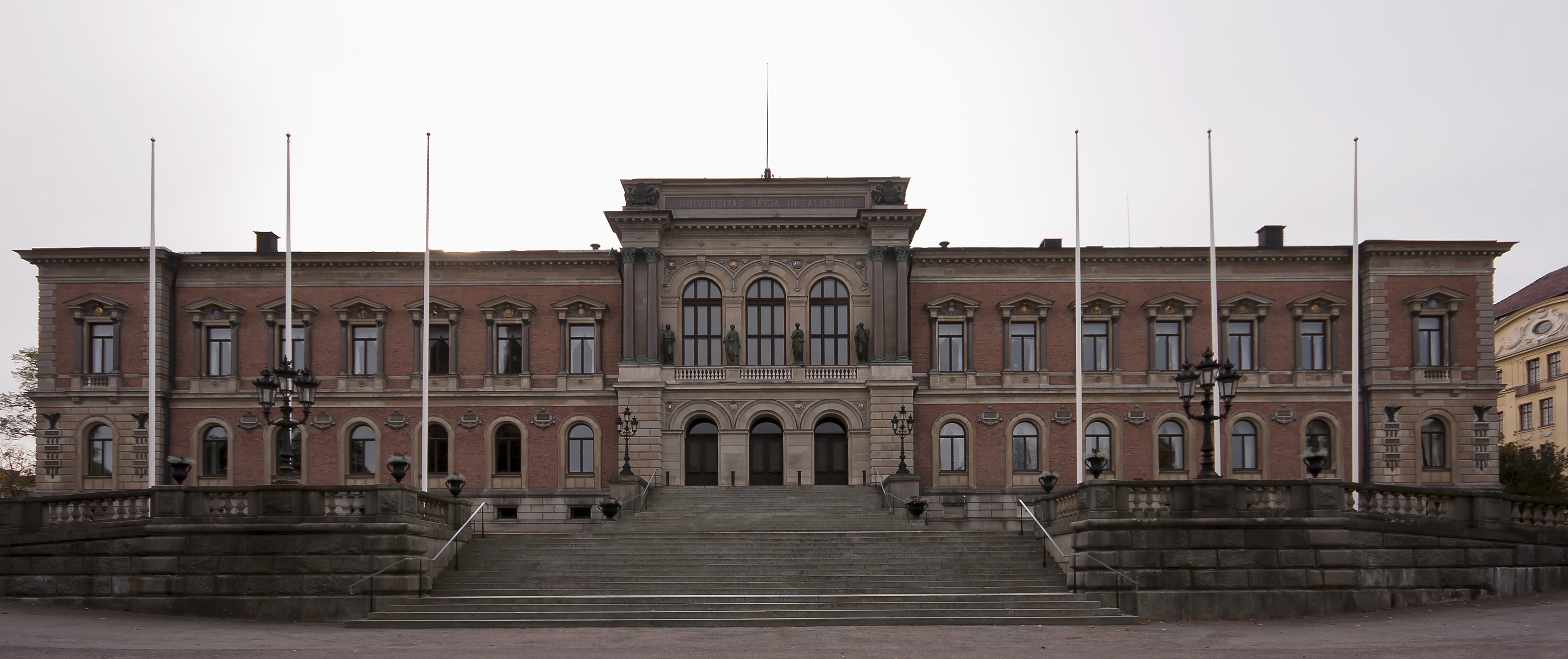
Uppsalská univerzita

Ve Švédsku působí třináct univerzit, z nichž nejstarší je v Uppsale (založena roku 1477). V Šanghajském žebříčku, který tradičně hierarchizuje nejlepší vysoké školy na světě, má Švédsko (k roku 2021) dvě univerzity v první stovce. Nejvyšší prestiž má Institut Karolinska, který je žebříčkem vyhodnocen jako 42. nejlepší univerzita na světě. Institut se ovšem specializuje výhradně na lékařství, a je tak nejkvalitnější lékařskou školou v Evropě. Druhou nejkvalitnější školou ve Švédsku má být Stockholmská univerzita (74. na světě). Velmi rozšířené a kvalitní je vzdělání dospělých v rámci denních, večerních, dálkových i domácích kursů a na lidových univerzitách.
Ve Stockholmu jsou v prosinci každoročně udělovány Nobelovy ceny.